# Liste der Stolpersteine in Berlin-Steglitz
Die Liste der Stolpersteine in Berlin-Steglitz enthält die Stolpersteine im Berliner Ortsteil Steglitz im Bezirk Steglitz-Zehlendorf, die an das Schicksal der Menschen erinnern, die im Nationalsozialismus ermordet, deportiert, vertrieben oder in den Suizid getrieben wurden. Die Spalten der Tabelle sind selbsterklärend. Die Tabelle erfasst insgesamt 229 Stolpersteine und ist teilweise sortierbar; die Grundsortierung erfolgt alphabetisch nach dem Familiennamen.

## Stolperschwelle
Die bisher in Berlin-Steglitz verlegte Stolperschwelle:
| Bild | Name                  | Standort          |  | Verlegedatum | Leben                 |
| ---- | --------------------- | ----------------- |  | ------------ | --------------------- |
|      | Jüdisches Blindenheim | Wrangelstraße 6–7 |  | 1. Sep. 2018 | Jüdisches Blindenheim |

## Stolpersteine
Die folgenden Stolpersteine wurden in Steglitz verlegt:
| Bild | Name                                                | Standort                                                              |      | Verlegedatum  | Leben |
| ---- | --------------------------------------------------- | --------------------------------------------------------------------- | ---- | ------------- | --- |
|      | Elsa Abraham                                        | Schöneberger Straße 15                                                |      | 14. Nov. 2015 | Elsa Adler kam am 26. Dezember 1894 in Tachau/Böhmen als Tochter von Heinrich Adler und seiner Frau Marie geborene Monath auf die Welt. Sie war die Älteste von fünf Kindern: nach ihr kamen: Rudolf (1897), Richard (1898), Martha (1900) und Helen (1901). Ihre Eltern waren wohlhabend, die Familie besaß eine Fabrik, in der Knöpfe und andere Modeartikel hergestellt wurden. Elsa heiratete am 21. Februar 1921 in Tachau den Diplom-Kaufmann Ludwig Abraham und zog mit ihm nach Berlin. Zwei Söhne wurden geboren: am 15. Januar 1922 Hans Adolf und am 24. März 1929 Horst Emil. Bis 1932 lebte die vermögende Familie in der Ahrweilerstraße 30 in einer 5-Zimmer-Wohnung. Nach 1933 ging das Einkommen rapide zurück, aus wirtschaftlichen Gründen erfolgte ein Umzug in die Schöneberger Straße 15 nach Steglitz in eine 3-Zimmer-Wohnung. Hans wurde 1936 zur Familie seiner Mutter nach Tachau geschickt, er arbeitete in der dortigen Fabrik mit und konnte mit dem Geld, das er verdiente, seine notleidende Familie in Berlin unterstützen. Er litt unter Heimweh und konnte nicht verstehen, warum ihn seine Eltern alleine von Berlin weggeschickt hatten. Hans konnte 1938 mit Hilfe der Kinder- und Jugend-Alijah noch über Triest nach Palästina auswandern. Ludwig Abraham, seine Frau Else und Horst Emil mussten am 20. Oktober 1942 in eine sogenannte Judenwohnung ziehen in die Isoldestraße 6, zu Henny Rothstein in ein Leerzimmer. Von dort wurden Ludwig und Elsa Abraham am 1. März 1943 „abgeholt“ und in ein Sammellager gebracht. Am 1. März 1943 füllten Ludwig und Elsa Abraham die Vermögenserklärung aus, in der sie angaben, dass sie über keinerlei Besitz mehr verfügten. Am 4. März 1943 wurden Ludwig, Elsa und Horst Abraham zusammen im Rahmen der Fabrikaktion mit 1139 anderen Berliner Juden nach Auschwitz deportiert. Dort angekommen wurden 389 Männer und 96 Frauen zum Arbeitseinsatz ausgewählt; alle anderen wurden sofort ermordet. Elsa und Horst Abraham wurden vermutlich sofort ermordet, Ludwig Abraham erst am 3. Juni 1943. Hans blieb in Israel und heiratete Ester Davidovitch, sie bekamen zwei Töchter, die mit ihren Familien in Israel leben. Bei der Verlegung der Stolpersteine waren 18 Familienmitglieder aus Israel anwesend. |
|      | Felix Abraham                                       | Gritznerstraße 78                                                     |      | 12. Nov. 2016 | |
|      | Horst Emil Abraham                                  | Schöneberger Straße 15                                                |      | 14. Nov. 2015 | Horst Emil Abraham kam am 24. März 1929 in Berlin als zweiter Sohn des Kaufmanns Ludwig Abraham und seiner Frau Elsa geborene Adler zur Welt. Seine Familie wohnte in Friedenau, Ahrweilerstraße 30 in einer 5-Zimmer-Wohnung. Er wurde Ostern 1935 eingeschult und besuchte ab Ostern 1941 die 2. Klasse der Mittelschule der Jüdischen Gemeinde in Berlin. Im Juni 1942 wurde diese Schule aufgelöst und Horst durfte keine Schule mehr besuchen. Er wurde zur Zwangsarbeit verpflichtet und musste für die SS in Wannsee Kohlen schaufeln. Ein Entgelt erhielt er nicht, nur Verpflegung. Im Oktober 1942 musste er mit seinen Eltern in eine Judenwohnung in die Isoldestraße 6 ziehen. Als er am 1. März 1943 vom Kohlenschippen bei der SS nach Hause kam, waren seine Eltern schon abgeholt. Er suchte Hilfe bei einem früheren Nachbarn aus der Schöneberger Straße, dem Bäckermeister Arno Kempf. Weil Juden damals nicht telefonieren durften, konnte er nicht aus dessen Laden anrufen. Von der Kohlenhandlung Bretschke in der Holsteinischen Straße 12 aber rief er die Jüdischen Gemeinde an, die veranlasste, dass er zu seinen Eltern ins Sammellager kam. Am 4. März 1943 wurde er mit seinen Eltern nach Auschwitz deportiert und dort vermutlich sofort ermordet. |
|      | Ludwig Abraham                                      | Schöneberger Straße 15                                                |      | 14. Nov. 2015 | Ludwig Leib Abraham kam am 6. Januar 1888 in Magdeburg auf die Welt als Sohn von Adolf Yitzhak Abraham und seiner Frau Johanna geborene Meyer. Er heiratete am 21. Februar 1921 in Tachau / Tschechoslowakei Elsa Adler, die am 26. Dezember 1894 dort geboren war; sie zogen nach Berlin. Ludwig Abraham war Diplomkaufmann und arbeitete im Handel mit Damenkonfektion. Am 15. Januar 1922 wurde der Sohn Hans Adolf geboren, am 24. März 1929 folgte der Sohn Horst Emil. 1928 machte sich Ludwig Abraham selbständig, er ließ von Hausschneidern Damenkleider anfertigen, die er 2-mal wöchentlich dort abholte und an mehrere Geschäfte für Damenkonfektion verkaufte. Bis 1932 lebte die wohlhabende Familie in der Ahrweilerstraße 30 in einer 5-Zimmer-Wohnung. Nach 1933 ging das Einkommen rapide zurück und es erfolgte ein Umzug in die Schöneberger Straße 15 nach Steglitz in eine 3-Zimmer-Wohnung. Hans wurde 1936 zur Familie seiner Mutter nach Tachau geschickt und konnte mit Hilfe der Jugend Alijah 1938 noch über Triest nach Palästina auswandern. Ludwig Abraham, seine Frau Else und Horst Emil mussten am 20. Oktober 1942 in eine sogenannte Judenwohnung ziehen in die Isoldestraße 6 zu Henny Rothstein in ein Leerzimmer. Von dort wurden Ludwig und Elsa Abraham am 1. März 1943 „abgeholt“ und in ein Sammellager gebracht, wohin später auch Horst Emil gebracht wurde. Am 1. März 1943 füllten Ludwig und Elsa Abraham die Vermögenserklärung aus, in der sie angaben, dass sie über keinerlei Besitztümer mehr verfügten. Am 4. März 1943 wurden sie zusammen im Rahmen der Fabrikaktion mit 1139 anderen Berliner Juden nach Auschwitz deportiert. Dort angekommen wurden 389 Männer und 96 Frauen zum Arbeitseinsatz ausgewählt; alle anderen wurden sofort ermordet. Elsa und Horst Abraham wurden vermutlich sofort ermordet, Ludwig Abraham am 3. Juni 1943. Der Sohn Hans blieb in Israel, heiratete Ester Davidovitch und hatte zwei Töchter, die heute mit ihren Familien in Israel leben. |
|      | Bernhard Alexander                                  | Gritznerstraße 41                                                     |      | 7. Mai 2024   | Bernhard Alexander kam am 12. Juni 1904 in Berlin als erstes Kind der Eheleute Robert Alexander und seiner Frau Martha geboren Becker zur Welt. Seine Geschwister waren René (1905), Hansi und Lola (1907) und Klaus (1908). Sein Vater war Kaufmann in der Lederbranche und hatte ein eigenes Schuhgeschäft. Nach dem Schulabschluss machte Bernhard auch eine kaufmännische Ausbildung, arbeitete dann jedoch als Taxifahrer. Er blieb ledig und wohnte 1938 in der Schlossstraße 28 bei der Witwe Gradenwitz mit weiteren Untermietern. Im Dezember 1938 wurde allen deutschen Juden das Führen von Kraftfahrzeugen verboten. Bernhard musste Zwangsarbeit leisten auf dem Kohlenplatz der Firma Berger & Kulp am Berliner Westhafen. Im Juni 1941 wurde er festgenommen und in das „Arbeitserziehungslager Wuhlheide“ gebracht. Ende 1941 kam Bernhard mit einer Beinverletzung in das Jüdische Krankenhaus im Wedding. Er wurde aus dem Krankenhaus geholt und mit dem 20. Osttransport nach Raasiku deportiert. Nach der Ankunft wurden die meisten Menschen aus diesem Transport im Kiefernwald von Kalevi-Liiva erschossen und in Massengräbern verscharrt. |
|      | Hansi Alexander                                     | Gritznerstraße 41                                                     |      | 7. Mai 2024   | Hansi Alexander wurde am 20. Juni 1907 in Berlin als Tochter des Kaufmanns Robert Alexander und seiner Frau Martha geborene Becker geboren, sie hatte eine Zwillingsschwester Lola. Ihre Geschwister waren Bernhard (1904), René (1905) und Klaus (1908). Nach dem Schulabschluss auf dem Lyzeum II in Steglitz begann sie wie ihre Schwester eine Berufsausbildung im väterlichen Schuhgeschäft. Ab 1937 arbeitete sie als Verkäuferin in der Schuhabteilung des Kaufhauses Wertheim in der Leipziger Straße. Nach der Arisierung des Kaufhauses 1937 verlor Hansi ihre Stelle, sie arbeitete dann als Haustochter in einem kleinen Landhotel am Röblinsee und bei einem jüdischen Ehepaar. Ab April 1941 musste sie Zwangsarbeit leisten im Siemens-Werk in Gartenfeld. Am 27. Februar 1943 wurde Hansi im Rahmen der Fabrikaktion verhaftet und am 1. März 1943 mit dem 31. Osttransport nach Auschwitz deportiert und dort ermordet. Ihre Zwillingsschwester Lola überlebte versteckt. |
|      | Lola Alexander                                      | Gritznerstraße 41                                                     |      | 7. Mai 2024   | Lola Alexander wurde am 20. Juni 1907 in Berlin als Tochter des Kaufmanns Robert Alexander und seiner Frau Martha geborene Becker geboren, sie hatte eine Zwillingsschwester Hansi. Ihre Geschwister waren Bernhard (1904), René (1905) und Klaus (1908). Nach dem Schulabschluss auf dem Lyzeum II in Steglitz begann sie wie ihre Schwester eine Berufsausbildung im väterlichen Schuhgeschäft. 1928 eröffnete sie ein Geschäft für Knabenbekleidung in der Schadenrute 3, in dem auch ihre Mutter arbeitete. Bei den Novemberpogromen wurde das Geschäft zerstört, in der Folgezeit nahm Lola Näharbeiten an und trug Zeitungen aus. Ab April 1941 leistete sie Zwangsarbeit in der Flugzeugmotorenfabrik der Alfred Teves GmbH in Berlin-Wittenau. Ein im Widerstand tätiger Vorgesetzter warnte sie vor einer Razzia im Januar 1943 und versteckte sie und die jüdische Ursula Finke in seinem Haus in Konradshöhe. Mit falschen Papieren ausgestattet arbeiteten sie in der Leihbücherei der Ehefrau des Vorgesetzten. Als sie von einem „Greifer“ erkannt wurden, warf sich ihre Freundin Ursula auf dem Bahnhof Gesundbrunnen vor einen Zug. Sie überlebte schwerverletzt im Jüdischen Krankenhaus den Krieg. Lola tauchte unter und musste ständig das Versteck wechseln. Nach dem Krieg betrieben die beiden Frauen eine Schneiderei in Berlin-Pankow. |
|      | Martha Alexander                                    | Gritznerstraße 41                                                     |      | 7. Mai 2024   | Martha Becker kam am 9. April 1882 in Metz (heute Frankreich) als Tochter des Kaufmanns Max Becker und seiner Frau Therese geborene Wollstein zur Welt. Sie hatte vier Geschwister: Arthur, Paul, Gertrud und Margot. 1901 heiratete Martha den Kaufmann Robert Alexander, die Kinder kamen zur Welt: Bernhard (1904), René (1905), Klaus (1908) und die Zwillingsschwestern Hansi und Lola (1907). Ihr Mann war als Kaufmann in der Lederbranche tätig und hatte ein eigenes Schuhgeschäft. Nach mehreren Umzügen wohnte die Familie in der Vionvillestraße in Steglitz. Nach 1933 musste die Familie in eine kleine Wohnung in der Arndtstraße 12 (heute Gritznerstraße 41) ziehen. Marthas Mann Robert starb am 24. Juni 1941 im Krankenhaus der Adass Jisroel Synagogen-Gemeinde in der Elsässer Straße (heute Torstraße) in Berlin-Mitte. Ihre unverheirateten Töchter lebten wieder bei ihr, als sie in die Gutzkowstraße nach Schöneberg ziehen musste. Am 24. Juli 1942 nach sich Martha Alexander mit einer Überdosis Veronal das Leben, sie wurde auf dem Jüdischen Friedhof Weißensee beigesetzt. |
|      | Robert Alexander                                    | Gritznerstraße 41                                                     |      | 7. Mai 2024   | Robert Alexander kam am 29. März 1864 in Lidzbark (Lautenburg) in Westpreußen, heute Polen, als Sohn des Kaufmanns Louis Alexander und seiner Frau Berta geborene Glück zur Welt. Ende des 19. Jahrhunderts zog die Familie nach Berlin und Robert absolvierte eine Ausbildung zum Kaufmann. Er arbeitete in der Lederbranche und führte später ein eigenes Schuhgeschäft. Am 23. Dezember 1901 heiratete er Martha Becker, die Kinder wurden geboren: Bernhard (1904), René (1905), Klaus (1908) und die Zwillingsschwestern Hansi und Lola (1907). Nach mehreren Umzügen wohnte die Familie in der Vionvillestraße in Steglitz. Nach 1933 musste die Familie in eine kleine Wohnung in der Arndtstraße 12 (heute Gritznerstraße 41) ziehen. Robert Alexander starb am 24. Juni 1941 im Krankenhaus der Adass Jisroel Synagogen-Gemeinde in der Elsässer Straße (heute Torstraße) in Berlin–Mitte. |
|      | Franziska Albu                                      | Kühlebornweg 16                                                       |      | 14. Nov. 2015 | Franziska Rosenberg kam am 24. Mai 1862 in Danzig als Tochter von Paul Rosenberg und seiner Frau Auguste geborene Becker auf die Welt. Sie hatte noch eine 10 Jahre jüngere Schwester Emma. Franziska heiratete am 24. Dezember 1903 in Berlin den Redakteur Moritz Albu und wohnte zunächst in der Michaelkirchstraße 42. 1915 zogen sie in die Heilbronner Straße 18 und ab 1921 in die Helmstedter Straße 19. Ihr Mann Moritz Albu war Chefredakteur der „Modistin“. Das Ehepaar hatte keine Kinder. 1933 starb Moritz Albu, Franziska zog zu ihrer ebenfalls verwitweten Schwester Emma Freystadt in den Kühlebornweg 16 nach Steglitz. Im April 1942 mussten die Schwestern in ein Zimmer als Untermieter zu Ludwig Pelz in der Marburger Straße 12 ziehen. Von dort wurden sie mit dem 18. Alterstransport am 9. Juli 1942 nach Theresienstadt deportiert. Franziska Albu starb dort am 26. Juli 1942. |
|      | Gertrud Anton                                       | Kurze Straße 14                                                       | Lage | 27. Apr. 2015 | Gertrud Michaelis wurde am 12. September 1905 in Bromberg als Tochter jüdischer Eltern geboren. Ihr nichtjüdischer Ehemann Hans Anton verunglückte bei einem Autounfall im August 1932 tödlich, die Ehe blieb kinderlos. Seit 1936 lebte Gertrud Anton in der Kurzen Straße 14 in Berlin-Steglitz. Sie musste Zwangsarbeit leisten bei Siemens & Halske und bei den Berliner Gaswerken. Am 6. März 1943 wurde sie vermutlich vom Güterbahnhof Moabit aus nach Auschwitz deportiert und dort ermordet. |
|      | Felix Philipp Ansbach                               | Wrangelstraße 6–7                                                     |      | 1. Juni 2017  | Felix Philipp Ansbach kam am 20. Juni 1885 in Schneidemühl in einer jüdischen Familie zur Welt. Über Felix’ weiteren Lebenslauf ist nichts bekannt, erst am 17. Mai 1939 wurde er bei der Volkszählung erfasst als Bewohner des Jüdischen Blindenheims in Berlin-Steglitz, Wrangelstraße 6/7. Von dort wurde er nicht wie die meisten der Bewohner in das Jüdische Blinden- und Taubstummenheim nach Berlin-Weißensee gebracht, sondern in die Heilanstalt Berlin-Buch. Von dort wurde er mit einer Gruppe von weiteren 21 jüdischen Patienten in die Tötungsanstalt Brandenburg gebracht und dort am 10. Juli 1940 ermordet. Er gehörte zur ersten Gruppe jüdischer Patienten, die im Rahmen einer Sonderaktion gegen jüdische Patienten innerhalb der Aktion T4 ermordet wurden. Bei den ersten Vergasungen wurden die Opfer in als Duschräume getarnte Gaskammern geführt. |
|      | Albert Arndt                                        | Wrangelstraße 6–7                                                     |      | 1. Juni 2017  | Albert Arndt kam am 4. Juni 1902 in Falkenburg in Pommern als Sohn von Louis und Helene Arndt auf die Welt. Er hatte zumindest noch eine Schwester. Er wurde Verkäufer und erblindete; seit 1933 lebte er im Steglitzer Jüdischen Blindenheim. Wie alle seine Mitbewohner musste er im Herbst 1941 nach Weißensee in die Parkstraße 22 in das Jüdische Blinden- und Taubstummenheim ziehen. Von dort wurde er am 15. August 1942 nach Riga deportiert, wo er sofort nach seiner Ankunft am 18. August 1942 ermordet wurde. |
|      | Dorothea Badrian                                    | Düppelstraße 32                                                       |      | 12. Nov. 2016 | Dorothea (Dora) Badrian kam am 16. November 1898 in Ratibor/Schlesien als Tochter des Kaufmannes Adolf Badrian und seiner Frau Fanny geborene Hecht zur Welt. Ihr Bruder Walter wurde am 24. Mai 1900 geboren, ihre Schwester Hildegard Gerti am 28. August 1901. Die Familie war wohlhabend und zog 1917 von Ratibor nach Berlin-Lichterfelde, Berliner Straße 26 (heute Ostpreußendamm). 1924 gründete Adolf Badrian das Textilhaus Steglitz, Badrian & Co. GmbH, das Geschäftslokal befand sich von 1924 bis 1931 in der Schloßstraße 89, ab 1932 in der Kieler Straße 9. Er führte es, bis er 1936 starb. Seine Witwe Fanny und die Tochter Dorothea zogen nun in die Düppelstraße 32 I. Dorothea lebte mit ihrer Mutter zusammen und führte ihr den Haushalt. Aufgrund der Repressionen durch die Nazis musste sie ihr Radio, eine Schreibmaschine sowie ihren eigenen und den Schmuck ihrer Mutter abliefern. Doras Bruder Walter war Textilkaufmann und hatte die nichtjüdische Lucie Steuke geheiratet. Am 9. November 1938 wurde er verhaftet und im KZ Sachsenhausen bis Mitte Dezember 1938 inhaftiert. Er konnte zwar eine Schiffspassage nach Montevideo vorweisen, die Ausreise aus Deutschland jedoch gelang nicht. Am 13. Januar 1941 wurde sein Sohn Frank Michael geboren, so dass Walter Badrian ab diesem Zeitpunkt als privilegiert im Sinne der Nürnberger Gesetze galt. Doras Mutter Fanny Badrian starb am 4. September 1941. Am 28. März 1942 wurde Dorothea Badrian aus der Düppelstraße 32 nach Piaski deportiert, von dort stammt ihr letztes Lebenszeichen, im April 1942 schrieb sie eine Nachricht an ihre Familie. Ihr Todesdatum ist unbekannt. Dorotheas Schwester Hildegard Gerti konnte in die USA emigrieren, ihr Mann, der Kaufmann Georg Scheinmann, wurde von der Gestapo verhaftet, über das Untersuchungsgefängnis Plötzensee am 28. März 1942 mit Dorothea Badrian nach Piaski deportiert und ermordet. |
|      | Marie Baumann                                       | Steglitzer Damm 8                                                     | Lage | 7. März 2009  | Marie Zlotnitzki wurde am 10. März 1897 in Gnesen/Posen als Tochter jüdischer Eltern geboren. Sie heiratete den Kaufmann Richard Baumann, die Tochter Inge wurde 1922 geboren. Die Familie lebte im Haus Mariendorfer Straße 3 (heute Steglitzer Damm 8) in einer 5½-Zimmer-Wohnung. Aus der Wohnung betrieb Richard Baumann ein Engros-Geschäft mit Spitzen und Seidenwaren. Inge besuchte bis zum 10. November 1938 die Deutsche Oberschule in Mariendorf in der Ringstraße (heute Johanna-Eck-Schule). An diesem Tag wurde Richard Baumann verhaftet und ins KZ Sachsenhausen gebracht, einen Monat später wurde er wieder freigelassen. Inge konnte 1939 noch nach England auswandern. Marie Baumann wurde am 28. Februar 1943 im Rahmen der Fabrikaktion an ihrer Zwangsarbeitsstätte verhaftet und gemeinsam mit ihrem Mann Richard am 2. März 1943 nach Auschwitz deportiert und dort ermordet. Ihre Tochter Inge Marcus starb im Sommer 2016 im Alter von 95 Jahren in Berlin. |
|      | Richard Baumann                                     | Steglitzer Damm 8                                                     | Lage | 7. März 2009  | Richard Baumann wurde am 24. März 1885 in Wittenberg als Sohn jüdischer Eltern geboren. Er war Kaufmann und heiratete Marie Zlotnitzki. Die Tochter Inge wurde 1922 geboren. Richard Baumann betrieb ein Engros-Geschäft mit Spitzen und Seidenwaren, zuletzt aus der Wohnung Mariendorfer Straße 3 (heute Steglitzer Damm 8). Inge konnte 1939 noch nach England auswandern, wo sie zur Säuglingsschwester ausgebildet wurde. Richard Baumann wurde am 10. November 1938 verhaftet und ins KZ Sachsenhausen gebracht, nach einem Monat aber wieder freigelassen. Er musste Zwangsarbeit leisten und wurde am 28. Februar 1943 im Rahmen der Fabrikaktion an seinem Zwangsarbeitsplatz verhaftet und am 2. März 1943 zusammen mit seiner Frau nach Auschwitz deportiert, wo sie beide ermordet wurden. Seine Tochter Inge Marcus starb im Sommer 2016 im Alter von 95 Jahren in Berlin. |
|      | Adele Bendheim                                      | Steinstraße 4                                                         | Lage | 7. März 2009  | Adele Opet wurde am 5. Juli 1862 in Görlitz als Tochter von Jacob Opet und seiner Frau Rebekka geborene Scheye geboren. Ihr jüngerer Bruder war der spätere Rechtswissenschaftler Otto Opet. Sie war eine geduldige und kluge Frau und infolge einer Polio-Infektion in der Kindheit leicht gehbehindert. Adele spielte sehr gut Klavier und unterrichtete ohne Wissen des Vaters, der die Berufstätigkeit von Frauen nicht schätzte, am Stern’schen Konservatorium. Später unterrichtete sie ihre Enkelkinder. Sie heiratete Julius Bendheim, mit dem sie zwei Töchter, Erna und Margarete, hatte. Die Familie lebte in der Rosenheimer Straße in Schöneberg. Der Ehemann erblindete früh, die Töchter lasen ihm vor. 1921 starb Julius Bendheim. Seine Witwe zog nach Steglitz in die Steinstraße 4, das Haus gehörte ihrem Schwiegersohn, dem Apotheker Arnold Marcus, der mit Erna verheiratet war. Erna wanderte 1938 zunächst nach Italien, dann nach Frankreich aus. Arnold blieb in Berlin und starb dort 1941. Adele Bendheim wurde am 27. August 1942 nach Theresienstadt deportiert und dort am 2. Oktober 1942 ermordet. |
|      | Margarete Bendheim                                  | Steinstraße 4                                                         | Lage | 7. März 2009  | Margarete Bendheim wurde am 6. April 1894 als Tochter von Julius Bendheim und seiner Frau Adele geborene Opet in Berlin geboren. Sie blieb ledig und kümmerte sich um ihren früh erblindeten Vater. Beruflich war sie im medizinischen Bereich tätig, sie arbeitete im Jüdischen Krankenhaus bei Hermann Strauß, führte Krankenakten und leitete das Labor. Später verließ sie Berlin und ging an die Universität Osnabrück. 1933 wurde sie dort entlassen, kehrte nach Berlin zurück und arbeitete bei dem Gynäkologen und Geburtshelfer Solms, der allerdings bald nach Norwegen ins Exil ging. Margarete Bendheim wurde am 29. November 1942 zusammen mit ihrer Schwägerin Recha Marcus nach Auschwitz deportiert und dort am 15. Dezember 1942 ermordet. |
|      | Hermann Berger                                      | Paulsenstraße 55                                                      |      | 2. Juli 2024  | Hermann Berger kam am 10. August 1865 in Tarnowitz als Sohn des Jacob Berger und seiner Frau Marie geborene Ring zur Welt. In den 1890er Jahren heiratete er Emma Rosalie Jacobowitz, die am 29. Januar 1871 in Chorzow/Königshütte geboren war. Das Ehepaar zog nach Dresden, dort wurde ihr Sohn Franz Moritz am 27. Juli 1896 geboren. Später zog die Familie nach Köln und betrieb dort das Lampengeschäft „Martin Schiffgen“ in der Kölner Altstadt, In der Höhle 8-12. Das Geschäft existiert noch heute. In Köln kam am 4. Juli 1903 das zweite Kind, die Tochter Marie Martha zur Welt. 1924 wurde Hermann Berger Alleininhaber des Lampengeschäfts. In den Jahren der Weimarer Republik war das Geschäft offenbar sehr erfolgreich. 1928 heiratete Tochter Marie Martha Walter Schindler und zog zu ihm nach Berlin, wo am 16. Mai 1930 der Sohn Peter geboren wurde. Ab 1933 verschlechterte sich das Leben der Bergers zunehmend: 1936 verkaufte Hermann Berger das Geschäft unter Wert. Sie zogen nach Berlin zu Tochter Marie und ihrem Ehemann Walter Schindler in deren Wohnung in der Paulsenstraße 55 in Steglitz. 1938 gelang Tochter Marie, ihrem Ehemann Walter Schindler und Sohn Peter die Flucht über England nach Uruguay. Der Sohn Franz Moritz lebte auch in Berlin, am 26. Juli 1938 heiratete er Hildegard Simke, geboren am 15. August 1904. Franz flüchtete 1938 mit seiner Ehefrau Hildegard und deren Mutter Lucie Lichtenstein Simke nach Chile. 1942 wurden die Eheleute Berger gezwungen, als Untermieter in die Schöneberger Straße 25 in Berlin-Kreuzberg zu ziehen. Am 17. März 1943 wurden Hermann Berger und seine Ehefrau Emma Rosalie mit dem „4. Großen Alterstransport“ nach Theresienstadt deportiert. Hermann Berger verstarb in Theresienstadt am 22. Dezember 1943. Emma Rosalie Berger wurde von Theresienstadt am 16. Mai 1944 nach Auschwitz-Birkenau in das „Familienlager“ (Lager B IIb) deportiert. Von den insgesamt 7.500 Menschen, die am 15., 16. und 18. Mai von Theresienstadt nach Auschwitz deportiert worden waren, wurden nach dem 9. Juli etwa 3.000 bis 3.500 Menschen als Zwangsarbeiter auf andere Lager verteilt, während die übrigen 4.000 bis 4.500 Deportierten am 11. und 12. Juli 1944 in den Gaskammern von Birkenau vergast wurden. Zu diesen gehörte vermutlich auch Emma Rosalie Berger. |
|      | Rosa Emma Berger                                    | Paulsenstraße 55                                                      |      | 2. Juli 2024  | Emma Rosalie Jacobowitz kam am 29. oder 30. Januar 1865 in Königshütte (heute Chorzów) in einer jüdischen Familie zur Welt. In den 1890er heiratete sie Hermann Berger, der am 10. August 1865 in Tarnowitz geboren war. Das Ehepaar zog nach Dresden, dort wurde ihr Sohn Franz Moritz am 27. Juli 1896 geboren. Später zog die Familie nach Köln und betrieb dort das Lampengeschäft „Martin Schiffgen“ in der Kölner Altstadt, In der Höhle 8-12. Das Geschäft existiert noch heute. In Köln kam am 4. Juli 1903 das zweite Kind, die Tochter Marie Martha zur Welt. 1924 wurde Hermann Berger Alleininhaber des Lampengeschäfts. In den Jahren der Weimarer Republik war das Geschäft offenbar sehr erfolgreich. 1928 heiratete Tochter Marie Martha Walter Schindler und zog zu ihm nach Berlin, wo am 16. Mai 1930 der Sohn Peter geboren wurde. Ab 1933 verschlechterte sich das Leben der Bergers zunehmend: 1936 verkaufte Hermann Berger das Geschäft unter Wert. Sie zogen nach Berlin zu Tochter Marie und ihrem Ehemann Walter Schindler in deren Wohnung in der Paulsenstraße 55 in Steglitz. 1938 gelang Tochter Marie, ihrem Ehemann Walter Schindler und Sohn Peter die Flucht über England nach Uruguay. Der Sohn Franz Moritz lebte auch in Berlin, am 26. Juli 1938 heiratete er Hildegard Simke, geboren am 15. August 1904. Franz flüchtete 1938 mit seiner Ehefrau Hildegard und deren Mutter Lucie Lichtenstein Simke nach Chile. 1942 wurden die Eheleute Berger gezwungen, als Untermieter in die Schöneberger Straße 25 in Berlin-Kreuzberg zu ziehen. Am 17. März 1943 wurden Emma Rosalie und ihr Mann Hermann Berger mit dem „4. Großen Alterstransport“ nach Theresienstadt deportiert. Hermann Berger verstarb in Theresienstadt am 22. Dezember 1943. Emma Rosalie Berger wurde von Theresienstadt am 16. Mai 1944 nach Auschwitz-Birkenau in das „Familienlager“ (Lager B IIb) deportiert. Von den insgesamt 7.500 Menschen, die am 15., 16. und 18. Mai von Theresienstadt nach Auschwitz deportiert worden waren, wurden nach dem 9. Juli etwa 3.000 bis 3.500 Menschen als Zwangsarbeiter auf andere Lager verteilt, während die übrigen 4.000 bis 4.500 Deportierten am 11. und 12. Juli 1944 in den Gaskammern von Birkenau vergast wurden. Zu diesen gehörte vermutlich auch Emma Rosalie Berger. |
|      | Gertrud Bermas                                      | Wrangelstraße 6–7                                                     |      | 1. Sep. 2018  | Gertrud Bermas kam am 19. Juli 1868 in Berlin als Tochter des Kaufmanns Louis Mendel Bermas und seiner Frau Ida geborene Philipp zur Welt. Sie hatte einen Bruder Georg Alexander, der am 7. September 1869 geboren wurde. 1875 starb ihre Mutter. Über ihren weiteren Lebensweg wissen wir nichts, erst am 17. Mai 1939 wurde sie von der Volkszählung erfasst und als wohnhaft gemeldet im Jüdischen Blindenheim in Berlin-Steglitz, Wrangelstraße 6/7. Sie war ledig und wurde im Herbst 1941 mit ihren Mitbewohnern in das Jüdische Blinden- und Taubstummenheim nach Weißensee in die Parkstraße 22 verlegt. Von dort wurde sie am 14. September 1942 nach Theresienstadt deportiert. Sie wohnte dort mit einigen ihrer blinden Mitbewohner im Haus Q 319, sie bewohnte das Zimmer 036 C. Am 30. November 1942 starb sie, angeblich an Enteritis, Darmkatarrh. Am 2. Dezember 1942 wurde sie beigesetzt, sie wurde 74 Jahre alt. |
|      | Hugo Bettmann                                       | Halskestraße 41                                                       |      | 29. Apr. 2013 | Hugo Bettmann wurde am 29. April 1873 in Nürnberg als Sohn einer jüdischen Familie geboren; er hatte noch sieben Geschwister. Er wurde Buchhalter und zog nach Berlin. Dort wohnte er als Untermieter bei der christlichen Witwe Luise Niederschuh, die eine Tochter Gerda hatte. 1911 heirateten Luise Niederschuh und Hugo Bettmann, zwei weitere Töchter wurden geboren: Edith (geboren 1913) und Ursula (geboren 1916). Beide wurden getauft und christlich erzogen. 1935 starb Luise Bettmann. Bis zu ihrer Verheiratung führten die Töchter ihrem Vater den Haushalt. Am 9. Februar 1944 wurde Hugo Bettmann nach Theresienstadt deportiert. Nur durch Lebensmittelpäckchen konnte er bis zur Befreiung überleben. Er kehrte nach Berlin zurück und lebte bis 1949 in der alten Wohnung in der Halskestraße 41. Dann zog er zu einer Tochter und starb am 23. November 1959. |
|      | Hildegard Blanckenhorn                              | Leydenallee 66                                                        |      | 12. Nov. 2016 | Am 12. Februar 1902 kam Hildegard Harttung in Berlin-Steglitz als zweite Tochter von Ernst und Rosa Harttung auf die Welt. Sie war ein fröhliches Mädchen. Gemeinsam mit ihrer älteren Schwester Elfriede und ihrem jüngeren Bruder Ernst-Udo wuchs sie in friedlichen Verhältnissen auf. Am 12. Mai 1923 heiratete sie den damals 32-jährigen Hans Blanckenhorn, einen gelernten Bauingenieur, welcher u. a. als Regierungsbauführer bei der Reichsbahndirektion gearbeitet hatte. Zudem hatte er drei Jahre im Ersten Weltkrieg als Freiwilliger an der Front verbracht. Bereits ein Jahr nach der Eheschließung wurde am 19. Mai 1924 der ältere Sohn Jerg geboren. Der Familienvater Hans bekam bald darauf eine Anstellung an der Reichspostdirektion Berlin. Am 11. Juni 1927 kam der jüngere Sohn Rolf zur Welt. Im Februar 1928 ereilte Hildegard eine Art Psychose, es kann sich auch um eine postnatale Depression gehandelt haben. Am 7. Oktober 1928 wurde Hildegard erstmals in die psychiatrische Klinik der Charité Berlin eingewiesen. 1929 wurde sie in die Landesanstalt Eberswalde gebracht, wo die Ärzte Schizophrenie diagnostizierten. Anfang 1935 reichte Hans Blanckenhorn die Scheidung ein und Hildegards Vater Ernst Harttung wurde ihr Vormund. Im Juli 1935 veranlasste er die Überführung Hildegards in die Nervenklinik der Charité zu Jena in Thüringen zu einer Insulinkur, welche jedoch ohne Erfolg blieb. Am 20. Dezember 1936 wurde sie wieder nach Eberswalde verlegt ohne sichtliche Besserung. Hildegard Blanckenhorn wurde am 4. Juli 1940 im Rahmen der „Aktion T4“ in der Gaskammer der Tötungsanstalt Brandenburg/Havel ermordet. Zwei Wochen später erhielt der Vater Ernst Harttung die Mitteilung, seine Tochter sei kurz nach einer dringlichen Überführung in die Landesanstalt Hartheim in Linz an den Folgen einer schweren Lungenentzündung gestorben. In der Familie wurde über die vermuteten Umstände von Hildegards Verschwinden nicht gesprochen. |
|      | Curt Blumenthal                                     | Schloßstraße 107/108                                                  |      | 9. März 2025  | Curt Blumenthal kam am 5. Dezember 1882 in Nordhausen/Sachsen als Sohn des Kaufmanns Louis Blumenthal und seiner Frau Bertha geborene Sommerguth auf die Welt. Er hatte einen jüngeren Bruder Hans Nathan, der 1884 geboren wurde und im selben Jahr verstarb. Curt Blumenthal besuchte in Nordhausen die Schule und legte 1901 am dortigen Gymnasium das Abitur ab. Er studierte in München, Berlin und Halle Rechtswissenschaften. Sein Assessorexamen legte er 1911 in Berlin ab. Er promovierte an der Uni Leipzig über das Thema: „Von dem Inventar und der Bilanz des Einzelkaufmanns und der Offenen Handelsgesellschaft“. 1911 wurde er in Berlin als Rechtsanwalt zugelassen, im Ersten Weltkrieg war er als Militär-Hilfsrichter tätig. Danach ließ er sich als Anwalt in Berlin nieder, ab 1919 war er als Notar zugelassen. Seine Kanzlei und seine Wohnung befand sich in Steglitz in der Schloßstraße 107/108. 1928 heiratete er die Kindergärtnerin Margarethe Kohn, der Sohn Werner wurde am 18. Oktober 1929 geboren. 1933 wurde Curt Blumenthal das Notariat entzogen, ab 30. November 1938 auch die Zulassung als Rechtsanwalt. Er wurde nicht als sog. Konsulent zugelassen, er musste vielmehr Zwangsarbeit leisten bei der Firma „Fritz Weber und Co. Metallwaren- und Laternenfabrik“ in der damaligen Graetzstraße in Treptow. Im Juni 1939 zog die Familie zwangsweise in die Mommsenstraße 22 v I. Von dort wurde sie gemeinsam am 29. Januar 1943 mit dem 27. „Osttransport“ nach Auschwitz deportiert und dort ermordet. |
|      | Elfriede Blumenthal                                 | Albrechtstraße 38                                                     |      | 19. Sep. 2013 | Elfriede Weiß wurde am 6. April 1872 in Ratibor/Schlesien als Tochter jüdischer Eltern geboren. Sie heiratete den Uhrmacher Ludwig Blumenthal. Dieser betrieb seit 1914 ein Uhrmacher-Geschäft in Steglitz, Schloßstraße 110 im 1. Obergeschoss. Elfriede Blumenthal betrieb im selben Haus im Erdgeschoss ein Putz- und Hutgeschäft. Das Ehepaar wohnte im Haus Albrechtstraße 38, das zum Teil Elfriede Blumenthal gehörte. Die Ehe blieb kinderlos. Elfriede Blumenthal wurde am 3. März 1943 zusammen mit ihrem Mann Ludwig nach Auschwitz deportiert und dort ermordet. |
|      | Ludwig Blumenthal                                   | Albrechtstraße 38                                                     |      | 19. Sep. 2013 | Ludwig Blumenthal wurde am 7. Dezember 1873 in Teschen im damals zu Österreich gehörenden Teil Schlesiens geboren. Er war Uhrmacher und führte seit 1914 ein Uhrmachergeschäft in der Schloßstraße 110. Er heiratete Elfriede Weiß, eine Putzmacherin, die ein Putz- und Hutgeschäft im selben Haus im Erdgeschoss führte. Diese war Miteigentümerin des Hauses Albrechtstraße 38, in dem die Eheleute auch wohnten. Die Ehe blieb kinderlos. Ludwig Blumenthal wurde am 3. März 1943 zusammen mit seiner Frau Elfriede nach Auschwitz deportiert und dort ermordet. |
|      | Margarethe Blumenthal                               | Schloßstraße 107/108                                                  |      | 9. März 2025  | Margarethe Kohn kam am 22. Juli 1891 in Görlitz/Schlesien als Tochter des Isaac Kohn und seiner Frau Fanny geborene Schäfer zur Welt. Sie hatte einen älteren Bruder Georg Friedrich, der 1888 geboren war. Margarethe wurde Kindergärtnerin und heiratete am 20. Juni 1928 in Görlitz den Rechtsanwalt und Notar Dr. Curt Blumenthal. Sie zogen nach Berlin, wo der Sohn Werner am 18. Oktober 1929 zur Welt kam. Die Familie lebte in der Schloßstraße 107/108 in Steglitz. 1933 wurde ihrem Mann die Zulassung als Notar entzogen, 1938 diejenige als Rechtsanwalt. Ihr Mann musste Zwangsarbeit leisten, Margarethe ebenfalls bei der Deutschen Waffen- und Munitionsfabrik in Borsigwalde. Im Juni 1939 zog die Familie zwangsweise in die Mommsenstraße 22 v I. Von dort wurde sie gemeinsam am 29. Januar 1943 mit dem 27. „Osttransport“ nach Auschwitz deportiert und dort ermordet. |
|      | Werner Louis Blumenthal                             | Schloßstraße 107/108                                                  |      | 9. März 2025  | Werner Louis Blumenthal kam am 18. Oktober 1929 in Berlin als Sohn des Rechtsanwalts und Notars Dr. Curt Blumenthal und seiner Frau Margarethe geborene Kohn zur Welt. Er wohnte mit seinen Eltern in Steglitz, Schloßstraße 107/108. Er besuchte zeitweise die Holdheimschule, die vom Bildungsverein der Jüdischen Reformgemeinde Berlin e. V. in der Nürnberger Straße 66 als Realgymnasium betrieben wurde. Im Juni 1939 musste die Familie in die Mommsenstraße 22 v I ziehen, seine Eltern leisteten beide Zwangsarbeit. Ab 30. Juni 1942 wurden alle jüdischen Schulen geschlossen, Werner durfte keine Schule mehr besuchen. Aus der Mommsenstraße 22 wurde Werner mit seinen Eltern am 29. Januar 1943 mit dem 27. „Osttransport“ nach Auschwitz deportiert und dort ermordet. |
|      | Johanna Böhm                                        | Birkbuschgarten 15                                                    |      | 14. Nov. 2015 | Johanna Böhm kam am 11. November 1881 in Lublinitz/Schlesien als Tochter des Schankwirts Salo Böhm und seiner Frau Lina geborene Meller zur Welt. Sie blieb ledig und zog nach Berlin. 1939 wohnte sie im Birkbuschgarten 15 in Steglitz. Sie wurde gezwungen dort auszuziehen und zunächst in die Bayreuther Straße 41 und dann in die Wartburgstraße 24 zu ziehen. Von dort wurde sie am 26. September 1942 nach Raasiku deportiert und sofort nach der Ankunft in den Wäldern von Kalevi-Liiva erschossen. |
|      | Max Bonheim                                         | Schloßstraße 28                                                       |      | 25. Juni 2015 | Max Bonheim kam am 14. November 1879 als zweiter Sohn von Hermann Bonheim und seiner Frau Rosa geborene Bernheim in Rostock zur Welt, sein älterer Bruder Paul war 1877 geboren. Seine Eltern führten ein Bekleidungsgeschäft am Hopfenmarkt, die Familie wohnte in den darüber liegenden Räumen. Sein Vater war maßgeblich an der Planung und dem Bau der neuen Synagoge beteiligt, auch war er einige Zeit im Gemeindevorstand; er vertrat das liberale Judentum. Als 1885 seine Mutter Rosa starb, heiratete sein Vater erneut: Jenny Markheim aus Fulda. Sie war die Tochter von Bertha Markheim, die durch Freundschaft und Korrespondenz mit Jenny und Karl Marx bekannt war. Jenny Markheims Onkel war der Schriftsteller Julius Rodenberg. Mit Jenny Markheim erhielten die Brüder Paul und Max eine sehr gebildete, weltläufige, aber vermutlich auch etwas exzentrische Stiefmutter, zu der sie keine echte Mutter-Kind-Beziehung aufbauen konnten. In der zweiten Ehe des Vaters wurden die Kinder Käte und Fritz geboren. Käte wurde später Bankbeamtin, Fritz fiel im Ersten Weltkrieg. 1891 siedelte die Familie nach Hamburg um, wo Hermann Bonheim als Kaufmann in der Tabakbranche sehr erfolgreich war. Max’ Bruder Paul studierte Medizin und wurde ein bekannter Arzt in Hamburg. Von Max ist nur bekannt, dass er eine kaufmännische Ausbildung machte und nach Berlin zog. Er blieb ledig. Nach der Machtübernahme der Nazis verarmte er und war auf die Unterstützung seines Bruders Paul angewiesen. 1939 lebte er als Untermieter bei der Witwe Martha Gradenwitz in der Schloßstraße 28, Gartenhaus 2. Obergeschoss, nebst weiteren fünf jüdischen Untermietern. Er war wohl immer Untermieter, denn er wird im Berliner Adressbuch nicht aufgeführt. Max Bonheim wurde am 19. Januar 1942 von Berlin nach Riga deportiert, ob er dort jemals angekommen ist und ob er dort ermordet wurde, ist nicht bekannt. Er gilt seitdem als verschollen. |
|      | Gerhard Borchardt                                   | Halskestraße 14                                                       |      | 19. Sep. 2013 | Gerhard Borchardt wurde am 21. November 1909 in Berlin als Sohn einer jüdischen Familie geboren. Er heiratete die nichtjüdische Hildegard Sachs. Seit April 1933 lebte das Ehepaar in der Wohnung seiner Mutter, Grete Borchardt geborene Abraham in Südende, Halskestraße 14. Gerhard Borchardt musste im Wernerwerk von Siemens & Halske Zwangsarbeit leisten. Nachdem seine Mutter am 13. Januar 1942 nach Riga deportiert wurde, musste das Ehepaar die Wohnung in der Halskestraße aufgeben und als Untermieter zu Ludwig und Elfriede Blumenthal in die Albrechtstraße 38 ziehen. Zur Wohngemeinschaft gehörte auch Hildegards nichtjüdische Mutter Sachs. Nachdem die Hauptmieter Blumenthal deportiert waren, wurden auch die Untermieter deportiert: Gerhard Borchardt wurde am 2. März 1943, zwei Tage vor seiner Frau, nach Auschwitz deportiert und dort ermordet. |
|      | Grete Borchardt                                     | Halskestraße 14                                                       |      | 19. Sep. 2013 | Grete Borchardt geborene Abraham wurde am 7. November 1878 in Sellnow (Kreis Arnswalde) in eine jüdische Familie geboren. Sie war verwitwet und lebte seit 1933 mit ihrem Sohn Gerhard und dessen nichtjüdischer Frau Hildegard geborene Sachs in Südende, Halskestraße 14. Am 13. Januar 1942 wurde sie nach Riga deportiert und dort ermordet. |
|      | Hildegard Borchardt                                 | Halskestraße 14                                                       |      | 19. Sep. 2013 | Hildegard Sachs wurde am 22. Mai 1915 in Berlin in eine nichtjüdische Familie geboren. Sie heiratete den jüdischen Gerhard Borchardt und lebte seit 1933 mit ihrem Mann zusammen mit dessen Mutter Grete Borchardt in der Halskestraße 14. Durch ihre Ehe mit Gerhard Borchardt wurde Hildegard Borchardt zur „Geltungsjüdin“ erklärt. Deswegen musste sie auch Zwangsarbeit leisten. Trotz der Repressalien trennte sie sich nicht von ihrem Mann. Nach der Deportation ihrer Schwiegermutter am 13. Januar 1942 nach Riga musste das Ehepaar die Wohnung in der Halskestraße verlassen und als Untermieter zu Ludwig und Elfriede Blumenthal in die Albrechtstraße 38 ziehen. Bei ihnen wohnte auch Hildegards nichtjüdische Mutter Sachs. Nachdem am 2. März 1943 ihr Mann nach Auschwitz deportiert worden war, wurde auch Hildegard Borchardt am 4. März 1943 dorthin deportiert und ermordet. |
|      | Selma Braun                                         | Kieler Straße 5                                                       |      | 12. Juli 2019 | Selma Alexander wurde am 22. März 1882 in Konitz (heute Chojnice) in Westpreußen geboren. Sie war das vierte von acht Kindern ihrer Eltern Michaelis Alexander (1852–1918) und Rosa, geborene Chaim (1851–1934). Die Geschwister waren: Willy (1877), Heiny (1879–1934), Martha (1881), Georg (1884–1918), Paula (1885), Alfred (1895–1919) und Arthur (1895–1918). Aus dem Berliner Adressbuch von 1918 geht hervor, dass die Eltern nach Berlin-Schöneberg gezogen waren; der Vater war Klempnermeister. In diesem Jahr ist Michaelis Alexander gestorben. Im Jahr 1901 lebte Selma in Stettin und gebar am 27. November 1901 einen Sohn, Walter. Die Hebamme Auguste Braun, die die Geburt anmeldete, gab an, dass sie zusammen mit Selma in der Wohnung, Kräutermarkt 5, wohne und auch das Kind dort geboren worden sei. Das Kind starb acht Monate nach der Geburt, am 12. Juli 1902. Aus den Volkszählungsunterlagen von 1939 geht hervor, dass Selma zu dieser Zeit bei dem Ehepaar Otto und Therese Wiener in Steglitz, Siemensstraße 79 wohnte. Das Ehepaar Wiener wurde am 3. Oktober 1942 nach Theresienstadt deportiert, wo beide starben. Selma Alexander lebte dann in der Kieler Straße 5, von dort wurde sie am 19. Januar 1941 nach Riga deportiert. Ihr Todesdatum ist nicht bekannt. Selma war eine Zeit lang verheiratet oder gab an, dass sie es war. Als ihr Sohn geboren wurde, 1901 in Stettin – war sie Selma Alexander, „unverehelicht“. Bei der Volkszählung 1939 gab sie den Namen Selma Alexander an. Auf der Transportliste ist sie wieder als Selma Braun, geborene Alexander (ohne Beruf) vermerkt, ebenso lautet ihr Name im Gedenkbuch und bei Yad Vashem. |
|      | Henriette Breitbarth                                | Wrangelstraße 6–7                                                     |      | 2. Dez. 2017  | Henriette Schindler wurde am 18. Oktober 1883 in Charnowanz, einem Stadtteil von Oppeln in Oberschlesien, als Tochter des Gastwirts Salomon Schindler und seiner Frau Rosalie geboren. Sie heiratete und nahm den Namen ihres Mannes Breitbarth an. Henriette Breitbarth lebte in der Jüdischen Blindenanstalt in Berlin-Steglitz. Sie wohnte nicht mit ihrem Mann zusammen im Heim; wahrscheinlich ist sie in das Blindenheim gezogen, nachdem er gestorben war. Von dort wurde sie mit allen anderen Bewohnern des Heims am 15. November 1941 zunächst in das sogenannte „Jüdische Blinden- und Taubstummenwohnheim“ in Berlin-Weißensee in der Parkstraße gebracht. Henriette wurde nicht mit anderen Mitbewohnern aus dieser Sammelstelle deportiert, sondern allein am 3. Oktober 1942 nach Theresienstadt. Von dort wurde sie zwei Jahre später nach Auschwitz gebracht und ermordet. |
|      | Ferdinand Brück                                     | Wrangelstraße 6–7                                                     |      | 1. Juni 2017  | Ferdinand Brück kam am 27. September 1872 in Feilbingert/Kirchheimbolanden als Sohn von Carl und Babette Brück zur Welt. Er hatte 6 Brüder und 2 Schwestern. Er heiratete Regina Hertz, die Tochter Blandina wurde 1901 geboren, starb jedoch bereits 1902. Seine Frau Regina starb 1936, vermutlich zog Ferdinand Brück dann in das Jüdische Blindenheim. Im Herbst 1941 musste er mit seinen Mitbewohnern in das Jüdische Blinden- und Taubstummenheim nach Weißensee ziehen. Von dort wurde er am 14. September 1942 nach Theresienstadt deportiert, wo er am 19. April 1943 starb. |
|      | Julius Salo Buck                                    | Feuerbachstraße 9                                                     |      | 12. Mai 2016  | Julius Salo Buck kam am 5. April 1923 als Sohn des Kaufmanns David Moses Rosenstock und seiner Frau Lea Blimka geborene Buchhalter in Berlin zur Welt. Seine Eltern waren jüdischen Glaubens und kamen zum Ende des Ersten Weltkrieges aus Galizien nach Berlin, wo sie in Steglitz in der Schloßstraße und in Berlin-Spandau Textilgeschäfte betrieben. Die Familie lebte in der Feuerbachstraße 7–9 in einer Vier-Zimmer-Wohnung. 1936 stellte die Familie Rosenstock bei der polnischen und deutschen Verwaltung den Antrag auf Namensänderung in „Buck“, dem stattgegeben wurde. Durch die territoriale Neuordnung nach dem Ersten Weltkrieg besaßen alle drei Familienmitglieder die polnische Staatsangehörigkeit und galten im Dritten Reich als jüdische Immigranten aus Osteuropa. Aus diesem Grund waren der Vater Moses und sein Sohn Julius am 28. Oktober 1938 von der so genannten „Polenaktion“ betroffen und wurden von der deutschen Polizei verhaftet und nach Polen abgeschoben. Julius war zu dem Zeitpunkt 15 Jahre alt und besuchte die Höhere Schule der Jüdischen Gemeinde in Berlin-Moabit in der Wilsnacker Straße. Julius Buck berichtete in einem Interview mit der USC Shoah Foundation 1997, dass er bereits im März 1938 ahnte, dass das polnische März-Gesetz, das die Aberkennung der polnischen Staatsbürgerschaft vorsah, der Familie Schwierigkeiten bereiten würde. David und Julius Buck wurden zunächst zur lokalen Polizeiwache und von dort zur Polizeikaserne am Alexanderplatz gebracht, wo bereits mehrere tausend Menschen warteten. Nach einigen Stunden wurden sie unter Aufsicht der SS mit einem Sonderzug zur deutsch-polnischen Grenze gebracht. In Krakau kamen sie in einer improvisierten Unterkunft der jüdischen Gemeinde unter. Seiner Mutter gelang es von Berlin aus, für Julius Buck einen Platz in einem Kindertransport nach Großbritannien im April 1939 zu organisieren. In Großbritannien ging Julius Buck zur Schule und diente dann in der britischen Armee. Seine Eltern flüchteten nach Frankreich, Lea Buck wurde verhaftet und im September 1942 in das Konzentrations- und Vernichtungslager Auschwitz-Birkenau deportiert und ermordet. 1950 traf Julius seinen Vater in Paris wieder, wo dieser im August 1951 starb. Julius hatte 1944 geheiratet und lebte fortan mit seiner Frau Senta in London. Er wurde Zahnarzt und arbeitete in den 1950er und 60er Jahren auch in Tansania. |
|      | Lea Blimka Buck                                     | Feuerbachstraße 9                                                     |      | 12. Mai 2016  | Lea Blimka Buchhalter kam am 7. November 1894 in Stanislawow zur Welt. 1912 heiratete sie den 20 Jahre älteren Offizier David Moses Rosenstock. Nachdem das Haus der Familie im Ersten Weltkrieg zerstört worden war, flüchtete Lea Rosenstock 1917 nach Berlin zu einer Tante. Ihr Mann folgte ihr nach Kriegsende und zusammen eröffneten sie 1921 die Geschäfte „Der Strumpf“ in Steglitz und „Deutsche Strickmode“ in Spandau. 1923 kam ihr einziger Sohn Julius in Berlin-Steglitz zur Welt. 1936 stellte die Familie Rosenstock bei der polnischen und deutschen Verwaltung den Antrag auf Namensänderung in „Buck“, dem stattgegeben wurde. Durch die territoriale Neuordnung nach dem Ersten Weltkrieg besaßen alle drei Familienmitglieder die polnische Staatsangehörigkeit und galten im Dritten Reich als jüdische Immigranten aus Osteuropa im. Ihr Mann Moses und ihr Sohn Julius wurden am 28. Oktober 1938 während der „Polenaktion“ von der deutschen Polizei verhaftet und nach Polen abgeschoben. In Berlin führte Lea Buck die Geschäfte weiter und hielt telefonisch und per Brief Kontakt mit ihrem Mann und ihrem Sohn. Es gelang ihr von Berlin aus für Julius Buck einen Platz in einem Kindertransport nach Großbritannien zu organisieren. Während der Novemberpogrome 1938 wurden die Wohnung und die Geschäfte der Familie in Berlin zerstört. Im Juni 1939 erhielt auch Lea einen Ausweisungsbefehl, der aber „ausnahmsweise“ aufgeschoben werden konnte. Vermutlich, weil ihr Mann Moses zur selben Zeit nach Berlin zurückkehren durfte, um die gemeinsame Auswanderung vorzubereiten. Sie flüchteten im August 1939 nach Nizza und wurden verhaftet. Während ihrer 1-jährigen Haftzeit wurden beide nach Aix-en-Provence verlegt, wo sie auch nach der Entlassung bleiben mussten. Am 13. September 1942 wurde Lea Buck in Frankreich verhaftet, in das Sammellager Drancy deportiert und von dort am 16. September 1942 in das Konzentrations- und Vernichtungslager Auschwitz-Birkenau gebracht. Es ist davon auszugehen, dass sie nach ihrer Ankunft umgehend ermordet wurde. |
|      | Moses David Buck                                    | Feuerbachstraße 9                                                     |      | 12. Mai 2016  | David Moses Buck wurde als David Moses Rosenstock am 4. Januar 1875 in Lisowice in Polen in eine traditionelle orthodoxe jüdische Familie geboren, er wurde ein hochrangiger Verwaltungsbeamter in Galizien. 1912 heiratete er Lea Blimka Buchhalter, die in Stanislawow geboren war. Im Ersten Weltkrieg schloss David Moses Rosenstock sich als Offizier der österreichisch-ungarischen Armee an. Nach dem Ersten Weltkrieg wurde ihre österreichische Heimat polnisch. Weil das Haus der Familie in Galizien im Krieg zerstört worden war, flüchtete Lea Rosenstock 1917 nach Berlin. Moses war noch in russischer Kriegsgefangenschaft und folgte ihr erst nach dem Kriegsende. Zusammen eröffneten sie 1921 die Geschäfte „Der Strumpf“ in Steglitz und „Deutsche Strickmode“ in Spandau. 1923 kam ihr einziger Sohn Julius in Berlin-Steglitz zur Welt. 1936 änderte die Familie Rosenstock ihren Familiennamen mit Genehmigung der Behörde „Buck“. Durch die territoriale Neuordnung nach dem Ersten Weltkrieg besaßen alle drei Familienmitglieder die polnische Staatsangehörigkeit und galten im Dritten Reich als jüdische Immigranten aus Osteuropa. Aus diesem Grund waren der Vater Moses und sein Sohn Julius am 28. Oktober 1938 von der so genannten „Polenaktion“ betroffen, sie wurden von der deutschen Polizei verhaftet und nach Polen abgeschoben. In Krakau kamen sie in einer improvisierten Unterkunft der jüdischen Gemeinde unter. Julius Buck konnte im April 1939 mit einem Kindertransport nach Großbritannien flüchten. Moses durfte im Juni 1939 für 14 Tage nach Berlin zurückkehren und mit seiner Frau die Auswanderung vorbereiten. Sie flüchteten im August 1939 nach Nizza und wurden dort verhaftet. Während ihrer 1-jährigen Haftzeit wurden beide nach Aix-en-Provence verlegt, wo sie auch nach der Entlassung bleiben mussten. Lea Buck wurde 1942 in Frankreich aufgegriffen, in das Sammellager Drancy deportiert und im Konzentrations- und Vernichtungslager Auschwitz-Birkenau ermordet. David Moses Buck konnte versteckt in Frankreich überleben, er traf seinen Sohn Julius erst 1950 in Paris wieder. David Moses Buck starb am 30. August 1951. |
|      | Georg Camnitzer                                     | Wrangelstraße 6–7                                                     |      | 2. Dez. 2017  | Georg Camnitzer wurde am 27. Dezember 1894 in Saatzig, dem heutigen Stargard, in Pommern geboren. Sein Vater, der ebenfalls Georg hieß, hatte in Berlin in der Schönhauser Allee ein Möbelgeschäft. Georg Camnitzer, der Sohn, war Buchbinder und lebte im Jüdischen Blindenwohnheim. Er gehörte zu den 16 Bewohnern, die im September 1942 nach Theresienstadt deportiert wurden. Ein halbes Jahr später, am 14. April 1943, ist er dort gestorben. Über das Schicksal der Eltern von Georg Camnitzer konnte nichts ermittelt werden. Doch hatten sie einen weiteren Sohn, Kurt, der promovierter Zahnarzt war und nach Israel emigrierte. |
|      | Bertha Carsch                                       | Plantagenstraße 4                                                     |      | 27. Aug. 2021 | Bertha Carsch kam am 14. Juni 1876 in Emmerich als Tochter des Lehrers Jacob Carsch und seiner Frau Julie geborene Rhé zur Welt. Sie hatte 10 Geschwister, von denen bei Kriegsbeginn noch fünf lebten. Bertha zog nach Berlin und blieb ledig. Am 25. August 1911 gebar sie die Tochter Gertrud, am 24. Januar 1916 den Sohn Hans. Ab 1921 lebte sie in Steglitz in der Plantagenstraße 4 in einer Ein-Zimmer-Wohnung mit Küche, Kammer und Stall. 1939 lebte sie dort mit ihrer Tochter Gertrud, die Haushaltshilfe war. Der Vater von Gertrud soll nichtjüdisch gewesen sein. Gertrud unterhielt ihre Mutter, die über keine eigenen Einkünfte verfügte. Der Sohn Hans war schon vor 1939 ins Ausland geflohen, vermutlich nach England. Bertha Carsch wurde am 5. August 1942 nach Theresienstadt deportiert, wo sie am 27. Januar 1943 ermordet wurde. Die offizielle Todesursache war Herzschlag. Von Berthas Geschwistern wurden Helene, Max, Leopold und Johanna ermordet, nur Emma überlebte. |
|      | Gertrud Carsch                                      | Plantagenstraße 4                                                     |      | 27. Aug. 2021 | Gertrud Carsch kam am 25. August 1911 in Berlin als Tochter der ledigen Bertha Carsch zur Welt, ihr Vater soll nichtjüdisch gewesen sein. Am 24. Januar 1916 wurde ihr Bruder Hans geboren. Seit Januar 1921 lebte die Familie in einer Ein-Zimmer-Wohnung mit Küche, Kammer und Stall in Steglitz in der Plantagenstraße 4. Gertrud Carsch arbeitete später als Haushaltshilfe, von ihrem Lohn unterhielt sie auch ihre Mutter. Ihr Bruder Hans konnte vor 1939 fliehen, vermutlich nach England. Ihre Mutter Bertha Carsch wurde am 5. August 1942 nach Theresienstadt deportiert, wo sie am 27. Januar 1943 ermordet wurde. Gertrud Carsch musste aus der Plantagenstraße 4 ausziehen, sie zog nach Wilmersdorf in die Berliner Straße 159. Dort beging sie am 13. Mai 1943 Suizid, sie starb an einer Gasvergiftung. |
|      | Eva Johanna Cohn                                    | Berlinickestraße 10                                                   |      | 16. Juni 2018 | Eva Johanna Cohn kam am 29. August 1886 in Berlin als Tochter des Rechtsanwalts Robert Cohn und seiner Frau Hedwig geborene Philippsborn zur Welt. Sie blieb ledig und wurde Korrespondentin. Seit 1931 lebte sie in Steglitz in der Berlinickestraße 10 bei der Rentiere F. Philippsborn, vermutlich einer Tante mütterlicherseits. 1939 zur Volkszählung war die Tante wohl verstorben, Eva Cohn hatte eine Untermieterin: Adolfine Lühr. Im Herbst 1940 musste sie die Wohnung verlassen und in die Düppelstraße 32 in eine 3-Zimmer-Wohnung ziehen, sie nahm wieder einen Untermieter auf, Herrn Nürnberger. Sie leistete Zwangsarbeit bei den Firma Blaupunkt und bei der Firma C. Pose, Boxhagener Straße 16, die Tropenhelme herstellte und Ausrüstungsgegenstände für Kolonialtruppen. Am 12. November 1941 musste sie die Vermögenserklärung abgeben, am 17. November 1941 wurde sie nach Kowno deportiert und dort am 25. November 1941 ermordet. Im selben Transport war ein weiterer Bewohner der Düppelstraße 32, Ludwig Friede. |
|      | Frieda Cohn                                         | Schützenstraße 49                                                     |      | 14. Nov. 2015 | Frieda Tempelberg kam am 23. Januar 1891 in Breslau in einer jüdischen Familie auf die Welt. Sie heiratete Siegfried Cohn, der in Berlin in der Schützenstraße 49 ein Fuhrgeschäft betrieb. Ob sie Kinder hatte, konnte nicht ermittelt werden. 1942 musste Frieda Cohn mit ihrem Mann in eine Kellerwohnung im Hof der Bülowstraße 73 ziehen, damals arbeitete sie als Küchenhilfe in der Joachimsthaler Straße 5. Frieda Cohn füllte am 7. Dezember 1942 ihre Vermögenserklärung aus, am 9. Dezember 1942 wurde sie vom Sammellager Große Hamburger Straße über den Güterbahnhof Moabit nach Auschwitz deportiert, wo sie unmittelbar nach ihrer Ankunft am 10. Dezember 1942 ermordet wurde. |
|      | Johanna Cohn                                        | Althoffstraße 4                                                       | Lage | 3. Juli 2010  | Johanna Lewin wurde am 19. August 1883 in Gambitz in eine jüdische Familie geboren. Sie heiratete Sally Cohn, der Kaufmann im Bereich der Damenkonfektion war. Das Ehepaar wohnte in der Althoffstraße 4. Zusammen mit ihrem Mann wurde Johanna Cohn am 19. Januar 1942 nach Riga deportiert und dort ermordet. |
|      | Sally Cohn                                          | Althoffstraße 4                                                       | Lage | 3. Juli 2010  | Sally Cohn wurde am 12. Januar 1876 in Krone an der Brahe (Koronowo) in eine jüdische Familie geboren. Er war Kaufmann im Bereich der Damenkonfektion. Mit seiner Frau Johanna geborene Lewin wohnte er in der Althoffstraße 4. Die Eheleute wurden von dort gemeinsam am 12. Januar 1942 nach Riga deportiert und dort ermordet. |
|      | Siegfried Cohn                                      | Schützenstraße 49                                                     |      | 14. Nov. 2015 | Siegfried Cohn kam am 1. November 1869 in Landeshut/Schlesien als Sohn von Isidor Cohn und seiner Frau Esther geboren Hamburger zur Welt. Er betrieb in Berlin in der Schützenstraße 49 ein Fuhrgeschäft und heiratete in zweiter Ehe Frieda Tempelberg. Ob aus der Ehe Kinder hervorgingen, ist unbekannt. 1941 war er bereits Rentner, dennoch leistete er Zwangsarbeit bei C. J. Vogel, Kabelwerk Köpenick. 1942 musste Siegfried Cohn und seine Frau Frieda in eine Kellerwohnung im Hof der Bülowstraße 73 ziehen. Dort füllte er am 8. Dezember 1942 die 16-seitige Vermögenserklärung als bürokratische Vorbereitung der Deportation aus. Von der Bülowstraße ging es in das Altersheim in der Gerlachstraße 18/21 in Mitte, das als Sammellager fungierte, und am 16. Dezember 1942 wurde Siegfried Cohn mit dem 77. Alterstransport nach Theresienstadt deportiert. Sein Todesdatum wird mit dem 28. Mai 1943 angegeben. |
|      | Margarete Cohn                                      | Vionvillestraße 21                                                    | Lage | 1. Dez. 2005  | Eva Margarete (genannt Grete) Brasch wurde am 6. Februar 1891 in Berlin als Tochter von Adolf Brasch und seiner Frau Frieda geborene David geboren. Ihr Vater war Inhaber einer Privatbank in Prenzlau. 1905 begingen die Eltern von Grete Suizid, die Tochter kam zu Verwandten nach Berlin. Sie besuchte das Lehrerinnenseminar und wurde Lehrerin. Nach ihrer Eheschließung 1921 mit Rudolf Erwin Cohn wurde sie Fürsorgerin (Sozialarbeiterin). Die Tochter Frieda-Lore wurde 1923 geboren. Grete Cohn wurde 1933 von der Stadt Berlin entlassen, danach arbeitete sie als Buchhalterin in einem Jüdischen Altersheim. Die Tochter Frieda-Lore konnte 1938 nach Palästina auswandern, wo sie 2005 verstarb. Grete und Rudolf Cohn wurden am 6. März 1943 gemeinsam nach Auschwitz deportiert und dort ermordet. |
|      | Rudolf Cohn                                         | Vionvillestraße 21                                                    | Lage | 1. Dez. 2005  | Rudolf Erwin Cohn wurde am 15. März 1892 in Berlin als zweitältestes Kind des Textilkaufmanns Benno Cohn und seiner Frau Anna geboren. Auch er wurde Textilkaufmann. 1921 heiratete er Eva Margarete Brasch, die Tochter Frieda-Lore wurde 1923 geboren. Seit 1925 lebte die Familie in der Vionvillestraße 21. Rudolf Erwin Cohn wurde Steuer- und Organisationsberater, er erteilte Unterricht in Buchführung, wurde Schatzmeister der Jüdischen Kinderhilfe und war verantwortlich für die Bilanzen des B’nai-B’Brith-Altersheims. Ab 1933 bereitete Rudolf Erwin Cohn die Auswanderung deutscher Juden vor, unter anderem auch für seinen jüngeren Bruder nach Ecuador. Die Tochter Frieda-Lore konnte 1938 nach Palästina auswandern. Rudolfs Schwester Irma zog mit in die Vionvillestraße ein. Deren drei Kindern war die Ausreise nach Palästina ebenfalls geglückt. Die geplante Ausreise von Rudolf und Grete Cohn scheiterte endgültig, als der Zweite Weltkrieg begann. Rudolf und Grete Cohn mussten aus der Vionvillestraße ausziehen und in ein „Judenhaus“ in der Knesebeckstraße 70/71 ziehen, auch wurden sie zur Zwangsarbeit verpflichtet. Von der Sammelstelle Levetzowstraße wurden sie am 6. März 1943 nach Auschwitz deportiert und dort ermordet. |
|      | Gertrud Curth                                       | Zimmermannstraße 7                                                    |      | 29. Okt. 2020 | Gertrud Brodnitz kam am 15. Februar 1881 in Berlin als älteste Tochter des Isidor Brodnitz und seiner Frau Helene geborene Brodnitz zur Welt. Ihre jüngeren Geschwister waren Käthe (1884), Frieda Dorothea (1885), Karl Benno (1888) und Lilly Charlotte (1897). Ihr Vater betrieb mit einem Partner die Maschinenfabrik Brodnitz & Seydel (Zentrifugal-Pumpmaschinen u. a.) in der Müllerstraße 177. 1898 erwarb ihr Vater das Grundstück Liesenstraße 16 Ecke Hochstraße mit einem respektablen Wohnhaus, 1899 starb er. Ihre Mutter Helene wurde Mitinhaberin der Maschinenfabrik und Eigentümerin des Grundstücks Liesenstraße. Die Familie lebte nun in der Klopstockstraße 20/22. 1902 heiratete Gertrud den Amtsrichter Emil Cohn, der 1924 den Familiennamen in „Curth“ ändern ließ. Das Paar lebte nun in Trebnitz, wo auch die Kinder zur Welt kamen: Annemarie am 24. Februar 1904 und Ernst Albert am 28. Mai 1910. 1930 starb ihre Mutter, 1940 starb Emil Curth, seine Witwe Gertrud zog zu ihrer verwitweten Schwester Frieda Friedmann nach Steglitz in die Zimmermannstraße 7. Die Kinder Annemarie und Ernst Albert emigrierten 1939. Aufgrund der Repressionen gegen die jüdische Bevölkerung mussten die Geschwister Brodnitz das ererbte Grundstück Liesenstraße weit unter Wert verkaufen, auch mussten sie die Judenvermögensabgabe und die Reichsfluchtsteuer zahlen. Am 1. Juli 1942 erhielten Gertrud Curth und ihre Schwester die Mitteilung, dass ihr gesamtes Vermögen als „Vermögen von Reichsfeinden“ eingezogen wurde. Am 4. August 1942 befanden sich beide schon im Sammellager Große Hamburger Straße und am 6. August 1942 wurden sie nach Theresienstadt deportiert. Gertrud Curth hielt unter den erbärmlichen Bedingungen bis zum 30. Oktober 1942 durch, ihre Schwester Frieda bis zum 15. Februar 1943. Todesursache war bei beiden angeblich „Darmkatarrh“. |
|      | Helene Dörner                                       | Albrechtstraße 59a                                                    | Lage | 3. Juli 2010  | Helene Gottstein wurde am 13. Juni 1882 in Mainz als Tochter jüdischer Eltern geboren. Sie war Pianistin und heiratete den nichtjüdischen Max Emil Dörner, der eine elektrochemische Fabrik in Kreuzberg hatte. Er starb 1925 an einem kriegsbedingten Lungenleiden. Unter dem Naziregime durfte Helene Dörner nicht mehr als Pianistin arbeiten, ab 1938 war sie als Stenotypistin im Wedding tätig. Sie wohnte bei der Witwe Marie Marwitz zur Untermiete. Am 16. Juni 1943 wurde sie nach Theresienstadt deportiert und am 9. Oktober 1944 von dort nach Auschwitz, wo sie vermutlich sofort ermordet wurde. |
|      | Hans Philipp Driesen                                | Hackerstraße 22                                                       |      | 17. Feb. 2023 | Hans Philipp Driesen wurde am 10. November 1913 als zweiter Sohn von Selma und Sally Driesen in Berlin geboren. Nach dem Schulabschluss ging er bei der Firma Rosenhain in die Lehre und war dann bis 1936 in deren Geschenke- und Galanteriewarengeschäft in der Leipziger Straße 72-74 angestellt. Die Leipziger Straße war zu dieser Zeit eine beliebte und belebte Einkaufsstraße und das Geschäft der Firma Rosenhain mit dem Inhaber Herrmann Elias war ein recht nobles und repräsentatives, wie man auf alten Ansichtskarten sehen kann. Ähnlich wie das Porzellan und Kristall-Geschäft der Firma Paul Raddatz&Co in der Leipziger Straße 121-123, wo Hans Philipps Tante Doris Lewin arbeitete. 1936 jedoch erzwangen die Nazis den Besitzerwechsel und 1938 die Liquidierung des Unternehmens. Damit war auch Hans Philipp die Erwerbsgrundlage entzogen. Ende 1939 entschloss er sich schließlich zur Flucht nach Palästina. Als er dort mit dem Dampfschiff SS Hilda vom Donauhafen Bratislava im Januar 1940 in Haifa ankam, war schon keine legale Einwanderung von Juden mehr möglich. Hans Philipp wurde deshalb von den Briten festgenommen und in das Lager Atlith deportiert. Sein Leben in Israel mit Ehefrau und einem Sohn endete 1982. Sein Grab liegt – wie das seines Bruders Paul – in Israel. |
|      | Paul Driesen                                        | Hackerstraße 22                                                       |      | 17. Feb. 2023 | Paul Driesen wurde am 2. November 1909 als erster Sohn von Selma und Sally Driesen in Berlin geboren. Anfang der 1920er Jahre ging ganz in der Nähe der Hackerstraße aufs Paulsen-Gymnasium in der Gritznerstraße und machte dort auch sein Abitur. Anschließend begann er sein Medizinstudium an der Friedrich-Wilhelms-Universität, der heutigen Humboldt-Universität zu Berlin. Dort war der angehende Arzt bereits im Praktischen Jahr, als im Juni 1933 öffentliche Anschläge in der Universität die Feststellung von „Nichtariern“ befahlen. Wer dem nicht unverzüglich nachkam, der wurde kurzerhand wegen „Nichtbefolgung der Anordnung über Feststellung von Nichtariern“ zwangsexmatrikuliert. So auch Paul Driesen. Noch bevor sie überhaupt richtig angefangen hatte, war seine Medizinerkarriere damit abrupt und für immer beendet. Der gerade 24-Jährige hat daraus ohne zu zögern den lebensrettenden Schluss gezogen und ist noch im selben Jahr nach Palästina geflüchtet. 1933 konnte er noch offiziell einwandern und wurde dort mit dem Wohnort Haifa registriert. Seine zwei Töchter Aliza und Nomi sind in Israel geboren und leben heute noch dort. Paul Driesen starb 1967 in Israel, Jahre also bevor er sein 60. Lebensjahr erreicht hätte. |
|      | Sally Driesen                                       | Hackerstraße 22                                                       |      | 17. Feb. 2023 | Sally Driesen wurde am 26. März 1887 in Berlin geboren. Er war das jüngste der acht Kinder von Mannas und Flora Driesen, von denen aber vier bereits im Kindesalter oder sehr jung gestorben sind. Über zwei weitere Schwestern haben wir bisher nichts in Erfahrung bringen können. Über seinen drei Jahre älteren Bruder Max wissen wir immerhin, dass er mit Ehefrau Marie und vier Kindern in Berlin lebte, Kaufmann war und Sallys Trauzeuge, als dieser 1909 Selma Lewin 1909 in Berlin heiratete. Sally Driesens Eintrag im Berliner Telefonbuch von 1920 gab schon die Hackerstraße 22 als Adresse an. Das Haus ist 1911 fertiggestellt worden. Möglicherweise wohnten die Driesens also auch schon früher als 1920 hier. Im jüdischen Telefonbuch findet sich der Adress-Zusatz „China- und Japanwaren“. Sally Driesen war demnach ebenfalls Kaufmann, genauer gesagt Kunsthändler und zwar mit Geschäftsräumen in der Charlottenburger Fuggerstraße 19. Was aus diesem Kunsthandel unter der Naziherrschaft, vor allem nach den Novemberpogromen 1938, geworden ist, darüber lassen sich bislang nur Vermutungen anstellen. Von den Kunstgegenständen blieb so gut wie nichts in der Familie. Und was die Nachfahren über Sally Driesen als Kunsthändler wissen oder erzählen können, ist leider kaum mehr. Am 4. April 1940 ist Sally Driesen in der Bavaria-Klinik in der Münchener Straße 49 in Schöneberg, einer jüdischen Privatklinik, nach einer Blinddarmoperation – angeblich an Herzschwäche – gestorben. Diese wenig glaubhafte Angabe einer „natürlichen“ Todesursache auf dem Totenschein eines verstorbenen Juden ist bei weitem nicht der einzige dokumentierte Fall aus dieser Zeit. Sally Driesen liegt beerdigt auf dem jüdischen Friedhof in Berlin-Weißensee (Feld N, Abt. V, Reihe 13 Mauer, Grab-Nr. 102907). |
|      | Selma Driesen                                       | Hackerstraße 22                                                       |      | 17. Feb. 2023 | Selma Driesen, geb. Lewin, kam am 21. März 1888 in Rogozno, Oborniki, Großpolen als erste Tochter und eins von fünf Kindern von Filip und Pauline Lewin (geb. Strauß) zur Welt. Ihr acht Jahre älterer Bruder Georg lebte später als Uhrmacher in der Stadt Putlitz. Der fünf Jahre ältere Bruder Max fiel 1917 im Ersten Weltkrieg. Die beiden Schwestern Dorothea und Martha wurden ebenfalls im polnischen Rogozno geboren. 1909 heiratete Selma Lewin den Kaufmann und Kunsthändler Sally Driesen in Berlin, wo auch die Söhne des Ehepaars, Paul und Hans Philipp, zur Welt kamen. Selma Driesen kümmerte sich um den Fünfpersonenhaushalt in der Hackerstraße, in dem auch ihre Schwester Dorothea lebte. 1942, da waren schon beide Söhne nach Palästina geflüchtet, ihr Ehemann gestorben und ihr Bruder Georg aus Putlitz zu ihnen geflüchtet, konfiszierten die Nazis die Wohnung in Steglitz. Die drei Geschwister mussten in ein Zimmer in einer Sammelunterkunft in der Hohenstaufenstraße 30 umziehen, wo sie bis zur Deportation zusammenlebten. Selma Driesen wurde am 12. März 1943 mit dem 36. Ost-Transport von Berlin (Putlitzbrücke) aus nach Auschwitz-Birkenau deportiert und dort sehr wahrscheinlich direkt nach der Ankunft sofort ermordet. Im gleichen Transport wurde auch ihre jüngere Schwester Martha Lewin in das Vernichtungslager deportiert und ermordet. |
|      | Neddy Dzcubas                                       | Spinozastraße 1                                                       |      | 16. Juni 2021 | |
|      | Elka Eder                                           | Deitmerstraße 11                                                      |      | 29. Okt. 2020 | Elka Etka Stern wurde am 13. Januar 1889 in Tarnow in Galizien, damals Österreich-Ungarn, heute Polen, geboren. Ihre Eltern waren der Großkaufmann Jakob Stern und Gitel geborene Man. Elka zog nach Berlin, arbeitete als Putzmacherin und heiratete am 18. Dezember 1919 den nichtjüdischen Fritz Karl Eder, der am 2. Mai 1889 in Prenzlau geboren wurde. Fritz Karl Eder war evangelisch. Zu dieser Zeit lebte der Vater von Elka in Tarnow. Die Mutter war verstorben und hatte zuletzt in Wien gewohnt. Elka und Fritz Eder wohnten in der Flensburger Straße 11, die 1952 in Deitmerstraße umbenannt wurde. Die Ehe wurde am 26. Januar 1924 geschieden. Elka Eder wurde am 19. Januar 1942 nach Riga deportiert und dort – vermutlich sofort nach Ankunft – ermordet. |
|      | Rosa Ebert                                          | Schützenstraße 2                                                      |      | 14. Nov. 2015 | Rosa Marcus kam am 23. November 1871 in Breslau in einer jüdischen Familie auf die Welt. Sie hatte einen am 27. November 1873 geborenen Bruder Siegfried und eine Schwester Henriette. Sie heiratete Franz Ebert, der am 12. Mai 1870 in Posen geboren war. Sie zogen nach Berlin und wohnten zunächst in Südende, Lindenstraße 5 (heute Biberacher Weg). Franz Ebert war als vereidigter Regierungssachverständiger gut gestellt, das Ehepaar war wohlhabend, hatte aber keine Kinder. 1925 zogen sie in die Schützenstraße 2, Vorderhaus, 1. Stock. 1927 starb Franz Ebert. Am 25. Januar 1942 wurde Rosa Ebert nach Riga deportiert. In Güterwagen fuhr der 10. Osttransport mit 1044 Menschen vom Bahnhof Grunewald ab. Wer bei der Ankunft am 30. Januar 1942 noch nicht erfroren war, wurde sofort erschossen. Rosas Bruder Siegfried wurde am 28. Mai 1942 im KZ Sachsenhausen im Rahmen der „Sonderaktion“ erschossen. Nach dem Zweiten Weltkrieg stellte Rosa Eberts Nichte Hertha Regel einen Entschädigungsantrag wegen des verlorenen Hausrats und legte hierfür aussagekräftige Anschaffungsbelege vor. |
|      | Minna Epstein                                       | Feuerbachstraße 9                                                     |      | 12. Mai 2016  | Minna Jenny Peters kam am 15. Oktober 1889 in Berlin zur Welt als Tochter des Mechanikers Karl Wilhelm Peters und seiner Frau Emilia geborene Cohn, ihr Bruder hieß Leo. Sie arbeitete als Lageristin und heiratete am 11. April 1912 den russischen Staatsangehörigen Simon Epstein. Am 19. Januar 1913 wurde ihnen die Tochter Edith geboren. Die Familie lebte in der Feldstraße 24 (heute Feuerbachstraße 7/9) in Steglitz in einer Vier-Zimmer-Wohnung. Die Ehe mit Simon Epstein wurde am 16. Juni 1932 geschieden, Minna und ihre Tochter blieben in der Wohnung. Minna Epstein war in der Folgezeit als Geschäftsleiterin tätig. Im Juni 1937 heiratete ihre Tochter Edith den Textilkaufmann Siegfried Kniebel, der in ihre Wohnung zog. Minna Epstein, ihre Tochter und ihr Schwiegersohn mussten nach 1939 aus der Vier-Zimmer-Wohnung ausziehen und in eine Zwei-Zimmer-Wohnung in die Köpenicker Straße 25 ziehen, sie konnten allerdings Teile ihrer Einrichtung mitnehmen. Minna Jenny Epstein trat 1941 aus der Jüdischen Gemeinde aus, wurde aber dennoch am 5. September 1942 nach Riga deportiert, ihr Tod wird auf den 8. September 1942 datiert. Ihr Schwiegersohn wurde am 1. März 1943 nach Auschwitz deportiert, Minnas Tochter Edith starb am 2. März 1943, einen Tag nach der Deportation ihres Mannes, im Jüdischen Krankenhaus, nach Auskunft des Jüdischen Friedhofs Weißensee eines natürlichen Todes. |
|      | Margit Fabian                                       | Stirnerstraße 1 ehem. Hardenbergstraße 6 ehem. Gerhard-Weber-Straße 1 | Lage | 3. Juli 2010  | Margit Fabian wurde am 3. Februar 1935 in Steglitz als Tochter von Ruth geborene Loschinski verwitwete Fabian verheiratete Kantor geboren. Ihr Vater Hans Fabian wurde am 7. Februar 1902 in Danzig geboren, er war Vertreter und starb am 18. Februar 1937 in Steglitz. 1939 lebte Margit Fabian mit ihrer Mutter und Großmutter Johanna Loschinski, geborene Lewin, in Steglitz, Gerhard-Weber-Straße 1 (heute Stirnerstraße). Margit wurde am 22. April 1941 in die 8. jüdische Volksschule in der Joachimsthaler Straße eingeschult im September 1941 wechselte sie dann auf die jüdische Schule in der Kaiserstraße 29/30 (heute Jacobystraße) nahe dem Alexanderplatz. Auf einer der beiden überlieferten Karteikarten der Reichsvereinigung der Juden in Deutschland ist als ihre Adresse Kommandantenstraße 56 in Kreuzberg vermerkt, die sehr viel näher zur Schule in der Kaiserstraße 29/30 lag. Eventuell handelt es sich dabei um einen Zahlendreher und sie wohnte bei ihrer Tante Hilde Toller in der Kommandantenstraße 65. Ihr Schulaustritt ist zum 1. Mai 1942 vermerkt. Am 1. Januar 1942 musste ihre Großmutter in die Kreutziger Straße 10 nach Friedrichshain umziehen, von dort wurde sie nach Theresienstadt deportiert. Margit und ihre Mutter zogen in die Jagowstraße 16 nach Moabit. Sie wurden am 2. März 1943 zusammen nach Auschwitz deportiert und dort vermutlich sofort ermordet. 10 Tage später wurde am 12. März 1943 von derselben Adresse Fritz Kantor, ein Sportreporter und der zweite Ehemann von Ruth Kantor und ihr Stiefvater, nach Auschwitz deportiert und ermordet. |
|      | Ruth Kantor Fabian                                  | Stirnerstraße 1 ehem. Hardenbergstraße 6 ehem. Gerhard-Weber-Straße 1 | Lage | 3. Juli 2010  | Ruth Loschinski wurde am 25. Juli 1908 in Pudewitz/Posen als Tochter von Johanna Loschinski geborene Lewin geboren. Über den Vater konnte nichts in Erfahrung gebracht werden. Sie hatte noch einen Bruder Ernst (geboren am 13. Januar 1903) und eine Schwester Hilde (geboren am 13. März 1905) Ruth heiratete am 27. August 1934 Hans Fabian (geb. am 7. Februar 1902 in Danzig) und gebar am 3. Februar 1935 in Steglitz ihre gemeinsame Tochter Margit Fabian. Ihr Mann Hans starb am 18. Februar 1937 ebendort. Hans Fabian steht erstmals 1935 als Vertreter in der Hardenbergstraße 6 im Berliner Adreßbuch, von 1935 bis 1937 steht er als General-Vertreter von C. Schmidt Oschersleben, einem Karosserie- und Fahrzeugbauer, im Berliner Telefonbuch. 1938 steht er letztmals im Berliner Adreßbuch mit der Anschrift Gerhard-Weber-Straße 1. 1939 wohnte Ruth Fabian dort mit ihrer Tochter, ihrem Bruder und ihrer Mutter, sie steht von 1939 bis 1943 mit der Gerhard-Weber-Straße 1 im Berliner Adreßbuch. Später gab sie ihren Familiennamen mit „Kantor“ an, am 22. April 1942 hatte sie Fritz Kantor (geboren am 7. Februar 1886 in Wien) geheiratet. Ihr Bruder Ernst gab den Namen seines Schwagers bei der Suchanzeige nach seinen Schwestern 1946 allerdings mit Wilhelm an. Zunächst musste ihre Mutter am 1. Januar 1942 aus der Wohnung Gerhard-Weber-Straße 1 in die Kreutziger Straße 10 nach Friedrichshain umziehen. Ruth Fabian zog mit ihrer Tochter Margit Fabian in die Jagowstraße 16 nach Moabit, in die Wohnung ihres zweiten Ehemannes, den sie noch vor ihrer Deportation geheiratet hatte. Am 2. März 1943 wurde sie mit ihrer Tochter von dort nach Auschwitz deportiert und vermutlich sofort ermordet. 10 Tage später wurde am 12. März 1943 ebenfalls aus der Jagowstraße 16 Fritz Kantor nach Auschwitz deportiert und ermordet. In seiner Vermögenserklärung gab Fritz Kantor an, seine Frau und seine Tochter seien „abgewandert“. So lautete der nationalsozialistische Euphemismus für „deportiert“. Ruths Bruder Ernst überlebte den Holocaust, ihre Schwester Hilde wurde vor ihr am 1. März 1943 aus der Kommandantenstraße 65 in Kreuzberg nach Auschwitz deportiert und ermordet. Ein weiterer Stolperstein liegt in Moabit in der Jagowstraße 16, dort beschriftet mit „Ruth Kantor“. |
|      | Richard Alfred Flichter                             | Wrangelstraße 6–7                                                     |      | 2. Dez. 2017  | Richard Alfred Flichter kam am 25. März 1904 in Oppeln in einer jüdischen Familie zur Welt. Über seinen weiteren Lebensweg wissen wir nichts, erst 1931 wurde er im Jüdischen Adressbuch von Berlin erwähnt als Bewohner des Jüdischen Blindenheims in Steglitz unter der Anschrift Wrangelstraße 6/7; Im Herbst 1941 wurden die meisten seiner Mitbewohner in das Jüdische Blinden- und Taubstummenheim nach Weißensee in die Parkstraße 22 verlegt. Wir wissen nicht, ob er ebenfalls dorthin ziehen musste oder ob er einen anderen Weg einschlug. Für letzteres spricht, dass er am 2. März 1943 aus der Chodowieckistraße (Prenzlauer Berg) in das KZ Auschwitz deportiert wurde. Auf der Deportationsliste von Richard Alfred Flichter steht als letzte Adresse Chodowieckistraße 1. Als die Vermögensverwertungsstelle dort nach verbliebenem Vermögen suchte, stellte sie fest, dass er dort nicht gewohnt hatte. Auf der Karteikarte der Vermögensverwertungsstelle ist die Anschrift Chodowieckistraße 1 handschriftlich korrigiert in „29“. |
|      | Hermann Frank                                       | Lepsiusstraße 87                                                      |      | 16. Juni 2018 | Hermann Frank kam am 5. Oktober 1908 als Sohn des Bankdirektors Gustav Frank und seiner Frau Johanna geborene Heinemann zur Welt, er hatte eine Schwester Theresa. Er arbeitete in verschiedenen Autowerkstätten als Autoschlosser. Sein Vater starb 1930 und seine Schwester emigrierte nach Kuba. 1937 wohnte Hermann Frank in der Lepsiusstraße 87 bei seiner verwitweten Mutter, als er die Sekretärin Ruth Fabisch heiratete. Sie emigrierten zusammen einen Monat nach ihrer Heirat nach Südafrika. Seine Mutter beging 1938 angesichts der drohenden Deportation Suizid. Die Töchter von Hermann und Ruth Frank wurden in Südafrika geboren: Maureen (1942) und Barbara Jean (1947). Hermann Frank starb 1981. |
|      | Emma Freystadt                                      | Kühlebornweg 16                                                       |      | 14. Nov. 2015 | Emma Rosenberg kam am 6. Dezember 1872 in Danzig als Tochter von Paul Rosenberg und seiner Frau Auguste geborene Becker zur Welt. Sie hatte eine ältere Schwester Franziska. Emma heiratete am 3. April 1897 in Berlin den Kaufmann Alexander Freystadt. Das Ehepaar wohnte in der Alten Jakobstraße Nr. 96/97 als ihr Sohn Fritz am 15. Januar 1899 zur Welt kam. Dann zog die Familie in die Ansbacher Straße 19, wo sie bis zum Tod von Alexander Freystadt 1933 blieb. Emma zog mit ihrer ebenfalls verwitweten Schwester Franziska Albu zusammen in den Kühlebornweg 16 nach Steglitz. Der Sohn Fritz konnte 1940 über Frankreich in die USA ausreisen, dort stellte er 1946 einen Einbürgerungsantrag und nannte sich nunmehr Fred. Seiner Freundin Margarete Minner, die mit ihm in die USA ausreisen wollte, gelang dies nicht. Sie wurde mit ihrem Bruder Erich und ihrer Mutter Agnes mit dem ersten Transport am 18. Oktober 1941 nach Litzmannstadt gebracht, wo sie am 5. Oktober 1943 starb. Emma Freystadt musste mit ihrer Schwester im April 1942 als Untermieterin zu Ludwig Pelz in ein Zimmer in der Marburger Straße 20 ziehen. Von dort wurden sie am 9. Juli 1942 mit dem 18. Alterstransport nach Theresienstadt deportiert, Emma Freystadt wurde noch ein weiteres Mal verschleppt: am 19. September 1942 wurde sie in das Vernichtungslager Treblinka deportiert. Alle Personen dieses Transports wurden nach ihrer Ankunft ermordet. |
|      | Leon Leib Fichmann                                  | Althoffstraße 1                                                       | Lage | 16. Juli 2007 | Leon Leib Fichmann wurde am 2. Februar 1884 in Czernowitz in Österreich-Ungarn geboren. Er heiratete die nichtjüdische Charlotte Sydow. Die beiden Töchter Ingeborg und Ruth wurden geboren. Seine Frau ließ sich von ihm scheiden. Seit 1939 wohnte er in der Althoffstraße 1. Seine Töchter konnten nach Palästina bzw. England emigrieren. Leon Fichmann arbeitete bei Otto Weidt als Bürsteneinzieher. Seine letzte Adresse vor der Deportation war das Heim der Jüdischen Gemeinde in der Auguststraße 16. Leon Fichmann wurde am 9. Dezember 1942 nach Auschwitz-Birkenau deportiert und dort ermordet. |
|      | Rosalie Freudenthal                                 | Hubertusstraße 5                                                      |      | 29. Okt. 2020 | Rosalie Steinmetz wurde am 23. Juni 1889 in Odessa, Ukraine, geboren. Ihre Eltern waren der Kaufmann Yosef Steinmetz und Aneta, geborene Rosenstein. Die Familie zog nach Berlin und hier heiratete Rosalie im Juni 1911 den Kaufmann Max Freudenthal. Sie bekamen am 4. März 1912 einen Sohn: Heinz Hermann. Sie wohnten in der Hubertusstraße 5, vorn in einer Zweizimmer-Wohnung. Rosalies Ehemann starb am 28. Oktober 1938. Rosalie Freudenthal wohnte nun zusammen mit Augusta Rosenzweig. Augusta stammte aus Cernowitz und war von ihrem Ehemann geschieden. Sie arbeitete in der Blindenwerkstatt Otto Weidt, bis sie am 12. Januar 1943 nach Auschwitz-Birkenau deportiert und dort ermordet wurde. Für sie wurde im Jahr 2006 ein Stolperstein in der Hubertusstraße verlegt. Rosalie war nun allein in der Wohnung. Ihr Sohn und dessen Ehefrau sowie deren Familie waren deportiert worden, genauso wie ihre Mitbewohnerin Augusta. Im Mai 1943 tauchte sie unter und lebte versteckt. Am 5. Oktober 1943 wurde das Vermögen der „flüchtigen Jüdin“ eingezogen. Am selben Tag wurde die Wohnung dem Antragsteller Hans Töwe, der aus seiner Wohnung in der Holsteinischen Straße ausgebombt war, „bevorzugt zugewiesen“. Am 7. Oktober 1943 wurde das Inventar vom „Vollstreckungssekretär der Bezirksverwaltung“ auf 330 RM geschätzt. Die Wohnung sollte vordringlich geräumt werden, da Töwe die Einrichtung nicht übernehmen wollte. Rosalie Freudenthal wurde verhaftet. Wo sie in den fünf Monaten versteckt war oder wer ihr half, ist nicht zu ermitteln. Am 1. Oktober 1944 füllte Rosalie Freudenthal die Vermögenserklärung aus. Sie bezeichnet sich darin als Hausangestellte ohne Beschäftigung. Ihr Sohn sei „abgewandert“, der Ehemann verstorben. Am 12. Oktober 1944 wurde sie mit dem 58. Osttransport nach Auschwitz deportiert und ermordet. Der Todestag ist nicht bekannt. |
|      | Ludwig Friede                                       | Düppelstraße 32                                                       |      | 7. Sep. 2017  | Ludwig Friede kam am 17. März 1885 in Bayreuth als zweites Kind des Metzgermeisters Otto Friede und seiner Frau Berta geborene Altgenug zur Welt. Er hatte zumindest noch 4 Geschwister, von denen zwei Brüder als Kleinkinder starben. Er wurde Kaufmann und betrieb 1920 in Neukölln in der Bergstraße 161 (heute Karl-Marx-Straße) ein Galanterie-, Spiel- und Lederwarengeschäft, privat wohnte er in Steglitz, Schönhauser Straße 23 III. Ab 1930 wohnte in der Schönhauser Straße 23 III auch seine Mutter, die verwitwete Berta Friede, in seinem Geschäftslokal verkaufte Ludwig Friede jetzt Gardinen. Ab 1933 wurde das Geschäft in Neukölln im Berliner Adressbuch nicht mehr aufgeführt. 1939 wohnte Ludwig Friede alleine in der Düppelstraße 32 III, am 17. November 1941 wurde er über die Sammelstelle zum Vorortbahnhof Berlin-Grunewald geführt und von dort nach Kowno deportiert, wo am 25. November 1941 alle Personen des Transports im Fort IX von Kowno ermordet wurden, so auch Ludwig Friede. Seine Mutter wurde aus dem Altersheim in Köpenick, Mahlsdorfer Straße 94 am 24. August 1942 nach Theresienstadt deportiert, sie starb am 12. September 1942. Seine Schwester Frieda, die ledig geblieben war, wurde am 29. Januar 1943 aus der Joachim-Friedrich-Straße nach Auschwitz deportiert und dort ermordet. |
|      | Hertha Friedländer                                  | Wrangelstraße 6–7                                                     |      | 1. Sep. 2018  | Hertha Friedländer kam am 18. November 1893 in Rawitsch als Tochter des Handelsmannes Isidor Friedländer und seiner Frau Klara geborene Lewy zur Welt. Ihre Geschwister waren Metha (1884), Hermann (1886), Erna (1888) und Leo (1889). Hertha Friedländer war zumindest erheblich sehbehindert wie auch ihr Bruder Leo. Über ihren Lebensweg wissen wir nichts, erst bei der Volkszählung 1939 wird sie erwähnt: sie lebt mit ihrem Bruder Leo im Jüdischen Blindenheim in der Steglitzer Wrangelstraße. Beide sind ledig geblieben, haben die deutsche Staatsangehörigkeit und gehören der jüdischen Konfession an. Im November 1941 müssen die Geschwister mit allen anderen Bewohnern des Heims in das Jüdische Blinden- und Taubstummenheim nach Weißensee ziehen. Am 9. September 1942 musste Hertha Friedländer die Vermögenserklärung ausfüllen. Keine der Fragen nach ihrem Vermögen wurde beantwortet, sie war allerdings in der Lage, die Erklärung zu unterschreiben. Am 10. September 1942 wurde ihr im Blindenheim der Beschluss zugestellt, wonach ihr gesamtes Vermögen beschlagnahmt wurde. Am 14. September 1942 wurde sie mit ihrem Bruder und 14 weiteren früheren Bewohnern des Steglitzer Blindenheims nach Theresienstadt deportiert. In der Deportationsliste wurden Hertha und ihr Bruder Leo als gebrechlich bezeichnet. Am 16. Oktober 1944 wurde Hertha Friedländer von Theresienstadt nach Auschwitz deportiert, wo sie vermutlich sofort ermordet wurde. Eine Nichte, Ruth Rosengarten, errichtete im Jahr 1978 bei Yad Vashem Gedenkblätter für Hertha Friedländer und ihren Bruder Leo. |
|      | Leo Friedländer                                     | Wrangelstraße 6–7                                                     |      | 1. Sep. 2018  | Leo Friedländer kam am 17. Dezember 1889 in Rawitsch als Sohn des Handelsmannes Isidor Friedländer und seiner Frau Klara geborene Lewy zur Welt. Seine Geschwister waren Metha (1884), Hermann (1886), Erna (1888) und Hertha (1893). Leo Friedländer war zumindest erheblich sehbehindert wie auch seine Schwester Hertha. Über seinen Lebensweg wissen wir nichts, erst bei der Volkszählung 1939 werden sie erwähnt: sie leben beide im Jüdischen Blindenheim in der Steglitzer Wrangelstraße. Beide sind ledig geblieben, haben die deutsche Staatsangehörigkeit und gehören der jüdischen Konfession an. Im November 1941 müssen die Geschwister mit allen anderen Bewohnern des Heims in das Jüdische Blinden- und Taubstummenheim nach Weißensee ziehen. Am 9. September 1942 musste Leo Friedländer die Vermögenserklärung ausfüllen. Keine der Fragen nach seinem Vermögen wurde beantwortet, er war allerdings in der Lage, die Erklärung zu unterschreiben. Am 10. September 1942 wurde ihnen im Blindenheim der Beschluss zugestellt, wonach ihr gesamtes Vermögen beschlagnahmt wurde. Am 14. September 1942 wurde Leo mit seiner Schwester und 14 weiteren früheren Bewohnern des Steglitzer Blindenheims nach Theresienstadt deportiert. In der Deportationsliste wurden Hertha und ihr Bruder Leo als gebrechlich bezeichnet wurde. Leo Friedländer starb am 21. Juli 1943 in Theresienstadt, angeblich an Bronchitis und Kachexie. |
|      | Lina Friedländer                                    | Zimmermannstraße 7                                                    |      | 29. Okt. 2020 | Lina Hirschmann kam am 17. April 1882 in Ratzebuhr / Neustettin / Pommern als Tochter des Kantors Salomon Hirschmann und seiner Frau Jenny geborene Hofsigowitz Benjamin zur Welt. Sie hatte mindestens zehn Geschwister: Rosa Rosemalge (1877 in Nidden / Memel / Ostpreußen), Paula (1879 in Ratzebuhr), Adolf (1880 in Ratzebuhr), Berta Blümche (1884 in Rawitsch), Benno (1886 in Guttentag), Flora (1889 in Guttentag / Lublinitz), Ismar (1892 in Guttentag). Nach dem Tod von Jenny heiratete Salomon Selma Pick und sie hatten noch drei Kinder zusammen: Elfriede (1893 in Guttentag), Hanna (1895 in Guttentag) und Ernst (1897 in Guttentag). Lina wurde Verkäuferin und lebte 1908 im Haushalt ihrer Schwester Rosa verheiratete Marmor in Lichterfelde, Osdorfer Straße 8. Am 4. Dezember 1908 kam Linas Sohn Rudi Adolf Hirschmann nichtehelich zur Welt. Aufgezogen wurde Rudi im Wesentlichen von Linas Schwester Rosa. Lina Hirschmann heiratete Rudis jüdischen Vater Herbert Friedländer, die Ehe ging 1926 auseinander und wurde 1939 geschieden. Lina lebte 1939 alleine als Untermieterin in der Zimmermannstraße 7 bei Frieda Friedmann. Am 15. August 1942 wurde die 60-jährige Lina Friedländer mit dem 18. Osttransport, Zug Da 401 von Berlin nach Riga, Lettland, deportiert. Dort wurde sie am 18. August 1942 ermordet. Ihr Vater, ihre Geschwister, deren Ehepartner und Nachkommen wurden ermordet. Nur drei Kinder ihrer Schwester Berta Heilbrunn geb. Hirschmann, Walter, Ruth und Elli Heilbrunn und ihr Sohn Rudi Hirschmann überlebten. |
|      | Louis Friedländer                                   | Wrangelstraße 6–7                                                     |      | 12. Nov. 2016 | Louis Friedländer wurde am 1. Oktober 1880 in Bujakow (Oberschlesien) geboren. Er war das erste von zwölf Kindern der Eheleute Berthold Friedländer und Charlotte Sittner. Als Kleinkind hatte er die Masern und verlor dadurch sein Augenlicht. Die Familie Friedländer war um 1910 in Berlin ansässig, zuletzt in Weißensee. Louis lebte und arbeitete in der Jüdischen Blindenanstalt für Deutschland e. V. in der Wrangelstraße 6/7 in Steglitz. Dort stellte er Bürsten und Besen her. Viele Jahre ist er unbeschwert durch Berlin gefahren, Louis kam mit seiner Behinderung gut zurecht. Er fuhr jeden Sonntag mit den öffentlichen Verkehrsmitteln nach Weißensee, um seine Mutter zu besuchen, wo er auch seine Geschwister traf. Der Vater Berthold war bereits 1920 gestorben. 1941 musste er mit vielen Mitbewohnern das Jüdische Blindenheim in der Wrangelstraße verlassen und in das Blindenheim nach Weißensee, Parkstraße 22, ziehen. Von dort wurde Louis Friedländer am 14. September 1942 nach Theresienstadt deportiert. Die Transportnummer war 7252 I/65. Es wurden 1000 Menschen deportiert, von denen nur 45 überlebten. In der Gedenkstätte Theresienstadt ist dokumentiert, dass Louis im Blindenhaus Q 319 untergebracht war. Drei Monate nach seiner Ankunft starb er mit 62 Jahren am 15. Dezember 1942. Mehrere Geschwister überlebten in den USA. |
|      | Frieda Dorothea Friedmann                           | Zimmermannstraße 7                                                    |      | 29. Okt. 2020 | Frieda Dorothea Brodnitz kam am 17. Mai 1885 in Berlin als drittältestes Kind der Eheleute Isidor Brodnitz und seiner Frau Helene geborene Brodnitz zur Welt. Ihre älteren Schwestern waren Gertrud (1881) und Käthe (1884), die jüngeren Geschwister waren Karl Benno (1888) und Lilly Charlotte (1897). Frieda heiratete 1914 den Oberbaurats-Beamten Max Friedmann aus Frankfurt/Oder. Das Paar gehörte der evangelischen Glaubensgemeinschaft an. Am 5. Juni 1916 kam in Frankfurt/Oder der Sohn Helmuth auf die Welt, er wurde evangelisch getauft. Anfang der 1930er Jahre zog die Familie nach Berlin in die Zimmermannstraße 7 in eine 4,5-Zimmer-Wohnung. Max Samuel Friedmann ging in Pension, vielleicht wurde er auch vorzeitig aus dem Dienst gedrängt. Max Friedmann starb am 15. April 1939, ebenfalls im Frühjahr 1939 emigrierte der Sohn Helmuth nach Brasilien. Friedas verwitwete Schwester Gertrud zog 1940 zu ihr und seit 1939 wohnte die Untermieterin Lina Olga Friedländer bei ihr. Aufgrund der Repressionen gegen die jüdische Bevölkerung mussten die Geschwister Brodnitz das ererbte Grundstück Liesenstraße weit unter Wert verkaufen, auch mussten sie die Judenvermögensabgabe und die Reichsfluchtsteuer zahlen. Am 1. Juli 1942 erhielten Frieda und ihre Schwester Gertrud die Mitteilung, dass ihr gesamtes Vermögen als „Vermögen von Reichsfeinden“ eingezogen wurde. Am 4. August 1942 befanden sich beide schon im Sammellager Große Hamburger Straße und am 6. August 1942 wurden sie nach Theresienstadt deportiert. Gertrud Curth hielt unter den erbärmlichen Bedingungen bis zum 30. Oktober 1942 durch, Frieda Friedmann bis zum 15. Februar 1943. Todesursache war bei beiden angeblich „Darmkatarrh“. |
|      | Hirsch Glasstein                                    | Kreuznacher Straße 9                                                  | Lage | 10. Juli 2015 | Heinz Hirsch Glasstein wurde im Jahr 1895 in einer jüdischen Familie geboren, vermutlich auf dem Gebiet des damaligen Russlands. Er wurde Kaufmann und heiratete Rosa Neuhaus. Ihre Tochter Ruth kam 1923 auf die Welt. 1931 und 1932 wohnte die Familie in Steglitz, Kreuznacher Straße 9. 1934 emigrierte die Familie über Italien nach Palästina. |
|      | Rosa Glasstein                                      | Kreuznacher Straße 9                                                  | Lage | 10. Juli 2015 | Rosa Neuhaus kam 1894 in einer jüdischen Familie zur Welt. Sie heiratete den Kaufmann Heinz Hirsch Glasstein, ihre Tochter Ruth wurde 1923 geboren. 1931 und 1932 wohnte die Familie in Steglitz, Kreuznacher Straße 9. 1934 emigrierte die Familie über Italien nach Palästina. |
|      | Ruth Glasstein                                      | Kreuznacher Straße 9                                                  | Lage | 10. Juli 2015 | Ruth Glasstein kam 1923 als Tochter des Kaufmanns Heinz Hirsch Glasstein und seiner Frau Rosa geborene Neuhaus zur Welt. Von 1929 bis 1934 besuchte Ruth die Grundschule in der Gritznerstraße (heute Dunant-Grundschule), die Familie lebte 1931 und 1932 in der Kreuznacher Straße 9. 1934 emigrierte die Familie über Italien nach Palästina. |
|      | Siegbert Goldbarth                                  | Wrangelstraße 6–7                                                     |      | 1. Juni 2017  | Siegbert Goldbarth wurde am 6. September 1896 als jüngstes von vier Kindern in Berlin geboren. Seine Eltern waren Moses und Emilie (geb. Graetz) Goldbarth, die beide aus Samter, Kreis Posen in Polen stammten. Er hatte zwei Brüder – Rudolf und Arthur, geboren 1893 und 1889 und eine Schwester: Hertha, geboren 1884. Siegbert war – vermutlich seit seiner Geburt – taub. Mit sechs oder acht Jahren erkrankte er an Gehirnhautentzündung, mit fünfzehn wurde Nachtblindheit diagnostiziert und mit 21 Jahren zog er in die Jüdische Blindenanstalt in Berlin-Steglitz. Er arbeitete dort als Bäcker, später als Bürstenmacher. Zu dieser Zeit – in den dreißiger Jahren – lebten seine Eltern in Bromberg (ab 1919 polnisch), ebenso wie seine Brüder, die beide promovierte Ärzte waren. Nur Siegberts Schwester Hertha lebte auch in Berlin. Sie hatte drei Söhne. Der jüngste war Heinz, geboren 1917. Nachdem ein Antrag des Kreisarztes von Berlin-Steglitz auf „Unfruchtbarmachung“ von Siegbert Goldbarth gestellt wurde, war es Hertha, die versuchte, ihrem Bruder zu helfen. Hertha und ein Pfleger legten gegen einen entsprechenden Beschluss der Charité Einspruch ein und begleiteten Siegbert zum Gericht. Obwohl Siegberts Blindheit keine erbliche Krankheit war, wurde der Einspruch zurückgewiesen. Siegbert wurde im August 1936 sterilisiert. Wie alle anderen Bewohner des Blindenheims musste er im Jahr 1941 in das „Jüdische Blinden- und Taubstummenwohnheim“ in Berlin-Weißensee, Parkstraße 22, umziehen. In dieser Zeit arbeitete Siegbert als Bürsteneinzieher in der Blindenwerkstatt Otto Weidt. Kurz vor der Deportation musste er noch in die Auguststraße 14–16 im Stadtbezirk Mitte ziehen. Am 9. Dezember 1942 wurde Siegbert Goldbarth nach Auschwitz deportiert. Sein Todeszeitpunkt ist nicht bekannt. Die Eltern von Siegbert wurden in Bromberg im Jahr 1940 ermordet. Der Bruder Rudolf starb mit seiner Frau Gertrud geborene Gappe und den Töchtern Dorothea und Ruth im Warschauer Ghetto. Auch der Bruder Arthur wurde im Holocaust ermordet, Ort und Zeitpunkt sind nicht bekannt. Hertha und ihre drei Söhne konnten emigrieren, Hertha starb 1954 in Argentinien. Heinz’ Nachkommen leben heute in Israel. |
|      | Richard Goldberg                                    | Kissinger Straße 17                                                   |      | 23. Juni 2023 | Richard Goldberg kam am 11. März 1888 in Neuhaus an der Elbe als Sohn des Kaufmanns Bernhard Goldberg und seiner Frau Klara geborene Seckel auf die Welt. Seine Geschwister waren Erna (geboren 16. Mai 1890), Walter (geboren am 23. März 1893) und Kurt (geboren am 21. Januar 1895). Richard wurde Kaufmann und zog nach Berlin. Dort heiratete er am 9. Januar 1913 Alice Friedmann, die Tochter Gerda kam am 22. Mai 1916 zur Welt. Sein Bruder Kurt fiel im Ersten Weltkrieg. Nach 1918 war Richard Goldberg als „Reisender in Textilien“ für die Firma Friedlaender unterwegs. Die Familie bewohnte eine „solide eingerichtete“ 3-Zimmer-Wohnung in der Kissinger Straße 17 in Steglitz. Am 10. April 1937 starb Alice Goldberg. Richard Goldberg musste am 2. September 1941 als Untermieter in ein möbliertes Zimmer in der Judenwohnung Würzburger Straße 7 bei Haymann ziehen. Er leistete Zwangsarbeit bei der Lack- und Farbenfabrik Warneck & Böhm in Weißensee, später als „begleitender jüdischer Ordner“ bei der Speditionsfirma Erich Scheffler in der Großen Präsidentenstraße 9. Am 30. Juni 1943 wurde Richard Goldberg mit dem 93. Alterstransport nach Theresienstadt deportiert. Sein Vermögen betrug noch 25 Mark, sein Name stand als Nr. 46 auf der Transportliste. Am 15. Mai 1944 wurde Richard Goldberg mit dem Transport Dz 610 von Theresienstadt in das Vernichtungslager Auschwitz-Birkenau überstellt und dort vermutlich sogleich ermordet. Seine Tochter Gerda wurde Kontoristin, heiratete Emil Scheidlinger, die Tochter Chana (Hanna) wurde 1938 in Berlin geboren. Die Familie emigrierte nach Shanghai und 1947 in die USA. Seine Schwester Erna wurde am 6. Dezember 1941 von Hamburg nach Riga deportiert und dort ermordet. Sein Bruder Walter lebte in Hamburg, heiratete zweimal und hatte fünf Kinder. Er wurde am 25. Oktober 1941 nach Lodz deportiert und dort am 1. April 1942 ermordet. Für Erna und Walter Goldberg wurden 2013 in Hamburg Stolpersteine verlegt. |
|      | John Josef Goldschmidt                              | Schützenstraße 53                                                     |      | 12. Nov. 2016 | John Joseph Goldschmidt kam am 26. Juni 1893 in Jedwilleiten/Neu Bogdahnen als Sohn des Hirsch Joseph Goldschmidt und seiner Frau Sahra geborene Lauterstein zur Welt. Nach dem Abitur wollte er in Berlin studieren, machte dann aber eine kaufmännische Ausbildung. Von ca. 1925 bis 1930 betrieb er ein Tabakwarengeschäft und danach war er selbstständiger Vertreter für Zigarren, Zigaretten und Tabak, was er etwa 1934 aufgeben musste. In erster Ehe war John Joseph Goldschmidt mit Emma Elise Elsbeth Rohde verheiratet. Ihr gemeinsamer Sohn Herbert Heinz Willi wurde am 1. März 1926 geboren. Die Ehe wurde 1933 geschieden; Herbert legte sich 1942 den Namen „Schmohl“, den Namen des zweiten Ehemannes seiner Mutter als Tarnung zu. Den Namen ließ er 1949 legalisieren. Am 20. Dezember 1933 heiratete John Joseph Goldschmidt Charlotte Ida Geschonneck, geboren am 19. Mai 1905 in Saalfeld. Zusammen hatten sie zwei Töchter, Inge Erika wurde am 11. April 1930 geboren und Lieselotte Eva folgte am 14. Februar 1933. Die Familie lebte in der Kufsteiner Straße in Schöneberg. Das Paar trennte sich offiziell Ende der 30er Jahre. John Joseph Goldschmidt zog in die Schützenstraße 53 zu Betty Singer. Seine Ehe wurde am 13. Februar 1942 wegen „beiderseitigen Verschuldens“ geschieden, vermutlich wollte John Joseph Goldschmidt seine Frau und die Töchter zu schützen, denn 1958 wurde die Ehe mit Wirkung zum 19. Mai 1942 neuerlich geschlossen. Nach Aufgabe seiner Tätigkeit als Tabakwarenhändler folgten unselbständige Arbeitsverhältnisse, u. a. bei der Erwege Grosseinkaufs-Genossenschaft eGmbH im Einkauf. In der Zeit von 1940 bis 1944 leistete er Zwangsarbeit bei der Berliner S-Bahn. Die Wohnung in der Schützenstraße musste er verlassen und lebte dann bei Alfons Hopp in der Potsdamer Straße. Am 13. Februar 1943 wurde John Joseph Goldschmidt von der Gestapo abgeholt und in das Sammellager Gerlachstraße gebracht. Nach vier Wochen erreichte seine Ehefrau Charlotte durch Gespräche mit Oberscharführer Tuberke, dem damaligen Leiter des Lagers, seine Freilassung. Von Oktober 1943 bis zu seiner Deportation lebte er bei Herrn Löwenthal in der Neuen Königstraße 89 (die heutige Otto-Braun-Straße). Die Familie besuchte ihn und an manchen Abenden, wenn es dunkel war, kam er auch zu ihr. Am 10. Januar 1944 wurde er erneut von der Gestapo abgeholt und über das Sammellager in der Großen Hamburger Straße am 11. Januar 1944 nach Theresienstadt deportiert. Er wurde in das Außenlager Wulkow gebracht und als er nicht mehr arbeitsfähig war, wurde er am 28. September 1944 von Theresienstadt aus nach Auschwitz direkt in die Gaskammer deportiert. |
|      | Hadassa Graber                                      | Kieler Straße 5                                                       |      | 12. Juli 2019 | Hadassa Altschüler kam in Sadowa Wisznia/Galizien in einer jüdischen Familie zur Welt, ihr Vater hieß vermutlich Yaakov. Sie heiratete Josef Graber und zog mit ihm nach Berlin. Ihr Mann betrieb 1915 in Steglitz, Mittelstraße 1, eine Strumpfstrickerei. Am 3. April 1918 wurde ihr Sohn Samuel in Steglitz geboren. Josef Graber betrieb außer der Strumpfstrickerei ein eigenes Strumpfgeschäft, ab 1922 in der Steglitzer Albrechtstraße Nr. 118. Dieses blieb dort bis 1932, dann musste Josef Graber offensichtlich den Strumpfhandel einstellen, 1934 firmierte er als Kaufmann unter der Anschrift Zimmermannstraße 8, ab 1935 in der Kieler Straße 5. Sie nahmen eine Untermieterin auf: Cäcilie Michel geborene Kronenberg. Am 2. April 1942 wurde Hadassa Graber zusammen mit ihrem Mann und ihrem Sohn nach Warschau ins Getto deportiert, von allen dreien ist kein Todesdatum bekannt. |
|      | Josef Graber                                        | Kieler Straße 5                                                       |      | 12. Juli 2019 | Josef Bär Graber kam am 4. Juni 1885 in Przemysl / Polen nichtehelich als Sohn der Golda Graber zur Welt. Er besuchte eine Realschule, dann zog er nach Berlin. 1915 wurde er im Adressbuch von Berlin vermerkt, da betrieb er in Steglitz in der Mittelstraße 1 eine Strumpfstrickerei. Wann und wo er Hadassa Altschüler geheiratet hat, ist unbekannt. Am 3. April 1918 wurde ihr Sohn Samuel in Steglitz geboren. Josef Graber betrieb außer der Strumpfstrickerei ein eigenes Strumpfgeschäft, ab 1922 in der Steglitzer Albrechtstraße Nr. 118. Dieses blieb dort bis 1932, dann musste Josef Graber offensichtlich den Strumpfhandel einstellen, 1934 firmierte er als Kaufmann unter der Anschrift Zimmermannstraße 8, ab 1935 in der Kieler Straße 5. Sie nahmen eine Untermieterin auf: Cäcilie Michel geborene Kronenberg. Am 2. April 1942 wurde Josef Graber zusammen mit seiner Frau und seinem Sohn nach Warschau ins Getto deportiert, die Todesdaten sind unbekannt. |
|      | Samuel Graber                                       | Kieler Straße 5                                                       |      | 12. Juli 2019 | Samuel Graber kam am 3. April 1918 in Berlin als Sohn des Strumpfwarenfabrikanten Josef Graber und dessen Frau Hadassa geborene Altschüler zur Welt. Nach der Grundschule besuchte er eine Oberrealschule und eine Kaufmännische Berufsschule. 1939 wohnte er noch bei seinen Eltern in der Kieler Straße 5. Zusammen mit ihnen wurde er am 2. April 1942 nach Warschau ins Getto deportiert wo er zu einem unbekannten Zeitpunkt ermordet wurde. |
|      | Georg Hammerstein                                   | Ahornstraße 3                                                         | Lage | 10. Juni 2009 | Georg Hammerstein wurde am 16. Februar 1883 in Berlin als Sohn von Leopold Eliezer Hammerstein und seiner Frau Adele geborene Goldmann geboren. Die Familie lebte bereits seit der Jahrhundertwende in der Ahornstraße 3. Nach dem Tod seiner Eltern übernahm Georg Hammerstein die Wohnung. 1921 heiratete er Irma Johanna Angress, die Kinder Eliezer Günter und Gisela wurden geboren. Georg Hammerstein arbeitete für die Firma Nauenberg & Rieß, während des Nationalsozialismus war er bei der Jüdischen Gemeinde beschäftigt. Die Kinder konnten im Frühjahr 1939 nach Palästina auswandern. Georg Hammerstein leistete Zwangsarbeit bei der Deutsche Waffen- und Munitionsfabriken AG in Borsigwalde. Am 28. Februar 1943 wurde er im Rahmen der „Fabrikaktion“ verhaftet und in die Sammelstelle Levetzowstraße verschleppt. Am 2. März 1943 wurde er mit dem 32. Osttransport aus einer Judenwohnung in der Wiesenerstraße 35 im Bezirk Tempelhof in das KZ Auschwitz deportiert. und dort ermordet. Sein Sohn Eliezer Günter hat für ihn im Jahr 2001 bei Yad Vashem ein Gedenkblatt mit einem Foto eingereicht |
|      | Irma Hammerstein                                    | Ahornstraße 3                                                         | Lage | 10. Juni 2009 | Irma Johanna Angres kam am 23. Oktober 1887 in Berlin als Tochter ihrer jüdischen Eltern Jacob Angres und Bertha geborene Brauer auf die Welt. Sie heiratete Georg Hammerstein, die Kinder Eliezer Günter und Gisela wurden geboren. Irma Johanna Hammerstein war eine sportliche Frau, die sich für Natur, Archäologie und Philosophie interessierte. Sie war aktive Sozialdemokratin. Ihre beiden Kinder konnten im Frühjahr 1939 nach Palästina auswandern. Irma Johanna Hammerstein wurde getrennt von ihrem Mann am 6. März 1943 mit dem 35. Osttransport aus einer Judenwohnung in der Wiesenerstraße 35 in Tempelhof nach Auschwitz deportiert. und dort ermordet. Ihr Sohn Eliezer Günter hat für sie im Jahr 2001 bei Yad Vashem ein Gedenkblatt mit einem Foto eingereicht |
|      | Recha Hartwig                                       | Schönhauser Straße 23                                                 |      | 15. Nov. 2023 | Recha Weiss genannt Fuhrmann kam am 22. November 1881 in Leipzig als Tochter des Pelzwarenhändlers Benjamin Leib Weiss genannt Fuhrmann und seiner Frau Amalie geborene Mossner zur Welt. Ihre Geschwister waren Rosa (1868), Helene (1875), Max Paul (1876) und Alex Zadik (1887). Recha wurde Wirtschafterin und heiratete 1904 in Berlin den nichtjüdischen Radrennfahrer Otto Emil Willy Hartwig, der am 8. Oktober 1877 in Joachimsthal bei Angermünde geboren war. Sie wohnten in Steglitz in der Schönhauser Straße 24 III. Ihr Mann arbeitete später als Schrittmacher bei Radrennen. Er starb am 4. Januar 1942. Recha Hartwig wurde am 2. April 1942 nach Warschau ins Ghetto deportiert. Ihr Todesdatum ist unbekannt. |
|      | Hanne Hecht                                         | Schützenstraße 4                                                      |      | 18. Feb. 2022 | Hannelore (Hanne) Hecht kam am 18. Oktober 1920 in Berlin als Tochter von Simon Hecht und seiner nichtjüdischen Frau Selma geborene Halbeck zur Welt. Der Vater betrieb einen Waschsalon in der Tauentzienstraße 4, bis er 1922 verstarb. 1923 heiratete ihre Mutter den Kaufmann Hermann Rosengarten, sie zogen zu ihm nach Steglitz in die Schützenstraße 4. Aus erster Ehe hatte dieser eine Tochter Alice (9. Mai 1918), die bei ihrer Mutter lebte. Seit 1921 betrieb Hermann einen Schuhwarenhandel. 1929 starb Hermanns Vater, seine verwitwete Mutter Salomea zog zu ihrem Sohn. Anfang der 1930er Jahre eröffnete Hermann mit Selma ein Radio- und Musikapparate-Geschäft in der Müllerstraße 182/183 im Wedding. Selma Rosengarten arbeitete dort als Verkäuferin und hatte Anteil an der Geschäftsführung. Der am 1. April 1933 staatlich angeordneten Boykott jüdischer Geschäfte betraf auch das Geschäft in der Müllerstraße und Hermann Rosengarten. Hermann Rosengarten emigrierte am 5. April 1933 in die Niederlande. Hannes Mutter Selma wickelte noch das Geschäft in der Müllerstraße ab, dann folgten Hanne mit ihrer Mutter und der Stiefoma Salomea am 3. Juni 1933 nach Amsterdam, sie wohnten in der Beethovenstraat 148. 1935 floh auch Hermanns Tochter Alice nach Amsterdam. Sie heiratete am 17. Mai 1939 in Amsterdam Kurt Essinger (16. März 1904 in München). Am 1. Januar 1941 wurde ihr Sohn Robert geboren. Hanne Hecht heiratete 1941 Meijer Frank. Im August 1942 wurde Hannes Stiefschwester Alice beim Fluchtversuch von den Niederlanden in die Schweiz in Belgien verhaftet, am 29. August 1942 wurden sie, ihr Ehemann Kurt, sein Bruder Julius, dessen Ehefrau Edith und ihre zweijährige Tochter Evelyne nach Auschwitz deportiert und ermordet. Alices kleiner Sohn Robert und auch der nur vier Monate alte Sohn René von Alices Schwägerin Edith wurden durch holländische Freunde versteckt und gerettet. Robert wurde später von Alices Mutter Selma, die 1939 noch emigrieren konnte, in die USA geholt. Am 7. November 1942 wurden Hannes Stiefvater Hermann Rosengarten und ihre Stiefgroßmutter Salomea verhaftet und in Kamp Westerbork interniert. Am 10. November wurden sie nach Auschwitz deportiert und ermordet. Hannes Ehemann Meijer Frank wurde ebenfalls nach Auschwitz deportiert und starb dort im Januar 1945. Hanne Hecht und ihre Mutter Selma Rosengarten wohnten weiterhin in den Niederlanden. Selma Rosengarten starb 1975, Hanne heiratete später den 20 Jahre älteren Max Strauss und starb 1983. |
|      | Else Heimann                                        | Albrechtstraße 83A                                                    |      | 9. Nov. 2023  | Else Tockuss kam am 26. März 1881 in Breslau als zweites Kind des David Tockuss und seiner Frau Hedwig geborene Loewe zur Welt. Sie hatte eine Schwester Minna (1879), eine Schwester Emilie Viktoria (1882) und einen Bruder Fritz (1889). David Tockuss war Schokoladen- und Zuckerwarenfabrikant und führte in der Nikolaistraße unweit des Königsplatzes das renommierte Breslauer Geschäft Ed. Stephan Nachfahren. Als Hedwig Tockuss 1892 starb, heiratete Elses Vater ein zweites Mal. Aus dieser Ehe mit Bertha Henczinski stammen die beiden Brüder Herbert und Karl sowie die Schwester Lisbet. Else heiratete den Kaufmann Siegfried (Fritz) Heimann und lebte ab 1906 in der Warschauer Straße in Gnesen. Hier kam im Februar 1909 als einziges Kind ihre Tochter Margot zur Welt. Anfang der 1920er Jahre zog Familie Heimann nach Berlin in die Albrechtstraße 83a in Steglitz. Margot Heimann wurde Kontoristin und heiratete 1937 den 1903 in Preußisch Holland geborenen Erich Hoffmann. Mit ihm emigrierte sie in den späten 1930er Jahren zunächst nach Shanghai, nach dem Krieg 1947 dann in die USA. Else und Siegfried Heimann aber blieben in Steglitz und in der Albrechtstraße 83a. Sie wurden am 19. Januar 1942 mit dem 9. Osttransport von Berlin nach Riga deportiert. Von den annähernd 1000 Deportierten dieses Transportes überlebten nur neun den Holocaust. Else und Siegfried Heimann aber wurden ermordet. Elses Schwester Viktoria Emilie wurde 1942 in Lublin ermordet. |
|      | Siegfried Heimann                                   | Albrechtstraße 83A                                                    |      | 9. Nov. 2023  | Siegfried Heimann kam am 30. April 1880 als erster Sohn von Louis Heimann und seiner Frau Lina geborene Kupfer in Schmiegel, einer Kleinstadt rund 70 Kilometer südwestlich von Posen, auf die Welt. Sein Vater war Kaufmann. In den folgenden Jahren kamen seine Schwestern Elsa, Gertrud und Hedwig zur Welt. Als seine Mutter starb, heiratete Louis Heimann ein zweites Mal. Aus dieser Ehe mit Friederike Kupfer stammen zwei weitere Schwestern, Karoline und Hertha. Siegfried wurde Kaufmann und heiratete Else Tockuss. Sie lebten ab 1906 in der Warschauer Straße in Gnesen. Hier kam im Februar 1909 als einziges Kind ihre Tochter Margot zur Welt. Anfang der 1920er Jahre zog Familie Heimann nach Berlin in die Albrechtstraße 83a in Steglitz. Margot Heimann wurde Kontoristin und heiratete 1937 den 1903 in Preußisch Holland geborenen Erich Hoffmann. Sie emigrierten in den späten 1930er Jahren zunächst nach Shanghai, nach dem Krieg 1947 dann in die USA. Else und Siegfried Heimann aber blieben in Steglitz und in der Albrechtstraße 83a. Sie wurden am 19. Januar 1942 mit dem 9. Osttransport von Berlin nach Riga deportiert. Von den annähernd 1000 Deportierten dieses Transportes überlebten nur neun den Holocaust. Else und Siegfried Heimann aber wurden ermordet. |
|      | Rosalie Herbst                                      | Albrechtstraße 38                                                     |      | 26. Apr. 2014 | Rosalie Herbst wurde am 17. April 1868 in Preußisch-Stargard in eine jüdische Familie geboren. Sie blieb ledig und führte bis 1931 vermutlich einen Laden in der Lichterfelder Knesebeckstraße 10. Sie wird ihn dann aus Altersgründen aufgegeben haben und wohnte bei Familie Blumenthal in der Albrechtstraße 38. Am 14. September 1942 wurde sie mit dem 2. großen Alterstransport nach Theresienstadt deportiert, am 24. Januar 1943 wurde sie dort ermordet. |
|      | Clara Hermann                                       | Muthesiusstraße 20                                                    |      | 25. Juni 2015 | Clara Mosberg kam am 30. November 1866 in Hagen (Westfalen) in einer jüdischen Familie zur Welt. Sie hatte zumindest noch einen Bruder Max. Sie zog nach Berlin und heiratete Moritz Hermann, der Vertreter für Seifen- und Parfümeriewaren war. Seit 1910 wohnten Clara und Moritz Hermann in der Miquelstraße 20, die später in Muthesiusstraße umbenannt wurde. Das Ehepaar hatte zumindest einen Sohn, der später in die USA auswanderte. Claras Mann Moritz starb, 1940 musste Clara Hermann die Wohnung in der Muthesiusstraße verlassen. Sie zog als Untermieterin zu Georg Hoffmann in die Kleiststraße 8. Am 10. Juli 1942 wurde Clara Hermann nach Theresienstadt deportiert, wo sie am 19. März 1943 ermordet wurde. |
|      | Adolf Abraham Heustein                              | Wrangelstraße 6–7                                                     |      | 2. Dez. 2017  | Adolf Abraham Heustein kam am 5. Oktober 1874 in Przemysl/Galizien als Sohn von Leyser Heustein und Betty geborene Frischmann zur Welt. Nach Beendigung der Volksschule machte er eine Lehre als Tapezierer und Dekorateur. Mit 19 Jahren diente er im österreichischen Militär und wurde 1898 entlassen. 1899 und 1900 arbeitete er in Ungarn als Dekorateurgehilfe und ging 1901 nach Przemysl zurück, um bei einer Waffenübung im österreichischen Heer mitzumachen. Am 2. Mai 1901 heiratete er dort Eva Halpern. Seit 1902 lebte das Paar in Berlin. Sie bekamen zwei Kinder: Dagobert (1904) und Ruth (1912). Bei Beginn des Krieges wurde er wieder vom österreichischen Heer eingezogen und im November 1918 als Unteroffizier entlassen. Er stellte 1922 in Berlin „untertänigst“ den Antrag, in den preußischen Staatsverband aufgenommen zu werden, der Antrag wurde abgelehnt. 1935 starb seine Frau Eva, ab 1938 wohnte Abraham Heustein im Jüdischen Blindenheim in Steglitz, offensichtlich, ohne blind zu sein. Er wurde am 16. Juli 1942 aus dem Jüdischen Blinden- und Taubstummenheim in Weißensee nach Theresienstadt deportiert, wo er am 31. Juli 1943 ermordet wurde. Der Sohn Dagobert emigrierte im Jahr 1934 nach Palästina, seine Schwester Ruth, verheiratete Fertig, starb am 18. Februar 1942 in Ravensbrück. |
|      | Helene Holzheim                                     | Björnsonstraße 20                                                     | Lage | 10. Mai 2011  | Helene Levy wurde am 27. Juli 1904 in Deutsch Krone in Westpreußen als Tochter jüdischer Eltern geboren. 1932 heiratete sie Willy Holzheim, der ebenfalls aus Deutsch Krone stammte. Ihr Sohn Ludwig wurde am 2. Dezember 1935 noch in Deutsch Krone geboren. Danach zog die Familie nach Berlin, vermutlich weil sie glaubte, in der Großstadt unbemerkt leben und sich vor den Angriffen der Nationalsozialisten schützen zu können. Willy Holzheim musste Zwangsarbeit bei der Reichsbahn leisten und kam am 27. Juni 1941 auf dem S-Bahnhof Priesterweg laut Todesurkunde bei einem Unfall ums Leben, er wurde am 2. Juli 1941 auf dem Jüdischen Friedhof Weißensee beigesetzt. Helene Holzheim wurde am 3. März 1943 zusammen mit ihrem 7-jährigen Sohn Ludwig nach Auschwitz deportiert und dort ermordet. |
|      | Ludwig Holzheim                                     | Björnsonstraße 20                                                     | Lage | 10. Mai 2011  | Ludwig Holzheim wurde am 2. Dezember 1935 in Deutsch Krone in Westpreußen als Sohn von Willy Holzheim und Helene geborene Levy geboren. Seine Eltern zogen mit ihm nach Berlin. Sein Vater kam am 27. Juni 1941 durch einen Unfall bei der Zwangsarbeit für die Reichsbahn ums Leben und wurde am 2. Juli 1941 auf dem Jüdischen Friedhof Weißensee beigesetzt. Ludwig Holzheim wurde im Alter von 7 Jahren zusammen mit seiner Mutter Helene am 3. März 1943 nach Auschwitz deportiert und dort ermordet. |
|      | Selma Huth                                          | Björnsonstraße 20                                                     | Lage | 10. Mai 2011  | Selma Simon wurde am 21. Oktober 1886 in Köln in eine jüdische Familie geboren. Sie heiratete Adolf Hohenstein, der Eigentümer des Hauses Björnsonstraße 20 in Steglitz war. Sie hatten eine Tochter Marie, die am 21. April 1911 geboren wurde; sie war von Beruf Stenotypistin. Die Ehe von Selma und Adolf Hohenstein wurde geschieden. Beide heirateten erneut, Adolf heiratete Olga Hohenstein, die nach dessen Tod im Jahr 1937 nach Afrika auswanderte. Selma heiratete Herrn Huth, dessen Vorname unbekannt ist. Am 2. Oktober 1938 starb die Tochter Marie. Aufgrund dieser Konstellation erbte Selma Hohenstein einen großen Anteil an dem Haus Björnsonstraße 20. 1941 wurde Selma Hohenstein gezwungen, diesen Anteil zu verkaufen. Sie wurde am 9. Dezember 1942 nach Auschwitz deportiert und dort ermordet. |
|      | Dorothea Jacoby                                     | Feuerbachstraße 23                                                    |      | 12. Mai 2016  | Dorothea Jacoby kam am 26. Februar 1855 in Heydekrug/Ostpreußen als Tochter des Kaufmanns Daniel Jacoby und seiner Frau Rosalie geborene Jacobsohn zur Welt. Sie hatte noch jüngere Schwestern: Fanny, geboren 1857, Henriette, geboren 1860, und Therese, geboren 1862. Dorothea blieb ledig und besuchte das Lehrerseminar für die Höhere Töchterschule in Tilsit. Sie und ihre Schwestern zogen nach Berlin. Seit 1931 wohnte ihre verwitwete Schwester Henriette Putschinski in der Feuerbachstraße 23 (damals Feldstraße 19) Hochparterre, 1939 lebten alle vier Schwestern dort, zwei von ihnen waren verwitwet. 1939 starb ihre Schwester Fanny, 1941 folgte ihr Henriette. Dorothea Jacoby musste noch zweimal umziehen: zunächst in das Israelitische Lehrerinnenheim in die Baseler Straße 13 nach Lichterfelde, dann in das Altersheim in der Auguststraße 14–16. Dort lebte bis zu ihrem Tod 1942 auch ihre Schwester Therese. Dorothea Jacoby war die letzte Überlebende der Schwestern. Sie wurde am 2. Februar 1943 mit 26 weiteren Bewohnern des Altersheims nach Theresienstadt deportiert. Dort lebte sie noch mehr als 1 Jahr, sie starb am 26. April 1944 mit 89 Jahren. |
|      | Paul Jaroczynski                                    | Bismarckstraße 64                                                     |      | 6. Dez. 2019  | Paul Jaroczynski kam am 25. September 1873 in Zduny/Kreis Krotoschin im damaligen Preußen als Sohn des Kaufmanns Salomon Jaroczynski und seiner Frau Dorothee geborene Tabaernik zur Welt. Er wurde Kaufmann und heiratete 1904 in Landsberg an der Warthe die Geschäftsinhaberin Pauline Leiser. Damals schrieb sich die Familie Jarotschinski. Das Paar bekam vier Kinder, zwei Söhne und zwei Töchter, die Töchter waren Zwillinge: Ruth Ursula und Ingeborg. Pauline hatte vor ihrer Heirat ein Textil- und Handarbeitsgeschäft in Belgard an der Persante betrieben. Die Eheleute bauten es zum führenden Warenhaus des Kreises Belgard aus. Besonderes Merkmal war ein modernes Café mit aktueller Küchentechnik. Pauline Jaroczynski war für den Einkauf der Konfektions- und Putzmacherartikel zuständig, deswegen musste sie regelmäßig nach Berlin fahren um Modeschauen anzusehen und Verträge abzuschließen. Nach der Machtergreifung der Nazis mussten sie zunächst das Warenhaus verpachten und 1938 zu einem niedrigen Preis verkaufen. Sie zogen nach Berlin-Steglitz in die Bismarckstraße 64 b. 1936 mussten sie aus der Vier-Zimmer-Wohnung in die Cranachstraße 49 ziehen, dann in die Thomasiusstraße 5 und schließlich in die Klopstockstraße 30 Hochparterre bei Hirsch. Von dort wurden Paul und Pauline Jaroczynski am 17. März 1943 in das Ghetto Theresienstadt deportiert und am 16. Mai 1944 weiter in das Vernichtungslager Auschwitz. Alle vier Kinder konnten sich nach Palästina retten. |
|      | Pauline Jaroczynski                                 | Bismarckstraße 64                                                     |      | 6. Dez. 2019  | Pauline Leiser kam am 12. Dezember 1874 in Landsberg an der Warthe (damals Preußen) als Tochter des Fleischermeisters Markus Leiser und seiner Frau Friederike geborene Nathan zur Welt. Sie wurde Kauffrau und betrieb in Belgard an der Persante ein Textil- und Handarbeitsgeschäft. Sie heiratete 1904 in Landsberg an der Warthe den Kaufmann Paul Jaroczynski. Pauline bekam vier Kinder, zwei Jungen und zwei Mädchen, die Zwillinge waren: Ruth Ursula und Ingeborg. Paul Jaroczynski beteiligte sich an dem Kaufhaus, besonderes Merkmal wurde ein angeschlossenes Café mit moderner Küchentechnik. Pauline war insbesondere für den gesamten Einkauf von Konfektions- und Putzmacherartikel verantwortlich. Zu diesem Zweck fuhr sie häufig nach Berlin, wo sie Modenschauen besuchte und Lieferverträge abschloss. Nach der Machtergreifung der Nazis mussten sie zunächst das Warenhaus verpachten und 1938 zu einem niedrigen Preis zu verkaufen. Sie zogen nach Berlin-Steglitz in die Bismarckstraße 64 b. 1936 mussten sie aus der Vier-Zimmer-Wohnung in die Cranachstraße 49 ziehen, dann in die Thomasiusstraße 5 und schließlich in die Klopstockstraße 30 Hochparterre bei Hirsch. Von dort wurden Pauline und Paul Jaroczynski am 17. März 1943 in das Ghetto Theresienstadt deportiert und am 16. Mai 1944 weiter in das Vernichtungslager Auschwitz. Alle vier Kinder konnten sich nach Palästina retten. |
|      | Ruth Josel                                          | Wrangelstraße 6–7                                                     |      | 1. Juni 2017  | Ruth Josel kam am 27. September 1901 in Danzig als Tochter des Fleischermeisters Joseph Josel und seiner Frau Martha auf die Welt. 1905 folgte eine Tochter Frieda, die aber im Alter von 5 Monaten verstarb, und dann gab es noch einen Bruder. Die Eltern Joseph und Martha Josel zogen in den 1930er Jahren wieder nach Graudenz, woher die Familie stammte. Als Ruth Josel 7 Jahre alt war, erblindete sie und besuchte die Blindenschule. Ihr Bruder war ebenfalls beeinträchtigt, er litt an Optikusatrophie. Ruth Josel wurde in der Graudenzer Augenheilanstalt behandelt und in den 1930er Jahren im Krankenhaus in Berlin-Charlottenburg. Die ärztliche Diagnose lautete „beiderseits Atropie und Keratitis“ (Hornhautentzündung). Ruth Josel wurde Bürstenmacherin und lebte in der Jüdischen Blindenanstalt in der Wrangelstraße 6/7, seit wann wissen wir nicht. Sie war 155 cm groß und wog 68 kg, sie hatte ein freundliches Wesen, war besonnen und aufmerksam, es lagen keine Störungen des Denkablaufs vor. Der Kreisarzt von Berlin-Lankwitz zeigte Ruth Josel am 26. Februar 1935 unter Bezug auf das Gesetz zur Verhütung erbkranken Nachwuchses vom 5. Dezember 1933 an, an erblicher Blindheit bzw. Taubheit zu leiden. Dieser Antrag wurde vom Gesundheitsamt abgelehnt. Damit entging Ruth Josel einer nach dem Gesetz möglichen Zwangssterilisierung. Mit 39 weiteren Bewohnern lebte sie am 17. Mai 1939 in der Jüdischen Blindenanstalt, mit einigen Bewohnern musste sie im Herbst 1941 in das Blinden- und Taubstummenheim nach Weißensee in die Parkstraße 22 ziehen. Von dort wurde sie am 14. September 1942 mit 15 ihrer ehemaligen Mitbewohner aus der Wrangelstraße und in einer Gruppe von 82 Personen aus dem Blinden- und Taubstummenheim nach Theresienstadt deportiert und am 16. Oktober 1944 zusammen mit Henriette Breitbarth und Martha Pariser, mit denen sie schon in der Wrangelstraße gelebt hatte, weiter in das KZ Auschwitz. Mit dem Transport des RSHA wurden aus dem Getto in Theresienstadt 1500 jüdische Frauen, Männer und Kinder eingeliefert. Nach der Selektion wurden die Jungen und Gesunden in das Durchgangslager eingewiesen, darunter 157 Frauen. Die übrigen, unter ihnen vermutlich Ruth Josel, wurden in der Gaskammer des Krematoriums III getötet. Nach der Deportation stellte die Vermögensverwertungsstelle fest, dass Ruth Josel nichts besessen hatte. |
|      | Adolf Kadisch                                       | Björnsonstraße 3                                                      |      | 10. Mai 2012  | Adolf Kadisch wurde am 20. August 1878 in Stenschewo/Posen in eine jüdische Familie geboren. Er heiratete Hedwig Brauer. Sie hatten den gemeinsamen Sohn Werner. Hedwig Kadisch wurde auf Anweisung des damaligen Wilmersdorfer Amtsarztes in die Wittenauer Heilstätten eingewiesen, von dort ins Rheinland verlegt und später deportiert. Am 14. Juni 1942 konnte der Sohn Werner noch nach Sydney auswandern. Adolf Kadisch wurde gezwungen, seine Wohnung in der Björnsonstraße 3 zu verlassen und in eine sogenannte Judenwohnung in der Hubertusallee 37 in Berlin-Grunewald zu ziehen. Am 24. September 1942 wurde er deportiert: zunächst nach Frankfurt, wo weitere Juden in den Zug aufgenommen wurden. Ziel war eigentlich Riga; weil aber das Getto überfüllt war, wurde der Zug nach Raasiku/Estland umgeleitet. Dort wurden alle Ankommenden umgehend ermordet. |
|      | Hedwig Kadisch                                      | Björnsonstraße 3                                                      |      | 10. Mai 2012  | Hedwig Brauer wurde am 31. März 1879 in Beuthen/Oberschlesien in eine jüdische Familie geboren. Sie heiratete Adolf Kadisch, der Sohn Werner wurde geboren. Auf Anweisung des damaligen Wilmersdorfer Amtsarztes wurde Hedwig Kadisch in die Wittenauer Heilstätten eingeliefert, von dort in die Heil- und Pflegeanstalt in Bendorf-Sayn bei Koblenz gebracht und von dort am 15. Juni 1942 nach Sobibor deportiert. Zu einem unbekannten Zeitpunkt wurde sie ermordet. |
|      | Sophie Kahn                                         | Worpsweder Straße 7                                                   |      | 13. Okt. 2018 | |
|      | Marianne Kaiser                                     | Albrechtstraße 38                                                     |      | 19. Sep. 2013 | Marianne Weiß wurde am 17. März 1863 in Lohnau/Schlesien als Tochter jüdischer Eltern geboren. Sie heiratete Max Kaiser, der ein Konfektionshaus führte. Sie hatten eine Tochter Hertha, die am 21. Oktober 1903 in Ratibor geboren war. Nach dem Tod ihres Mannes führte Marianne Kaiser das Konfektionshaus fort. Seit 1934 wohnte sie in der Albrechtstraße 38. 1940 starb eine ihrer Schwestern und hinterließ ihr und anderen Familienmitgliedern ein größeres Vermögen. Marianne erhielt aufgrund der diskriminierenden Gesetzgebung vom Erbe nichts, sie wurde am 14. September 1942 nach Theresienstadt deportiert und dort am 13. Juli 1943 ermordet. |
|      | Benno Werner Kaliski                                | Wrangelstraße 6–7                                                     |      | 1. Juni 2017  | Benno Werner Kaliski kam am 11. Dezember 1878 in Berlin als zweites Kind des Kürschners und Mützenmachers Abraham Kaliski und seiner Frau Karoline geborene Bergmann zur Welt. Seine ältere Schwester war Bianka (1877-1931), seine jüngeren Geschwister waren Martin (1880-1942), Selma verheiratete Katzky (1885-1936), Julius (1886-1935), Hedwig verheiratete Hartoch (1888-1988) und Georg (1894-1954). Die Familie lebte in den Jahren um 1878 in Berlin in der Schillingstraße und zog nach 1878 nach Lissa. 10 Jahre später kehrte die Familie nach Berlin zurück und lebte in der Landwehrstraße 16 a (diese Straße existiert heute nicht mehr, sie lag in der Nähe der heutigen Mollstraße). Benno wurde Kaufmann und lebte 1909 in Charlottenburg in der Uhlandstraße 184, vermutlich als Untermieter. Bei der Heirat seiner Schwester Bianka im Jahr 1909 war er Trauzeuge und wies sich aus durch Vorlage seines Landsturmscheins. Er blieb ledig, seit wann er im Jüdischen Blindenheim lebte, ist unbekannt. Im Herbst 1941 musste er mit seinen Mitbewohnern in das Jüdische Blinden- und Taubstummenheim in Weißensee, Parkstraße, umziehen. Von dort wurde er am 14. September 1942 nach Theresienstadt deportiert, wo er am 8. Februar 1943 ermordet wurde. |
|      | Betty Katz                                          | Wrangelstraße 6–7                                                     |      | 2. Dez. 2017  | Betty Falk wurde am 21. August 1872 als Tochter von Felix Falk und seiner Frau Agnes in Posen geboren. Sie studierte und wurde Lehrerin für mittlere und höhere Schulen. Betty Falk heirate Leopold Katz, sie hatten zwei Söhne. Einer der Söhne starb 1918 im Krieg in Mazedonien, der Ehemann Leopold starb im Oktober 1926. Vermutlich nach dem Tod des Ehemanns, zog sie nach Berlin und arbeitete als Direktorin des Jüdischen Blindenheims in der Wrangelstraße. Betty Katz wurde mit den von ihr betreuten blinden Frauen und Männern im Herbst 1941 in das Blinden- und Gehörlosenheim in Weißensee gebracht. Aus dieser Sammelstelle wurden sechzehn der ehemaligen Bewohner des Blindenheims im September 1942 nach Theresienstadt deportiert – zusammen mit Betty Katz. Betty Katz ist in Theresienstadt am 6. Juni 1944 gestorben. Ihr Sohn Lothar konnte emigrieren und lebte als promovierter Arzt in Freeport auf Long Island. Dessen Sohn Peter, der mit seiner Frau Marion in Nashville, Tennessee, lebte, würdigte seine Großmutter in der Nashville Holocaust Gedenkstätte. |
|      | Alice Kirschstein                                   | Wrangelstraße 6–7                                                     |      | 2. Dez. 2017  | Eloise genannt Alice Scheidt kam am 12. Juli 1878 in Würzburg als Tochter des Bankiers Josef Scheidt und seiner Frau Friederika geborene Oberndorfer zur Welt. Ihre Geschwister waren Flora (1875–1876), Julius (1877) und Mathilde (1880). Sie heiratete den Kaufmann Sallusch (Sally) Kirschstein und lebte mit ihm in Quedlinburg. Der Sohn Hans kam am 17. Januar 1903 auf die Welt. Er studierte Jura, wurde promoviert und lebte in Leipzig. Er heiratete Alice Goldenberg, die am 1. Juni 1914 in Leipzig geboren war. 1936 starb Sally Kirschstein und Alice Kirschstein lebte alleine in der 7-Zimmer-Wohnung in der Heilige-Geist-Straße 4 in Quedlinburg. 1939 sollte Quedlinburg „judenfrei“ gemacht werden, deswegen musste Alice Kirschstein ausziehen; weil sie fast erblindet war, zog sie Anfang des Jahres 1941 nach Berlin in das Jüdische Blindenheim in Steglitz, Wrangelstraße 6/7. Im November 1941 wurde Alice Kirschstein zusammen mit den anderen Bewohnern des Blindenheims in das Jüdische Blinden- und Taubstummenheim in der Parkstraße 22 in Weißensee gebracht. Alice Kirschstein nahm sich am 7. September 1942 angesichts ihrer bevorstehenden Deportation das Leben. Mit der am 14. September 1942 erfolgten Deportation nach Theresienstadt wurden 17 ihrer ehemaligen Mitbewohner aus der Wrangelstraße nach Theresienstadt deportiert. Ihr Sohn Hans konnte 1941 mit seiner Frau nach Bolivien emigrieren, sie hatten keine Kinder. |
|      | Ester Klausner                                      | Feuerbachstraße 13                                                    |      | 12. Mai 2016  | Ester Schlachet kam am 14. Juni 1874 in Wisnicz/Galizien in einer jüdischen Familie auf die Welt. Sie heiratete den Textilkaufmann Markus Klausner und zog mit ihm nach Leipzig. Dort kamen die ersten beiden Kinder zur Welt: am 17. November 1899 Hermann und am 2. April 1901 Eva. Die Familie zog nach Berlin, wo dann die zweite Tochter Malli am 1. März 1913 geboren wurde. Markus Klausner führte ein Geschäft mit Spitzen, Stickereien und Strickwaren, er war Hoflieferant für das Königliche Schloss. Das Geschäftslokal befand sich in der Königsstraße 1–6, 1914 wurde es verlegt nach Steglitz in die Schloßstraße 117, später in die Rheinstraße 41 und 42. Auch betrieben die Eheleute ein kleines Handarbeitsgeschäft in der Albrechtstraße 102. Die Familie wohnte ab 1928 in der Feuerbachstraße 13. Malli wurde Volksschullehrerin, ihre Schwester Eva blieb ledig und leitete ein Geschäft der Eltern. Hermann hatte Anna Ritterband geheiratet und war mit ihr in den frühen Dreißiger Jahren nach Palästina emigriert. 1938 wurden die Geschäfte von Markus und Ester Klausner wegen ihrer jüdischen Herkunft liquidiert. Im Januar 1942 mussten Markus, Ester, Eva und Malli Klausner in eine sogenannte Judenwohnung in die Holzmarktstraße 52 vorne Parterre als Untermieter zu Marcus in zwei Leerzimmer ziehen. Markus und Ester Klausner wurden am 7. August 1942 nach Theresienstadt deportiert und am 26. September 1942 weiter in das Vernichtungslager Treblinka. Dort wurden sie vermutlich sofort ermordet. Ihre Tochter Malli wurde am 1. März 1943 nach Auschwitz deportiert, ihre Schwester Eva folgte ihr am 12. März 1943. Ihre Todesdaten sind nicht bekannt. |
|      | Eva Klausner                                        | Feuerbachstraße 13                                                    |      | 12. Mai 2016  | Eva Klausner kam am 2. April 1901 in Leipzig als Tochter des Textilkaufmanns Markus Klausner und seiner Frau Ester geborene Schlachet zur Welt. Sie hatte einen älteren Bruder Hermann und eine jüngere Schwester Malli. Ihr Vater führte in Berlin einen gutgehenden Laden mit Spitzen, Stickereien und Strickwaren, er war Hoflieferant für das Königliche Schloss. Zuerst befand sich das Geschäftslokal in der Königsstraße 1–6, 1914 wurde es verlegt nach Steglitz zunächst in die Schloßstraße 117, später in die Rheinstraße 41 und 42. Auch besaßen Evas Eltern ein kleines Handarbeitsgeschäft in der Albrechtstraße 102. Die Familie wohnte ab 1928 in der Feuerbachstraße 13. Malli wurde Volksschullehrerin, vermutlich an einer der zahlreichen jüdischen Privatschulen. Eva blieb ledig und leitete ein Geschäft der Eltern. Hermann, der älteste Sohn heiratete Anna Ritterband und emigrierte mit ihr in den frühen Dreißiger Jahren nach Palästina. 1938 wurden die Geschäfte von Markus und Ester Klausner wegen ihrer jüdischen Herkunft liquidiert. Im Januar 1942 mussten Markus, Ester, Eva und Malli Klausner in eine sogenannte Judenwohnung in die Holzmarktstraße 52, vorne Parterre, als Untermieter zu Marcus in zwei Leerzimmer ziehen. Markus und Ester Klausner wurden am 7. August 1942 nach Theresienstadt deportiert und am 26. September 1942 weiter in das Vernichtungslager Treblinka. Dort wurden sie vermutlich sofort ermordet. Eva Klausner war Zwangsarbeiterin im Kabelwerk Wilhelminenhof in der Talbertstraße, sie wurde am 12. März 1943 und ihre Schwester Malli am 1. März 1943 im Rahmen der Fabrikaktion nach Auschwitz ins Vernichtungslager deportiert. Ihre Todesdaten sind nicht bekannt. |
|      | Malli Klausner                                      | Feuerbachstraße 13                                                    |      | 12. Mai 2016  | Malli Klausner kam als jüngste Tochter des Textilkaufmanns Markus Klausner und seiner Frau Ester geborene Schlachet am 1. März 1913 in Berlin zur Welt. Ihre älteren Geschwister waren Hermann und Eva. Der Vater Markus Klausner führte einen gutgehenden Laden mit Spitzen, Stickereien und Strickwaren, er war Hoflieferant für das Königliche Schloss. Zuerst befand sich das Geschäftslokal in der Königsstraße 1–6, 1914 wurde es verlegt nach Steglitz zunächst in die Schloßstraße 117, später in die Rheinstraße 41 und 42. Auch besaßen ihre Eltern ein kleines Handarbeitsgeschäft in der Albrechtstraße 102. Die Familie wohnte ab 1928 in der Feuerbachstraße 13. 1932 bestand Malli das Abitur auf dem Bismarck Oberlyceum in der Sachsenwaldstraße. Anschließend studierte sie Philologie und Pädagogik und legte das Examen für Volksschullehrerinnen ab. Hermann, der älteste Sohn, hatte geheiratet und emigrierte in den frühen Dreißiger Jahren nach Palästina. Malli blieb ledig und war als Volksschullehrerin tätig, vermutlich an einer der zahlreichen jüdischen Privatschulen. 1938 wurden die Geschäfte von Markus und Ester Klausner wegen ihrer jüdischen Herkunft liquidiert. Im Januar 1942 mussten Markus, Ester, Eva und Malli Klausner in eine sogenannte Judenwohnung in die Holzmarktstraße 52 vorne Parterre als Untermieter zu Marcus in zwei Leerzimmer ziehen. Markus und Ester Klausner wurden am 7. August 1942 nach Theresienstadt deportiert und am 26. September 1942 weiter in das Vernichtungslager Treblinka. Dort wurden sie vermutlich sofort ermordet. Malli leistete Zwangsarbeit bei Ehrich & Graetz. Sie wurde am 1. März 1943 im Rahmen der Fabrikaktion nach Auschwitz ins Vernichtungslager deportiert, ihre Schwester Eva folgte ihr am 12. März 1943. Ihre Todesdaten sind nicht bekannt. |
|      | Markus Klausner                                     | Feuerbachstraße 13                                                    |      | 12. Mai 2016  | Markus Klausner kam am 10. Dezember 1874 in Nowy Wisnicz (Polen) in einer jüdischen Familie zur Welt. Er heiratete die am 14. Juni 1874 ebenfalls in Wisnicz geborene Ester Schlachet und zog mit ihr zunächst nach Leipzig. Dort wurden die ersten beiden Kinder geboren: Hermann am 17. November 1899 und Eva am 2. April 1901. Die zweite Tochter Malli kam am 1. März 1913 in Berlin zur Welt. Markus Klausner führte einen gutgehenden Laden mit Spitzen, Stickereien und Strickwaren, er war Hoflieferant für das Königliche Schloss. Das Geschäftslokal befand sich in der Königsstraße 1 – 6, ab 1914 in der Schloßstraße 117 in Steglitz, später in die Rheinstraße 41 und 42. Auch besaßen die Eheleute ein kleines Handarbeitsgeschäft in der Albrechtstraße 102. Die Familie wohnte ab 1928 in der Feuerbachstraße 13. Malli wurde Volksschullehrerin, ihre Schwester Eva blieb ledig und leitete ein Geschäft der Eltern. Hermann heiratete Anna Ritterband und emigrierte mit ihr in den frühen Dreißiger Jahren nach Palästina. 1938 wurden die Geschäfte von Markus und Ester Klausner liquidiert wegen ihrer jüdischen Herkunft. Im Januar 1942 mussten Markus, Ester, Eva und Malli Klausner in eine sogenannte Judenwohnung in die Holzmarktstraße 52 vorne Parterre als Untermieter zu Marcus in zwei Leerzimmer ziehen. Markus und Ester Klausner wurden am 7. August 1942 nach Theresienstadt deportiert und am 26. September 1942 weiter in das Vernichtungslager Treblinka. Dort wurden sie vermutlich sofort ermordet. Eva wurde am 12. März 1943 und ihre Schwester Malli am 1. März 1943 im Rahmen der Fabrikaktion nach Auschwitz ins Vernichtungslager deportiert. Ihre Todesdaten sind nicht bekannt. |
|      | Siegfried Kniebel                                   | Feuerbachstraße 9                                                     |      | 12. Mai 2016  | Siegfried Kniebel kam am 12. Juni 1883 in Schwersenz als Sohn des Schneiders Hermann Kniebel und seiner Frau Dorchen geborene Freitag auf die Welt. Er hatte mehrere Geschwister: Friederike (1872, verh. Salomon), Martha (1875), Bertha (1877, verh. Fränkel), David (1879), Rosalie (1880, verh. Aronsohn) und Max (1886). Siegfried Kniebel wurde Textilkaufmann und zog nach Berlin. Aus einer Beziehung zu Elise Margarete Habermann stammte der nichteheliche Sohn Herbert Bernhard Habermann, geboren am 17. Februar 1907 in Berlin. Im Ersten Weltkrieg kämpfte Siegfried Kniebel und erhielt die Auszeichnung Frontkämpfer. Nach Kriegsende war er Einkäufer und Abteilungsleiter bei der Firma Wertheim am Alexanderplatz. 1922 übernahm er mit seinem Bruder Max Kniebel von der Firma Siegfried Scherk eine Handelsgesellschaft und betrieb ein Agenturgeschäft in der Textilbranche unter der Anschrift Hoher Steinweg 11. Die Brüder wohnten zusammen in der Prenzlauer Allee 18. Im Juni 1937 heiratete Siegfried Kniebel Edith Epstein und zog zu ihr und ihrer Mutter nach Steglitz in eine Vier-Zimmer-Wohnung in der Feuerbachstraße 7/9. Siegfried Kniebel gehörte zu den jüdischen Männern, die anlässlich der Reichspogromnacht verhaftet wurden und im KZ Sachsenhausen inhaftiert waren. Am 23. Dezember 1938 kam er wieder frei. Zum Ende des Jahres 1938 wurde seine Firma zwangsweise geschlossen und das noch vorhandene Warenlager beschlagnahmt. Siegfried Kniebel leistete ab 1941 Zwangsarbeit in einer Fabrik in Lichtenberg. Er wurde gezwungen aus der Wohnung Feuerbachstraße 7/9 mit seiner Frau Edith und deren Mutter Minna Epstein auszuziehen, sie konnten gemeinsam in eine Zwei-Zimmer-Wohnung in der Köpenicker Straße 25a ziehen und einige Einrichtungsgegenstände mitnehmen. Siegfried Kniebel machte am 9. Februar 1942 sein Testament: er setzte als Alleinerben seinen Sohn Herbert Bernhard Habermann ein. Am 5. September 1942 wurde seine Schwiegermutter Minna Epstein nach Riga deportiert, wo sie im Oktober 1942 starb. 1943 war Siegfried Kniebel Zwangsarbeiter bei der Reichsbahn in der Expressgutausgabe. Sein Bruder David und dessen Frau Johanna geborene Fichtmann wurden am 26. Februar 1943 nach Auschwitz deportiert und dort ermordet, Siegfried Kniebel selbst wurde am 1. März 1943 im Rahmen der Fabrikaktion nach Auschwitz deportiert, wo er im April 1943 ermordet wurde. Seine Frau Edith starb einen Tag nach seiner Deportation, am 2. März 1943, in Berlin im Jüdischen Krankenhaus, nach Auskunft des Jüdischen Friedhofs Weißensee starb sie eines natürlichen Todes. Sein Bruder Max wurde am 1. Oktober 1944 nach Auschwitz deportiert und ermordet, seine Schwägerin Recha geborene Blond, die Ehefrau von Max, kam am 1. März 1943 in KZ-Haft, überlebte und wanderte nach dem Krieg über Belgien in die USA aus. Siegfrieds Sohn Herbert Bernhard Habermann kam im September 1943 ins Gestapogefängnis nach Weimar, leistete Zwangsarbeit in den Leunawerken und überlebte. Er wurde Schauspieler. Für die in Lichtenberg wohnhaften Geschwister Martha Kniebel, Rosalie Aronsohn und Max Kniebel wurden an der ehemaligen Adresse in der Tasdorfer Straße 71 Stolpersteine verlegt, nur seine beiden Schwestern Friederike und Bertha überlebten durch Emigration in die USA. |
|      | Ahron Horst Kohane                                  | Schloßstraße 127                                                      |      | 16. Mai 2025  | |
|      | Gerhard David Kohane                                | Schloßstraße 127                                                      |      | 16. Mai 2025  | |
|      | Gertrud Kohane                                      | Schloßstraße 127                                                      |      | 16. Mai 2025  | |
|      | Heinz Joachim Kohane                                | Schloßstraße 127                                                      |      | 16. Mai 2025  | |
|      | Michael Kohane                                      | Schloßstraße 127                                                      |      | 16. Mai 2025  | |
|      | Alice Kohn                                          | Buggestraße 21                                                        |      | 24. März 2021 | Alice (Lisl) Rosenberger kam in München am 27. Februar 1903 als Tochter des Moritz Rosenberger und seiner Frau Amalie geborene Roos zur Welt. Sie heiratete 1928 in München den Bankbeamten Isidor Isaak Kohn. Mit ihm zog sie nach Berlin, sie lebten in Steglitz in der Buggestraße 2. Das einzige Kind, Erwin, wurde am 30. September 1930 geboren. Nach der Machtergreifung der Nazis wurde Isidor Kohn als Jude vom Bankvorstand degradiert. Daraufhin beschloss die Familie, Deutschland zu verlassen. 1934 starb ihr Vater Moritz Rosenberger. Vermutlich schloss sich ihre Mutter dann der Familie ihrer Tochter an. Zunächst zogen sie nach Dänemark und zu einem späteren Zeitpunkt in die Tschechoslowakei. In Prag erhielten sie Visa für die USA. Zusammen mit ihrer Mutter und ihrem Mann und Sohn reiste Alice Kohn im Oktober 1936 per Schiff von Triest in die USA. Dort änderte die Familie ihren Namen: Isidor nannte sich Walter Kolm, Alice hieß nun Alice Kolm und der Sohn hieß Henry Irving Kolm. Walter Kolm starb 1977 in Virginia. Henry Irving Kolm heiratete Ruth Lee Kaplan, sie bekamen zwei Kinder. Henry Irving Kolm starb 2005 in Kalifornien. Alice Kolm starb im Juli 1989 in Santa Clara, Kalifornien. |
|      | Erwin Kohn                                          | Buggestraße 21                                                        |      | 24. März 2021 | Erwin Kohn kam am 30. September 1930 in Berlin als Sohn des Bankbeamten Isidor Isaak Kohn und seiner Frau Alice (Lisl) geborene Rosenberger zur Welt. Nach der Machtergreifung der Nazis wurde sein Vater als Jude vom Bankvorstand degradiert. Daraufhin beschloss die Familie, Deutschland zu verlassen. Zunächst zog sie nach Dänemark und zu einem späteren Zeitpunkt in die Tschechoslowakei. In Prag erhielten sie Visa für die USA. Erwin reiste zusammen mit seinen Eltern und seiner Großmutter mütterlicherseits, Amalie Rosenberger, im Oktober 1936 per Schiff von Triest in die USA. Dort änderte Isidor Kohn seinen Namen und den seiner Angehörigen: er nannte sich Walter Kolm, seine Frau Alice Kolm und Erwin hieß Henry Irving Kolm. Walter Kolm starb 1977 in Virginia, seine Mutter Alice starb 1989. Henry Irving Kolm heiratete Ruth Lee Kaplan, sie bekamen zwei Kinder. Henry Irving Kolm starb 2005 in Kalifornien. |
|      | Isidor Kohn                                         | Buggestraße 21                                                        |      | 24. März 2021 | Isidor Isaak Kohn wurde am 7. Oktober 1889 in Bamberg als Sohn des Handelsmannes Heßlein Kohn und seiner Frau Pauline geborene Strauss geboren. Er hatte noch fünf Geschwister: Franze Fanny (1886), Julius (1887), Betty (1888), Siegfried (1891) und Emil (1893), der 1914 im Ersten Weltkrieg fiel. 1913 diente Isidor im kaiserlichen Infanterieregiment und geriet im Ersten Weltkrieg in französische Gefangenschaft. Danach kehrte er nach Bamberg zurück und begann dann in Berlin seine Berufsausbildung zum Bankbeamten. Von 1922 bis 1929 lebte er in München, wo er Alice (Lisl) Rosenburger kennenlernte, sie heirateten am 8. Mai 1928. Aus beruflichen Gründen zog das Paar nach Berlin, dort wohnten sie in Steglitz in der Buggestraße 21. Der Sohn Erwin wurde am 30. September 1930 geboren. Nach der Machtergreifung der Nazis wurde Isidor Kohn als Jude vom Bankvorstand degradiert. Daraufhin beschloss die Familie, Deutschland zu verlassen. Zunächst zogen sie nach Dänemark und lebten 1935 in Kopenhagen, zu einem späteren Zeitpunkt lebten sie in der Tschechoslowakei. In Prag erhielten sie Visa für die USA. Zusammen mit der Mutter seiner Frau, Amalie Rosenberger, seiner Frau und seinem Sohn Erwin reiste Isidor Kolm im Oktober 1936 per Schiff von Triest in die USA. Dort änderte Isidor Kohn seinen Namen und den seiner Angehörigen: er nannte sich Walter Kolm, seine Frau Alice Kolm und der Sohn hieß Henry Irving Kolm. Walter Kolm arbeitete in den USA als Buchhalter und starb 1977 in Virginia. Henry Irving Kolm heiratete Ruth Lee Kaplan, sie bekamen zwei Kinder. Henry Irving Kolm starb 2005 in Kalifornien. |
|      | Erna Kronthal                                       | Kurze Straße 5                                                        | Lage | 27. Apr. 2015 | Erna Walter wurde am 29. Dezember 1889 in Steglitz geboren. Seit 1937 wohnte sie in der Kurzen Straße 5, zunächst im Keller, später im zweiten Stock in der „Judenwohnung Steglitz Nr. 32“. Sie arbeitete als Pflichtarbeiterin in einer Wohlfahrtsküche in Berlin-Friedenau. Zwei Tage vor ihrer Deportation hat sie sich, wie es in damaligen Akten hieß, mit einem „Juden Kronthal verheiratet“. Am 13. Januar 1942 wurde sie mit ihrem Ehemann in das Sammellager Levetzowstraße in Berlin-Moabit gebracht und von dort aus am selben Tag mit dem 8. Osttransport nach Riga deportiert. |
|      | Kurt Lippmann Kronthal                              | Kurze Straße 5                                                        | Lage | 27. Apr. 2015 | Kurt Lippmann Kronthal wurde am 15. Mai 1886 in Posen geboren. Er wohnte seit 1935 in der Kurzen Straße 5. Zwei Tage vor seiner Deportation heiratete er die im selben Haus wohnende Erna Walter. Am 13. Januar 1942 wurden sie in das Ghetto Riga deportiert, sie gelten als verschollen. |
|      | Käte Laserstein                                     | Immenweg 7                                                            |      | 18. Nov. 2024 | |
|      | Meta Laserstein                                     | Immenweg 7                                                            | Lage | 3. Juli 2010  | Meta Birnbaum wurde am 18. Mai 1867 in Preußisch-Holland geboren. Sie heiratete den Apotheker Hugo Laserstein; beide hatten zwei Töchter, Lotte (geboren 1898) und Käthe (geboren 1900). 1902 starb Hugo Laserstein. Meta Laserstein zog mit ihren Töchtern von Preußisch-Holland nach Danzig zu ihrer Mutter und deren Schwester Anna. 1912 zog Meta Laserstein nach Berlin in die Stierstraße 19. Beide Töchter legten das Abitur ab und studierten. Lotte zog 1930 in die Nachodstraße, Meta mit Käthe 1931 in den Immenweg in Steglitz. Lotte, die Malerin geworden war, emigrierte 1937 nach Schweden; dort wurde sie 1939 noch von ihrer Mutter besucht. Am 3. September 1939 kehrte Meta Laserstein nach Berlin zurück. Käthe tauchte am 14. Juli 1942 unter; sie überlebte schwer traumatisiert. Meta Laserstein wurde am 29. Juli 1942 verhaftet und im Dezember 1942 in das Frauengefängnis Ravensbrück transportiert, wo sie am 16. Januar 1943 starb. |
|      | Georg Lehmann                                       | Sachsenwaldstraße 25                                                  |      | 6. Dez. 2019  | Georg Lehmann kam am 9. März 1859 im damals ostpreußischen Guttstadt als Sohn des Kaufmanns Eugen Lehmann und seiner Frau Amalie geborene Ehrlich zur Welt, er hatte eine Schwester Sipora. Nach dem Besuch des Gymnasiums in Elbing studierte Georg Lehmann Jura in Königsberg und Berlin, wo er 1882 promoviert wurde. Nach dem Referendariat trat er in den Staatsdienst ein, 1895 war er Richter am Amtsgericht in Landsberg/Ostpreußen. Es folgten Stationen in Pillkallen/Ostpreußen, Buer/Westfalen, Liebenburg/Provinz Hannover. 1922 schied er aus dem Justizdienst aus und ließ sich in Berlin nieder. Dort heiratete er im Februar 1922 die Witwe Olga Henriette Gronau geborene Löser. Sie lebten in einem Mehrfamilienhaus in der Sachsenwaldstraße Ecke Bismarckstraße in einer Vier-Zimmer-Wohnung. Sie wurden gezwungen mehrfach die Wohnung zu wechseln, bis sie im ehemaligen Altersheim Gerlachstraße 18/21 ankamen. Am 14. September 1942 wurde Dr. Georg Lehmann mit seiner Frau Olga nach Theresienstadt deportiert. Er starb dort elf Tage nach seiner Ankunft, angeblich an „Darmkatarrh“. |
|      | Olga Henriette Lehmann                              | Sachsenwaldstraße 25                                                  |      | 6. Dez. 2019  | Olga Henriette Löser kam am 8. Dezember 1873 in der Provinz Hessen-Nassau als Tochter des Simon Löser und seiner Frau Gütele Clara geborene Bauer zur Welt. Sie heiratete 1897 in Berlin den Planungsingenieur Ernst Jakob Gronau, 1898 wurde die erste Tochter Herta, 1903 die zweite Tochter Elisabeth geboren. Bedingt durch den Beruf von Ernst Jakob Gronau wechselte die Familie häufig den Wohnort, bis Ernst Jakob Gronau 1919 in Offenburg/Baden starb. Die verwitwete Olga Henriette Gronau zog nach Berlin, wo sie 1922 den pensionierten Amtsrichter Dr. Georg Lehmann heiratete. Sie lebten in der Sachsenwaldstraße Ecke Bismarckstraße. Der Mieterschutz endete für Juden im April 1939 und in der Folgezeit mussten Olga Henriette und ihr Mann häufig die Wohnung wechseln, bis sie schließlich im ehemaligen jüdischen Altersheim in der Gerlachstraße 18-21 unterkamen. Von dort wurden sie am 14. September 1942 nach Theresienstadt deportiert, wo ihr Mann elf Tage nach der Ankunft starb. Olga Henriette Lehmann musste noch eine weitere Deportation am 16. Mai 1944 in das KZ Auschwitz erdulden, wo sie vermutlich sofort ermordet wurde. |
|      | Mathilde Levy                                       | Bismarckstraße 47                                                     | Lage | 10. Juni 2009 | Mathilde Karoline Wallach wurde am 26. November 1893 in Jülich als Tochter von Siegbert genannt Samson Wallach und seiner Frau Therese geborene Freund geboren. Sie heiratete den Textilkaufmann Sally Levy. Dieser betrieb in Berlin-Steglitz in der Albrechtstraße ein Kaufhaus „Der Glückshof“. Der Sohn Walter Uri Levy wurde am 14. Juli 1927 geboren. Dieser konnte im Frühjahr 1939 nach Palästina auswandern. Mathilde Levy musste Zwangsarbeit leisten. Sie wurde am 9. Dezember 1942 nach Auschwitz deportiert und dort ermordet. Ihr Ehemann wurde am 16. Dezember 1942 nach Theresienstadt deportiert, er starb dort am 13. Februar 1944. Walter Uri Levy kam 1957 aus Israel zurück nach Berlin. |
|      | Sally Levy                                          | Bismarckstraße 47                                                     | Lage | 10. Juni 2009 | Sally Levy wurde am 27. Dezember 1867 in Bromberg/Posen als Sohn jüdischer Eltern geboren. Er war Textilkaufmann und betrieb ein Kaufhaus in der Steglitzer Albrechtstraße „Der Glückshof“. Er heiratete in zweiter Ehe Mathilde Karoline Wallach. Der Sohn Walter Uri Levy wurde am 14. Juli 1927 geboren. Dieser konnte im Frühjahr 1939 nach Palästina auswandern. Mathilde Levy wurde am 9. Dezember 1942 nach Auschwitz deportiert und dort ermordet, Sally Levy wurde am 16. Dezember 1942 nach Theresienstadt deportiert, er starb dort am 13. Februar 1944. Der Sohn Walter Uri Levy kehrt 1957 aus Israel zurück nach Berlin. |
|      | Agathe Lewin                                        | Düppelstraße 32                                                       |      | 7. Sep. 2017  | Agathe Hirschfeld kam am 27. August 1910 in Berlin-Charlottenburg als Tochter von Helene Hirschfeld zur Welt. 1939 wurde sie als Untermieterin bei dem jüdischen Ehepaar Müller in der Badenschen Straße 19 von der Volkszählung 1939 erfasst. Dann heiratete sie den am 5. Oktober 1909 in Berlin geborenen Heinz Lewin. Im Dezember 1941 zogen sie mit den Schwestern von Heinz Lewin in die Düppelstraße 32. Am 21. Oktober 1942 füllten Agathe, Heinz, Gertrud und Gerda Lewin die Vermögenserklärungen aus. In ihrer Vermögenserklärung gab Agathe Lewin an, Fabrikarbeiterin bei den Pertrix Werken zu sein und hierfür stündlich 0,48 Mark zu erhalten. Am 26. Oktober 1942 wurde Heinz Lewin mit seinen beiden Schwestern nach Riga deportiert und dort ermordet. Agathe Lewin blieb von der Deportation nach Riga verschont und mietete die Wohnung alleine ab 1. November 1942 bis Ende März 1943. Am 28. Februar 1943 musste sie erneut die Vermögenserklärung abgeben. Zu dieser Zeit arbeitete sie für den Reichsdeutschen Blindenverband, Abt. Gemeinschaftszivilhilfe. Außer ihrem Ehemann Heinz sei auch ihre Mutter Helene Hirschfeld nach Theresienstadt „ausgewandert“. Am 2. März 1943 wurde Agathe Lewin im Rahmen der Fabrikaktion über die Sammelstelle Große Hamburger Straße nach Auschwitz deportiert. Aus dem Transport, der dort am 4. März 1943 ankam, wurden 200 Frauen ausgesucht, die die Nummern 37296 bis 37495 erhielten und in das Lager eingewiesen wurden. Ob Agathe Lewin zu ihnen gehörte, oder ob sie gleich in die Gaskammer getrieben wurde, ist unbekannt. |
|      | Dorothea Lewin                                      | Hackerstraße 22                                                       |      | 17. Feb. 2023 | Dorothea Lewin kam am 7. Dezember 1891 als viertes der fünf Kinder von Filip und Pauline Lewin in Rogasen, Kreis Obornik in der Provinz Posen (heute Rogozno, Oborniki, Großpolen) zur Welt. Sie wohnte als unverheiratete Frau mit im Haushalt ihrer Schwester Selma in Berlin und arbeitete im Kristall- und Porzellangeschäft der Firma Paul Raddatz & Co in der Leipziger Straße 121–123. Als die Nazis 1942 die Wohnung der Familie Driesen in der Hackerstraße konfiszierten und anschließend für das benachbarte Ehepaar Pichl beanspruchten, musste Dorothea zusammen mit ihrer Schwester Selma und ihrem Bruder Georg notgedrungen in ein gemeinsames Zimmer einer Sammelunterkunft in der Hohenstaufenstraße 30 umziehen. Dorothea Lewin wurde am 3. Februar 1943 mit dem 28. Transport von Berlin (Putlitzbrücke) nach Auschwitz-Birkenau deportiert und dort vor dem 8. Mai 1945 ermordet. |
|      | Gerda Lewin                                         | Düppelstraße 32                                                       |      | 7. Sep. 2017  | Gerda Lewin kam am 29. November 1916 in Treptow in einer jüdischen Familie zur Welt. Ihre ältere Schwester war Gertrud, geboren am 2. August 1906, ihr Bruder war Heinz, geboren am 5. Oktober 1909. 1939 lebte Gerda Lewin mit ihren Geschwistern in Neukölln, Elbestraße 37. Ihr Bruder Heinz heiratete Agathe Hirschfeld, im Dezember 1941 zogen die Geschwister und Agathe Lewin in die Düppelstraße 32 1. OG rechts in eine 2,5-Zimmer-Wohnung. Ob Gerda Lewin Zwangsarbeit leisten musste, ist unbekannt, ihre Vermögenserklärung ist nicht überliefert. Am 26. Oktober 1942 wurde Gerda mit ihren Geschwistern Heinz und Gertrud nach Riga deportiert und dort am 29. Oktober 1942 ermordet. Ihre Schwägerin Agathe Lewin wurde am 2. März 1943 nach Auschwitz deportiert und dort ermordet. |
|      | Gertrud Lewin                                       | Düppelstraße 32                                                       |      | 7. Sep. 2017  | Gertrud Lewin kam am 2. August 1906 in Rixdorf/Berlin in einer jüdischen Familie zur Welt. Ihre Geschwister waren Heinz und Gerda. Bei der Volkszählung 1939 wohnten die drei Geschwister in Neukölln, Elbestraße 37. Im Berliner Adressbuch erschien unter dieser Anschrift nur im Jahr 1939 eine G. Lewin, Angestellte, vermutlich Gertrud, die älteste der Geschwister. Ihr Bruder Heinz Lewin heiratete in der Folgezeit Agathe Hirschfeld und zog mit ihr und seinen Schwestern im Dezember 1941 in die Düppelstraße 32 1. OG in eine 2,5-Zimmer-Wohnung. Gertrud Lewin leistete Zwangsarbeit bei einer Firma F.und G. Grandke, einer Bauschlosserei in der Voigtstraße 38. In der Vermögenserklärung vom 21. Oktober 1942 gab sie an, dass sie ledig sei und mosaischen Glaubens. Ihr Vermögen gab sie mit 5,50 Mark in bar an. Am 26. Oktober 1942 wurde Gertrud mit ihrem Bruder Heinz und ihrer Schwester Gerd nach Riga deportiert und dort am 29. Oktober 1942 ermordet. |
|      | Heinz Lewin                                         | Düppelstraße 32                                                       |      | 7. Sep. 2017  | Heinz Lewin kam am 5. Oktober 1909 in Berlin in einer jüdischen Familie zur Welt. Seine Schwestern waren Gertrud und Gerda. Am 17. Mai 1939 wurde er von der Volkszählung 1939 erfasst, damals lebte er mit seinen beiden Schwestern in Neukölln in der Elbestraße 37. Dann heiratete Heinz Lewin Agathe Hirschfeld und zog im Dezember 1941 mit seinen beiden Schwestern und seiner Frau in die Düppelstraße 32 I. Am 21. Oktober 1942 füllte Heinz Lewin, seine Frau und seine Schwestern die Vermögenserklärungen aus: er war damals als Hausangestellter des Jüdischen Kultusvereins tätig im Siechenheim Iranischestraße 2. Sein Monatslohn betrug 120 Mark. Er war mosaischer Religion, und er gab an, dass seine Frau und seine Schwestern mit „auswandern“ würden. Am 26. Oktober 1942 wurde Heinz Lewin mit seinen beiden Schwestern Gertrud und Gerda nach Riga deportiert und dort ermordet. Agathe Lewin blieb zunächst von der Deportation verschont. Sie wurde am 2. März 1943 nach Auschwitz deportiert und dort ermordet. |
|      | Hertha Lewy                                         | Albrechtstraße 38                                                     |      | 19. Sep. 2013 | Hertha Kaiser war die Tochter von Max Kaiser und Marianne geborene Weiss. Sie wurde am 21. Oktober 1903 in Ratibor/Schlesien geboren. Die Eltern zogen mit ihr nach Berlin, Hertha heiratete den am 21. November 1893 in Berlin geborenen Max Lewy. Seit 1938 wohnte Hertha Lewy mit ihrem Mann bei ihrer Mutter Marianne Kaiser in der Albrechtstraße 38. Hertha und Max Lewy mussten im Werk Borsigwalde der Deutschen Waffen und Munitionsfabriken AG Zwangsarbeit leisten. Herthas Mutter wurde am 14. September 1942 deportiert. Hertha und Max Lewy wurden am 9. Dezember 1942 nach Auschwitz deportiert. Max Lewy wurde dort am 3. Januar 1943 ermordet, seine Frau Hertha zu einem unbekannten Zeitpunkt. |
|      | Max Lewy                                            | Albrechtstraße 38                                                     |      | 19. Sep. 2013 | Max Moritz Lewy wurde am 21. November 1893 in Berlin als Sohn von Lesser Lewy und Dorothea geborene Herzfeld geboren. Er heiratete die am 21. Oktober 1903 in Ratibor geborene Hertha Kaiser. Seit 1938 wohnten Hertha und Max Lewy bei ihrer Mutter Marianne Kaiser in der Albrechtstraße 38. Sie mussten im Werk Borsigwalde der Deutschen Waffen und Munitionsfabriken AG Zwangsarbeit leisten. Nachdem am 14. September 1942 Marianne Kaiser deportiert wurde, erfolgte die Deportation von Max Moritz Lewy und seiner Frau Hertha nach Auschwitz am 9. Dezember 1942. Sie wurden dort zu einem unbekannten Zeitpunkt ermordet. |
|      | Johanna Liepmannssohn                               | Martinstraße 8                                                        | Lage | 7. März 2009  | Johanna Liepmannssohn wurde am 4. Mai 1869 in Berlin als Tochter jüdischer Eltern geboren. Ihre Geschwister waren Margarete Caroline (geboren 1873 in Berlin) und Emil Louis (geboren 1870 in Berlin). Johanna Liepmannssohn blieb ledig. 1939 zog sie mit ihrer Schwester Margarete zu ihrem verwitweten Bruder Emil Louis in die Martinstraße 8. Von dort wurden die Geschwister über den Bahnhof Grunewald nach Riga deportiert. Ob sie wegen des ungewöhnlich kalten Winters Riga überhaupt erreichten oder auf dem Transport dorthin starben, lässt sich nicht mehr ermitteln. |
|      | Margarete Liepmannssohn                             | Martinstraße 8                                                        | Lage | 7. März 2009  | Margarete Caroline Liepmannssohn wurde am 9. Januar 1873 in Berlin als Tochter jüdischer Eltern geboren. Ihre Geschwister waren Johanna (geboren 1869 in Berlin) und Emil Louis (geboren 1870 in Berlin). Margarete Liepmannssohn blieb ledig. 1939 zog sie mit ihrer Schwester Johanna zu ihrem verwitweten Bruder Emil Louis in die Martinstraße 8. Von dort wurden die Geschwister über den Bahnhof Grunewald nach Riga deportiert. Ob sie wegen des ungewöhnlich kalten Winters Riga überhaupt erreichten oder auf dem Transport dorthin starben, lässt sich nicht mehr ermitteln. |
|      | Emil Louis Liepmannssohn                            | Martinstraße 8                                                        | Lage | 7. März 2009  | Emil Louis Liepmannssohn wurde am 4. Oktober 1870 in Berlin als Sohn jüdischer Eltern geboren. Seine Schwestern waren Johanna (geboren 1869 in Berlin) und Margarete Caroline (geboren 1873 in Berlin). Emil Louis Liepmannssohn war in erster Ehe mit der Protestantin Helene Luise Auguste geborene Wilck (1870–1907) verheiratet. Aus dieser Ehe ging die Tochter Hildegard Johanna Margarete (geboren 1903) hervor. 1905 trat Emil Louis Liepmannssohn aus der jüdischen Religionsgemeinschaft aus. In zweiter Ehe war Emil Louis Liepmannssohn mit der ebenfalls protestantischen Henriette Margarete Paula geborene Intlekofer (1884–1935) verheiratet. 1911 wurde der Sohn Henry Hans geboren, der als Kleinkind von Pfarrer Bogan in der Matthäuskirche getauft wurde. Emil Louis Liepmannssohn war Textilgroßkaufmann und gemeinsam mit Moritz Loeb Inhaber der Fa. Moritz Loeb & Co in der Scharrenstraße 9a in Berlin C 11. Die Firma produzierte wohl vornehmlich Wäsche für Krankenhausbetriebe. Er war offensichtlich ein der Technik gegenüber aufgeschlossener Mann, darauf deutet der am 5. Oktober 1901 ausgestellte Führerschein mit der (frühen) Nr. 108 hin. Die Tochter Hildegard Johanna Margarete heiratete Friedrich Wilhelm Dittner (1904–1967), der Sohn Henry Hans emigrierte 1935 nach Südafrika, wo er 1945 starb. 1939 zogen die beiden unverheirateten Schwestern, Johanna und Margarete Caroline, zu Emil Louis Liepmannssohn in die Martinstraße 8. Von dort wurden die drei Geschwister am 19. Januar 1942 über den Bahnhof Grunewald nach Riga deportiert. Ob die Geschwister in dem ungewöhnlich kalten Winter Riga überhaupt erreichten oder bereits auf dem Transport dorthin starben, lässt sich nicht mehr ermitteln. |
|      | Elly Lisser                                         | Düppelstraße 32                                                       |      | 12. Nov. 2016 | Elly Lisser kam am 3. April 1883 in Hirschberg i.Rsgb. als Tochter des Rechtsanwalts und Notars Emil Lisser und seiner Frau Paula geborene Freund zur Welt, sie hatte einen zwei Jahre jüngeren Bruder Dankmar. Ihr Vater hatte zunächst seine Praxis in Hirschberg, Am Markt Nr. 1. Um die Jahrhundertwende zog die Familie nach Breslau. Ihr Bruder Dankmar kämpfte im Ersten Weltkrieg und wurde als vermisst gemeldet. Elly blieb ledig, zog nach Berlin und gehörte der evangelischen Kirche an. Sie besuchte eine Hochschule und eine Fotofachschule. Danach arbeitete sie als Fotografin ab 1916 im eigenen Atelier in der Kaiserallee 26 (heute Bundesallee 26) und sie nannte sich Elli mit „i“. Sie machte Porträtfotos von Schauspielern und Prominenten wie dem Philosophen und Psychologen Max Dessoir, den Politikern Wilhelm Hellpach und Reinhold von Sydow und dem Wissenschaftler Georg Wegener. Diese Aufnahmen erschienen in Zeitschriften des Ullstein-Verlages. Bis 1933 war sie in der Kaiserallee ansässig, nach der Machtergreifung durch die Nationalsozialisten begann ihre Odyssee durch Berlin: 1934 wohnte sie in Steglitz, Kleiststraße 31 (später Brentanostraße), 1935 dort in der Nummer 22, noch hatte sie Telefon. 1936 wohnte sie in der Schildhornstraße 6, 1939 als Untermieterin in der Arndtstraße 40 II bei Gertrud Baer. Von dort musste sie zumindest noch einmal umziehen, und zwar in die Düppelstraße 32 in eine Mansarde mit einer Monatsmiete von 10 Reichsmark. Sie leistete Zwangsarbeit bei der Luftschiffbau Zeppelin GmbH Abteilung Ballonbau in Tempelhof und erhielt dafür Lohn in Höhe von 21,00 Reichsmark. Am 28. Februar 1943 musste sie die Vermögenserklärung abgeben, sie hatte fast keinerlei Vermögen außer 20 Mark. Über die Sammelstelle Levetzowstraße wurde sie am 2. März 1943 im Rahmen der Fabrikaktion mit dem 32. Osttransport nach Auschwitz deportiert und dort vermutlich sofort ermordet. Nach ihrer Deportation ergab die Verwertung ihres bescheidenen Besitzes (1 Schrank und 1 Kommode) einen Erlös von 10,00 Mark. |
|      | Robert Löwenberg                                    | Wrangelstraße 6–7                                                     |      | 1. Juni 2017  | Robert Löwenberg kam am 1. August 1862 in Czersk / Konitz als Sohn des Elias Löwenberg und seiner Frau zur Welt. Er heiratete Therese Lesser und wohnte mit ihr in Bromberg. Die Kinder wurden geboren: Grete und Herta, (beide starben vor 1896), am 3. Januar 1896 kam Else und am 13. Juli 1898 Fritz auf die Welt. Seine Frau starb 1916 und 1922 folgte Robert Löwenberg seinen beiden Kindern Fritz und Else nach Berlin. Else war Konzertsängerin und trat unter dem Künstlernamen Else Löwen auf, Fritz Löwenberg studierte Jura, sie wohnten in einer 5-Zimmer-Wohnung in der Wilmersdorfer Straße. Fritz Löwenberg wurde promoviert und eröffnete 1929 eine Anwaltspraxis in der Wohnung. Nach 1933 zog die Familie in immer kleinere Wohnungen. 1938 wurde Dr. Fritz Löwenberg die Zulassung als Rechtsanwalt entzogen und er emigrierte nach Argentinien. Robert Löwenberg zog 1939 in das Jüdische Blindenheim. Im Herbst 1941 musste er mit seinen Mitbewohnern in das Blinden- und Taubstummenheim nach Weißensee in die Parkstraße 22 ziehen. In seiner Vermögenserklärung gab er an, seine Tochter Else lebe in der Woyrschstraße 46 (heute Genthinerstraße). Am 14. September 1942 wurde er mit mehreren Mitbewohnern nach Theresienstadt deportiert, wo er am 16. Oktober 1942 ermordet wurde. Die offizielle Todesursache war Enteritis, Darmkatarrh. Er hinterließ kein Vermögen. Else Löwenberg wurde am 12. Januar 1943 aus der Woyrschstraße nach Auschwitz deportiert und ermordet. Dr. Fritz Löwenberg starb am 3. September 1958 in Buenos Aires. Sein Erbe war ein in Berlin lebender Neffe. |
|      | Johanna Loschinski                                  | Stirnerstraße 1 ehem. Hardenbergstraße 6 ehem. Gerhard-Weber-Straße 1 | Lage | 3. Juli 2010  | Johanna (Hannchen) Loschinski, geborene Lewin, wurde am 21. Februar 1869 in Bythin Kreis Samter (heute Bytyń in Polen) als Tochter ihrer jüdischen Eltern Heimann Lewin und Friederika Lewin (geborene Dobrin) geboren. Am 27. Februar 1899 hatte sie in Samter heute (Szamotuły in Polen) ihren Ehemann Salomon (später Sally) Loschinski (geboren am 26. Juni 1874 in Kiszkowo Kreis Gnesen) geheiratet. Sie war die Mutter von Herbert (geboren am 3. Januar 1900), Ruth (geboren am 13. Juni 1901), Ernst (geboren am 13. Januar 1903), Hilde (geboren am 13. März 1905; verheiratete Toller), Siegbert (geboren am 25. Dezember 1906) und Ruth (geboren am 25. Juli 1908; verheiratete Kantor; verwitwete Fabian), die alle in Pudewitz Kreis Posen-Ost (heute Pobiedziska in Polen) geboren wurden. 1939 war sie verwitwet und wohnte mit ihrer Tochter Ruth Fabian und ihrer Enkelin Margit Fabian in der Gerhard-Weber-Straße 1, die von 1937 bis 1947 durch eine Umbenennung nach einem „NS-Märtyrer“ entstand, vorher war es die Hardenbergstraße 6 (heute Stirnerstraße 1). 1942 wurde sie in eine Wohnung in der Kreutzigerstraße 10 Berlin-Friedrichshain bei Schindler als Untermieterin eingewiesen. Von dort wurde sie mit dem 3. Großen Alterstransport am 3. Oktober 1942 nach Theresienstadt deportiert und am 10. November 1942 ermordet. Nur ihr Sohn Ernst überlebte den Holocaust, er konnte laut Informationen aus dem Bundesarchiv untertauchen. Zuletzt lebte er mit seiner Mutter zusammen, wie sie in ihrer Vermögenserklärung kurz vor der Deportation angab. Nach dem Ende des Zweiten Weltkriegs wohnte er in Berlin, 1946 suchte er in Der Weg. Zeitschrift für Fragen des Judentums in einer Anzeige nach seinen Schwestern und deren Kindern und 1955 führte er eine Klage auf Wiedergutmachung. Die Tochter Hilde wurde am 1. März 1943 aus der Kommandantenstraße 65 in Kreuzberg nach Auschwitz deportiert und ermordet, ihr Mann Paul Toller (geboren am 27. November 1886 in Königsberg in Ostpreußen; gestorben am 25. März 1942) war 1938 bereits im KZ Buchenwald inhaftiert, wurde von dort in das KZ Mauthausen deportiert und ermordet. Das Schicksal ihres Kindes Siegfried (geboren am 24. Mai 1934 in Berlin) dem Enkel von ihr, ist ungeklärt und er ist im Gegensatz zu seinen Eltern nicht als Opfer des Holocaust bekannt. Er wurde noch am 1. April 1940 in die Jüdische Knabenvolksschule der Jüdischen Gemeinde Berlin nahe dem Alexanderplatz in der Kaiserstraße 29/30 (heute Jacobystraße) eingeschult, als seine Adresse wird in Berlin-Kreuzberg die Ritterstraße 53 bei Urspringer genannt. Die Witwe Auguste Urspringer (geborene Bamberger am 5. Mai 1878 in Markelsheim / Württemberg) war Schneiderin und wurde am 19. Januar 1942 von dort nach Riga deportiert. und ermordet |
|      | Erna Lustig                                         | Björnsonstraße 1                                                      | Lage | 10. Mai 2011  | Erna Henriette Lustig kam am 29. August 1895 in Berlin als Tochter des Reisenden Georg Lustig und seiner Frau Gertrud geborene Roth zur Welt. Ihr Bruder war der nach Amerika ausgewanderte Ludwig Lustig. Sie blieb ledig und war von Beruf Sekretärin. Seit 1925 lebte sie in dem seinerzeit neu erbauten Reihenhaus Björnsonstraße 1, zunächst als Mieterin, seit 1932 als Eigentümerin. 1939 wohnte die nichtjüdische Bertha Kirschke bei ihr zur Untermiete. 1942 musste Erna Lustig das Haus an den Freiherrn Ferdinand von Lüdinghausen, genannt Wolf, verkaufen und zwar auf Grund der Verordnung über den Einsatz des jüdischen Vermögens vom 3. Dezember 1938. Erna Lustig musste aus dem Haus ausziehen und in eine sogenannte Judenwohnung in Halensee, Schweidnitzer Straße 6, ziehen. Sie wohnte dort mit Emma Fabian zusammen. Am 9. Dezember 1942 wurde sie nach Auschwitz deportiert und dort ermordet. |
|      | Lydia Marcus                                        | Holsteinische Straße 44                                               |      | 16. Okt. 2014 | Lydia Clara Gelles wurde am 15. September 1906 als Tochter jüdischer Eltern geboren. Sie heiratete den am 18. Dezember 1895 in Leipzig geborenen Alfred Marcus. Die Ehe blieb kinderlos. Alfred Marcus gelang es auszuwandern; Lydia Marcus musste im Goerzwerk für Zeiss Ikon Zwangsarbeit leisten. Sie wohnte als Untermieterin bei Helene Wittenberg in der Holsteinischen Straße 44. Am 27. Februar 1943 wurde Lydia Marcus im Rahmen der Fabrikaktion verhaftet und mit dem 31. Osttransport am 1. März 1943 nach Auschwitz deportiert. Als sie dort eintraf, war sie 36 Jahre alt. Vielleicht gehörte sie noch zu den 385 Frauen, die als arbeitsfähig eingestuft wurden und die im BUNA-Werk arbeiten mussten. Ihr Todesdatum ist unbekannt. |
|      | Recha Marcus                                        | Steinstraße 4                                                         | Lage | 7. März 2009  | Recha Marcus wurde am 15. Februar 1883 in Posen in eine jüdische Familie geboren. Sie zog nach Berlin und wohnte bei ihrem Bruder, dem Apotheker Arnold Marcus, in dessen Haus in der Steinstraße 4. Arnolds Schwiegermutter, Adele Bendheim, lebte ebenfalls dort. Recha Marcus war Weißnäherin und versorgte die Familie mit sauberer Wäsche. In der Familie erinnerte man sich an sie: „Sie war klein von Statur, …, ihre Haut war hell und sie hatte ein freundlich liebenswürdiges Wesen.“ Am 29. November 1942 wurde sie zusammen mit Margarete Bendheim, der Schwester ihrer Schwägerin Erna Marcus, nach Auschwitz deportiert und ermordet. |
|      | Regina Marcus                                       | Holsteinische Straße 54                                               |      | 16. Okt. 2014 | Regina Marcus wurde am 20. Juli 1884 als Tochter jüdischer Eltern in Thorn geboren. Sie blieb ledig, ihr Beruf ist unbekannt. Sie war 1939 Untermieterin bei Valerie Urbach. Am 2. April 1942 wurde sie nach Warschau deportiert, in Trawniki wurde sie zu einem unbekannten Zeitpunkt ermordet. |
|      | Estella Marchand                                    | Attilastraße 73                                                       |      | 14. Nov. 2015 | Esther Maria Elisabeth (Estella) Pschatowska kam am 29. Mai 1878 in Lodz/Polen als Tochter des Kaufmanns und Pelzgroßhändlers Samuel Pschatowska und seiner Frau Lia geborene Jakubowicz auf die Welt. 1900 zog sie nach Berlin und heiratete 1909 den Chemiker Heinrich Simon Richard Marchand, die Ehe blieb kinderlos. Beide gehörten der katholischen Religion an. Ihr Mann war Fabrikdirektor und Prokurist bei der Firma Gustav Lohse A.G. und Inhaber mehrerer Patente. 1936 wohnte das Ehepaar in der Attilastraße 73. Am 8. August 1943 wurde Estella Marchand erstmals verhaftet, aber am 28. August 1943 aufgrund einer Intervention ihres Mannes wieder freigelassen. Am 14. Oktober 1943 wurde sie jedoch erneut von den Nationalsozialisten verhaftet und am 27. März 1945 mit dem letzten Transport von Berlin nach Theresienstadt deportiert. Sie überlebte Theresienstadt und kehrte nach Kriegsende nach Berlin zurück. Ihr Mann war in der Zwischenzeit verstorben und ihr Besitz geplündert, sie wohnte dann am Munsterdamm in einer kleinen Wohnung und starb 1959. |
|      | Marie Marwitz                                       | Albrechtstraße 59a                                                    | Lage | 3. Juli 2010  | Marie Marwitz geborene Pniower wurde am 6. März 1871 als Tochter von Ida Abel und Fedor Moritz Pniower in Berlin geboren. Ihr Vater war Amtsrichter. Ihre Geschwister waren Helene (geboren 1875), Franz Moritz (geboren 1877) und Caecilie Anna (geboren 1879). Sie heiratete Willy Marwitz, der später Senatspräsident wurde und lebte mit ihm in der Stierstraße in Friedenau. Ihre Schwester Helene heiratete dessen Bruder, den Anwalt Bruno Marwitz. Die Kinder von Marie und Willy Marwitz waren Gertrude, Edith und Ilse. Gertrude emigrierte nach Australien, Edith heiratete Oscar Dschenffzig und starb 1918 in Kiel, Ilse heiratete Georg Strassmann und emigrierte in die USA. Nachkommen von Edith leben in Deutschland und Argentinien, Nachkommen von Ilse leben in den USA. Willy Marwitz starb am 1. November 1930 in Berlin. Marie Marwitz zog aus der Stierstraße in die Albrechtstraße 59a. Von dort wurde sie am 5. August 1942 nach Theresienstadt deportiert, wo sie am 2. Juli 1944 ermordet wurde. |
|      | Emma Matzdorff                                      | Am Bäkequell 3                                                        | Lage | 30. Nov. 2012 | Emma Falkenheim wurde am 31. Dezember 1864 in Kosten als Tochter von Isaac Falkenheim und seiner Frau Luise geborene Wiedemann geboren. Sie heiratete am 9. November 1891 den Regierungsbaumeister Georg Matzdorff. Sie hatten 3 Kinder: Hermann Alfred (geboren 1892), Hedwig (geboren 1895) und Marie Helene (geboren 1897). Hermann Alfred fiel im Ersten Weltkrieg. Georg Matzdorff starb 1930. Hedwig heiratete den nichtjüdischen Erich Adolf Otto Lange und überlebte in einer privilegierten Mischehe in Berlin das Naziregime. Marie Helene heiratete Emil Arensburg und emigrierte nach Stockholm. Emma Matzdorff musste aus ihrer Wohnung Am Bäkequell 3 ausziehen und als Untermieterin zum Arbeitsrichter Martin Matzdorf in die Fregestraße 78 in Friedenau ziehen. Von dort musste sie ins „Israelitische Lehrerinnenheim“ in der Baseler Straße 13 ziehen, eine Sammeladresse, von wo sie am 14. September 1942 nach Theresienstadt deportiert wurde. Dort starb sie im Juni 1943. |
|      | Alice Mendelsohn                                    | Worpsweder Straße 6                                                   |      | 13. Okt. 2018 | |
|      | Ernst Mendelsohn                                    | Worpsweder Straße 6                                                   |      | 13. Okt. 2018 | |
|      | Eva Mendelsohn                                      | Worpsweder Straße 6                                                   |      | 13. Okt. 2018 | |
|      | Walter Merory                                       | Düppelstraße 39a                                                      |      | 7. Sep. 2017  | Walter Siegbert Merory kam am 3. Juli 1899 in Berlin als Sohn des Buchhalters Isidore Merory und seiner Frau Amalie Maria geborene Bogen zur Welt. Er hatte vier ältere Geschwister und sechs jüngere. Alle Familienmitglieder hatten die polnische Staatsangehörigkeit. Walter Merory wurde Bäcker und heiratete am 29. März 1926 in Steglitz die Hausangestellte Maria Magdalena Häring, die Tochter Ingeburg wurde am 28. Februar 1928 geboren. Die Familie zog in die Düppelstraße 39a, am 31. Januar 1939 starb seine Frau. 1938 wurden seine Brüder Martin Moritz, Siegbert und Joseph nach Bentschen abgeschoben, sie kamen unter ungeklärten Umständen ums Leben. Am 13. September 1939 wurde Walter Merory verhaftet und in das KZ Sachsenhausen gebracht, von dort kam er in das KZ Neuengamme und vom 30. Mai 1941 bis zum 18. Mai 1942 war er im KZ Dachau. Am 18. Mai 1942 wurde er in der Tötungsanstalt Hartheim ermordet. Im Dezember 1942 veranlasste die Verwaltung des KZ Dachau die Beisetzung der Urne Walter Merorys auf dem Jüdischen Friedhof Weißensee. Seine verwitwete Mutter und seine Schwestern Sophie und Rosa wurden gemeinsam aus der Yorckstraße 74 VH I links am 19. Januar 1942 nach Riga deportiert und dort ermordet. Seine Tochter Ingeburg überlebte bei einer Verwandten mütterlicherseits im Riesengebirge. |
|      | Erich Meyer                                         | Albrechtstraße 16                                                     |      | 4. Mai 2016   | Erich Meyer kam am 9. Januar 1880 in Aachen als Sohn des Adolf Meyer und seiner Frau Auguste geborene Salomon zur Welt. Er wurde Kaufmann und heiratete 1921 in Berlin die nichtjüdische Maria Martha Matilde Krumbügel. 1931 lebte das Paar in Steglitz in der Albrechtstraße 53 b, Erich Meyer war damals kaufmännischer Angestellter. 1939 lebte das Paar in der Belle Alliance Straße 32, in dem Haus, in dem seine Frau Maria 1921 zur Zeit ihrer Heirat gewohnt hatte. Erich Meyer wurde am 6. Oktober 1941 von der Gestapo Konstanz ins KZ Flossenbürg als Schutzhäftling eingeliefert. Er starb dort im Häftlingskrankenbau am 16. Januar 1942 an einer Sepsis nach Kopfschwartenphlegmonen. |
|      | Gerda M. Meyer                                      | Schönhauser Straße 16b                                                |      | 14. Okt. 2024 | Gerda Margarete Meyer kam am 27. März 1910 in Berlin als Tochter des jüdischen Kaufmanns Fritz Meyer und seiner nichtjüdischen Frau Anna Luise Paula geborene Balleer zur Welt. Ihre älteren Geschwister waren Hans Erich (1904) und Irmgard (1905). Gerda erhielt eine gute Schulausbildung, nach ihrem Abschluss verbrachte sie eine Zeit im Ausland. Anschließend besuchte sie die Soziale Frauenschule (heute Alice Salomon Hochschule Berlin) und wurde Fürsorgerin. Hier lernte sie Lilli Mellenthin kennen, ihre beste Freundin. 1930 heirate ihre Schwester Irmgard den Diplomingenieur Theodor Richard Müller. Am 5. Juni 1933 starb Irmgard aus unbekannten Gründen. Am 26. Juli 1933 beendete Gerda ihre Ausbildung als Fürsorgerin mit einem Einser-Examen, durfte aber wegen des Berufsverbots nicht arbeiten. Ein Freund der Familie stellte sie als Sekretärin und später als Geschäftsführerin ein. Gerda blieb bis Ende 1944 bei ihm beschäftigt. 1939 lebte Gerda mit ihren Eltern in der Schönhauser Straße 16 b. Sowohl ihr Bruder Hans Erich als auch ihre Eltern konnten nach Südafrika auswandern. Am 16. November 1941 lernte Gerda den jüdischen Werner Rabinowicz kennen. Er hatte bis 1934 an der Friedrich-Wilhelms-Universität (heute: Humboldt-Universität) studiert. Anschließend musste er im Straßenbau arbeiten. Er war Diabetiker und ohne festen Wohnsitz. Dennoch verbrachten beide eine glückliche Zeit. Angesichts der drohenden Deportation beging Werner Rabinowicz Suizid, er starb am 6. März 1943 in Gerdas Armen. Gerda überlebte, auch mithilfe ihrer Freundin Lilli Mellenthin. Sie starb mit 99 Jahren in Dortmund. |
|      | Irmgard Meyer                                       | Schönhauser Straße 16b                                                |      | 14. Okt. 2024 | Irmgard Meyer kam am 30. März 1905 in Berlin als Tochter des jüdischen Kaufmanns Fritz Meyer und seiner Frau Anna Luise Paula geborene Balleer zur Welt. Ihre Geschwister waren Hans Erich (1904) und Gerda Margarete (1905). Nach ihrem Schulabschluss verbrachte Irmgard drei Monate in Frankreich. Irmgard heiratete am 13. Dezember 1930 vor dem Standesamt Steglitz den Diplomingenieur Dr. Theodor Richard Müller. Damals war sie Thorastudentin. Das Paar wohnte in Steglitz Liliencronstraße 10. Irmgard starb am 5. Juni 1933 in ihrer Wohnung in der Berlinickestraße 4. An diesem Tag wurde sie noch um 13:00 Uhr lebend gesehen, um 14:00 Uhr wurde sie in der Wohnung tot aufgefunden. Ihr Mann heiratete 1938 erneut und kam 1940 bei einem Flugzeugabsturz ums Leben. |
|      | Cäcilie Michel                                      | Kieler Straße 5                                                       |      | 12. Juli 2019 | Cäcilie Kronenberg kam am 27. Januar 1876 in Ruhrort am Rhein zur Welt, ihre Eltern waren Salomon Kronenberg und seine Frau Jeanette geborene Wahl. Cäcilie hatte vier ältere und drei jüngere Schwestern und drei ältere Brüder; zwei Brüder waren kurz nach der Geburt gestorben. Der Vater Salomon Kronenberg war am 1. Dezember 1834 in Störmede / Westfalen geboren, er wurde Lehrer und Kantor und war seit dem 9. August 1874 im Dienst der Synagogengemeinde Ruhrort tätig. Cäcilie Kronenberg heiratete am 6. Juni 1900 den Kaufmann Adolf Michel. Dieser war am 29. September 1870 in Mandel / Kreis Kreuznach geboren. Das Ehepaar zog nach Kreuznach, wo Adolf Michel 1910 starb. Ob sie Kinder hatten, konnte nicht ermittelt werden. Die Spur von Cäcilie Michel verliert sich hier, in Kreuznach wurde sie nicht mehr erfasst und auch nicht in Ruhrort, ihrem Geburtsort. Sie muss wohl als Angestellte gearbeitet haben. Erst 1939 bei der Volkszählung erschien sie als Untermieterin bei Josef Graber in der Kieler Straße 5 in Berlin-Steglitz. Als dieser mit seiner Frau und seinem Sohn am 2. April 1942 deportiert wurde, musste Cäcilie Michel ausziehen und in die Franz-Kopp-Straße 21 (heute Leberstraße) als Untermieterin zu Schäfer ziehen. Sie lebte von einer Angestelltenversicherungsrente in Höhe von 54,50 Mark monatlich. Aus der Franz-Kopp-Straße 21 wurde Cäcilie Michel am 26. Oktober 1942 nach Riga deportiert, wo sie am 29. Oktober 1942 ermordet wurde. Für ihren Bruder, den Bankier Leopold Kronenberg, und dessen Frau Elise wurden vor dem Haus Innsbrucker Straße 14/15 Stolpersteine verlegt. |
|      | Frida Mosler                                        | Rothenburgstraße 24                                                   |      | 12. Sep. 2024 | |
|      | Kurt Mosler                                         | Rothenburgstraße 24                                                   |      | 12. Sep. 2024 | |
|      | Traud Mosler                                        | Rothenburgstraße 24                                                   |      | 12. Sep. 2024 | |
|      | Werner Mosler                                       | Rothenburgstraße 24                                                   |      | 12. Sep. 2024 | |
|      | Gertrud Müller                                      | Martinstraße 3                                                        |      | 29. Okt. 2020 | Gertrud Blumenthal kam am 30. September 1892 in Bromberg (heute Bydgoszcz, Polen) als Tochter des Simon Blumenthal und seiner Frau Meta geborene Sänger zur Welt. Sie hatte vier jüngere Schwestern: Edith (1894), Lucie (1896), Käthe (1900) und Margot (1904). Gertrud wurde Sekretärin und arbeitete in Berlin in einer Anwaltskanzlei. Sie heiratete 1925 den nichtjüdischen Kaufmann für Bürobedarf Gustav Adolf Müller, der aus seiner ersten Ehe zwei Kinder, Martin und Inge, in die Ehe brachte. Die Familie lebte in der Martinstraße 3, zunächst als Mieter, ab 1928 als Eigentümer des Hauses. Adolf Müller starb am 15. März 1942, das Haus erbten Gertrud Müller und die beiden Kinder aus erster Ehe. Mit dem Tod des nichtjüdischen Ehemanns endete der relative Schutz der privilegierten Mischehe. Die Tochter Inge, die einen Herrn Fink geheiratet hatte und auf Sylt lebte, übertrug ihren Erbanteil auf ihren Bruder Martin Müller-Wirth, Gertrud verkaufte ihren Anteil an Martin Müller-Wirth zu einem Preis von 8000,00 RM. Dieser Betrag wurde auf ein Sperrkonto eingezahlt. Im Mai 1943 musste Gertrud Müller ihre Wohnung räumen, sie durfte nichts mitnehmen. Sie wurde eingewiesen in eine Wohnung im Prenzlauer Berg, Jostystraße 10 (Straße existiert heute nicht mehr) zur Untermiete bei Neumann in ein möbliertes Zimmer. In der Sammelstelle Große Hamburger Straße füllte Gertrud Müller am 29. Oktober 1943 die Vermögenserklärung aus, eigenes Wohnungsinventar habe sie nicht mehr, auf dem Sperrkonto liege noch ein Betrag von 3000,00 RM. Am 15. November 1943 wurde Gertrud Müller nach Theresienstadt deportiert und weiter am 15. Mai 1944 in das KZ Auschwitz, wo sie vermutlich sofort nach ihrer Ankunft ermordet wurde. Ihre Mutter Meta und ihre Schwestern Käthe und Margot wurden ebenfalls ermordet, es überlebten die Schwestern Edith und Lucie. |
|      | Doris Neuhaus                                       | Althoffstraße 8                                                       | Lage | 3. Juli 2010  | Doris Kron wurde am 5. Februar 1875bundesarchiv.de in Neidenburg/Ostpreußen als Tochter jüdischer Eltern geboren. Sie heiratete den nichtjüdischen Eugen Neuhaus, der 1876 geboren war. Sie hatten die Kinder Else (geboren am 26. Oktober 1903) und Gerhard (geboren am 25. Oktober 1907). Am 22. Mai 1939 starb ihr Ehemann. Sie ließ sich am 24. Dezember 1939 von Pfarrer Zippel in der Lukaskirche taufen. Seit 1938 lebte sie bei ihrer Tochter Else in der Althoffstraße 8. Am 9. Februar 1944 wurde sie nach Theresienstadt deportiert, überlebte und kehrte nach dem Zweiten Weltkrieg nach Berlin zurück, wo sie 1953 starb. |
|      | Anna Neustätter                                     | Vionvillestraße 15                                                    |      | 9. Okt. 2020  | Anna (Annie) Klara Schlesinger kam am 7. Februar 1884 in Dresden als Tochter des Kaufmanns Ludwig Schlesinger und seiner Frau Regina geborene Cohn zur Welt. Ihre jüngeren Geschwister waren Manfred Paul David (1886) und Johanna (1890). Anna Klara heiratete 1932 ihren verwitweten Schwager Max Neustätter. Dessen erste Frau, Johanna, Annas Schwester, hatte zwei Söhne geboren, Hans und Fritz, die jetzt von Anna Neustätter betreut wurden. Max Neustätter war Oberingenieur in den Elektrowerken Steglitz in der Birkbuschstraße, die Familie wohnte in der Vionvillestraße 15 I. Die Familie war mosaischen Glaubens. 1939 verlor Max Neustätter seine Anstellung, auch musste die Familie die Wohnung in der Vionvillestraße verlassen und in eine Judenwohnung in die Werderstraße 3-4 ziehen. Max Neustätter starb am 17. Oktober 1940 im Jüdischen Krankenhaus an Mastdarmkrebs und einer Lungenembolie. Anna Neustätter wurde mit ihren Stiefsöhnen Hans und Fritz in das KZ Auschwitz deportiert und zu einem unbekannten Zeitpunkt ermordet. |
|      | Fritz Neustätter                                    | Vionvillestraße 15                                                    |      | 9. Okt. 2020  | Fritz Neustätter kam am 29. Juli 1927 in Berlin als Sohn des Diplom-Ingenieurs Max Neustätter und seiner Frau Johanna geborene Schlesinger zur Welt. Er hatte einen älteren Bruder Hans, der 1924 geboren war. Die Familie lebte zunächst in der Rathenower Straße und ab 1930 in Steglitz in der Vionvillestraße 15 I. Die Familie war mosaischen Glaubens. Fritz besuchte die 15. Gemeindeschule (die heutige Dunant-Grundschule in der Gritznerstraße), bis er 1938 diese Schule verlassen musste und die jüdische Holdheimschule in der Nürnbergerstraße 66 besuchte. Eine Karteikarte bei den Arolsen Archives lässt vermuten, dass Fritz ab Oktober 1939 bis 30. Mai 1942 eine private jüdische Bildungseinrichtung besuchen konnte. Ab dem 1. Juni 1942 begann die Zwangsarbeit in der Firma Willi Naumann, Schönhauser Allee 132. Fritz musste dort als Revolverdreher arbeiten. Am 14. Dezember 1942 wurde Fritz mit seinem Bruder Hans und seiner Stiefmutter Anna in das KZ Auschwitz deportiert und zu einem unbekannten Zeitpunkt ermordet. |
|      | Hans Neustätter                                     | Vionvillestraße 15                                                    |      | 9. Okt. 2020  | Hans Neustätter kam am 5. April 1924 in Berlin als Sohn des Diplom-Ingenieurs Max Neustätter und seiner Frau Johanna geborene Schlesinger zur Welt. Er hatte einen jüngeren Bruder Fritz. Die Familie lebte zunächst in der Rathenower Straße und ab 1930 in Steglitz in der Vionvillestraße 15 I. Die Familie war mosaischen Glaubens. Hans besuchte das Realprogymnasium zu Lankwitz (die Nachfolgeschule ist heute das Willi-Graf-Gymnasium), sein Bruder Fritz die 15. Gemeindeschule (die heutige Dunant-Grundschule in der Gritznerstraße 19-23). Das Realgymnasium befand sich damals in der Kaulbachstraße 65. Am 12. November 1938 musste Hans Neustätter das Realgymnasium verlassen. Eine Karteikarte bei den Arolsen Archives lässt vermuten, dass er ab 21. Januar 1941 bis 13. April 1942 eine private jüdische Bildungseinrichtung besuchen konnte, dann musste auch er Zwangsarbeit bei der Firma Willi Naumann, Schönhauser Allee 132 als Revolverdreher leisten. 1939 musste die Familie die Wohnung in der Vionvillestraße verlassen und in eine Judenwohnung nach Mitte Werderstraße 3-4 ziehen, wo außer ihnen noch die Untermieterin Margit Schenk wohnte. Am 14. Dezember 1942 wurde Hans mit seinem Bruder Fritz und seiner Stiefmutter Anna in das KZ Auschwitz deportiert und zu einem unbekannten Zeitpunkt ermordet. |
|      | Max Neustätter                                      | Vionvillestraße 15                                                    |      | 9. Okt. 2020  | Max Neustätter kam am 24. Februar 1876 in München als Sohn des Jakob Neustätter und seiner Frau Berta geborene Rottenheim auf die Welt. Er wurde Diplom–Ingenieur und heiratete 1921 in Dresden Johanna Schlesinger, die am 15. April 1890 in Dresden geboren war. Das Paar zog nach Berlin, wo Max Neustätter Oberingenieur in den Elektrowerken Steglitz in der Birkbuschstraße war. Die Söhne kamen zur Welt: Hans am 5. April 1924 und Fritz am 29. Juli 1927. Die Familie war mosaischen Glaubens. Von 1925 bis 1929 wohnte die Familie in der Rathenower Straße 75, ab 1930 in der Vionvillestraße 15 in Steglitz. Johanna Neustätter starb am 17. Juni 1931 und Max Neustätter heiratete 1932 Anna Klara Schlesinger, geboren am 7. Februar 1884 in Dresden, eine Schwester der verstorbenen Johanna. Max Neustätter konnte bis 1939 in seinem Beruf arbeiten, dann musste die Familie aus der Wohnung Vionvillestraße ausziehen und in eine Judenwohnung in der Werderstraße 3-4 ziehen. Max Neustätter starb am 17. Oktober 1940 im Jüdischen Krankenhaus an Mastdarmkrebs und einer Lungenembolie. Seine Frau und seine Söhne wurden am 14. Dezember 1942 in das KZ Auschwitz deportiert und zu einem unbekannten Zeitpunkt ermordet. |
|      | Leopold Neumann                                     | Fregestraße 39b                                                       |      | 19. Sep. 2013 | Leopold Neumann wurde am 3. Oktober 1875 in Bromberg/Posen als Sohn jüdischer Eltern geboren. Er war Handelsvertreter für Schuhwaren. Er heiratete die nichtjüdische Elfriede Hutter, sie hatten keine Kinder. Nach 1939 ließ Elfriede Neumann sich von ihm scheiden. Leopold Neumann musste für die Deutsche Lufthansa Zwangsarbeit leisten. Am 17. März 1943 wurde er nach Theresienstadt deportiert und dort am 26. September 1943 ermordet. |
|      | Johanna Nordheim                                    | Wrangelstraße 6–7                                                     |      | 1. Juni 2017  | Johanna Nordheim kam am 27. November 1866 in Hamburg als erstes Kind der Eheleute Julius Nordheim und seiner Frau Rosa geborene Gans zur Welt. Ihre Geschwister folgten: Alice am 1. Oktober 1876, Paula am 18. Januar 1879 und Robert am 17. Juli 1882 in Hamburg. Der Vater Julius Nordheim war Textilkaufmann und zog um 1895 nach Berlin, um mit einem Verwandten die Firma Eduard Leers & Co. Confectionsstoffe Engr. in der Burgstraße 17 zu betreiben. Johanna Nordheim blieb ledig und gehörte der jüdischen Konfession an. 1908 starb ihre Mutter, 1917 ihr Vater, beide wurden auf dem Jüdischen Friedhof Weißensee beigesetzt. Ob sie blind war und warum sie 1939 in der Jüdischen Blindenanstalt in der Wrangelstraße 6/7 in Steglitz wohnte, wissen wir nicht. Im Herbst 1941 musste Johanna Nordheim mit ihren Mitbewohnern in das Jüdische Blinden- und Taubstummenheim nach Weißensee in die Parkstraße 22 ziehen. Von dort wurde sie am 14. September 1942 mit mehreren ihrer Mitbewohner nach Theresienstadt deportiert, wo sie am 4. Januar 1943 ermordet wurde, sie starb angeblich an einem Darmkatarrh. |
|      | Hedwig Nowak                                        | Menckenstraße 7                                                       |      | 24. Sep. 2024 | |
|      | Rose Ollendorff                                     | Immenweg 7                                                            |      | 18. Nov. 2024 | |
|      | Klara Ostrohanski                                   | Jochemplatz                                                           |      | 14. Dez. 2023 | Klara Tetteles kam am 29. Juli 1873 in Posen zur Welt; ihr Vater war der Kaufmann Ludwig Leiser Tetteles, ihre Mutter hieß Sime Jente geborene Landesberg, ihr Bruder Adolf wurde am 17. April 1877 in Ponewitz Kreis Schaulen geboren. Die Familie zog zunächst nach Hamburg, Klara wurde Damenschneiderin und zog nach Wien. Sie heiratete dort 1906 den jüdischen Leo Franz Josef Ostrohanski, dann zogen sie nach Hamburg. Ihr Bruder heiratete 1901 in London Czeschy (Cilli) Kozedais. Die Ehe von Klara wurde geschieden. Sie und die Familie ihres Bruders zogen nach Berlin. Ab 1918 lebte Klara Ostrohanski in der Schadenrute 28, Stubenrauchplatz 6, in Steglitz. Ihr Bruder wohnte zunächst in der Beckerstraße 24 in Schöneberg, später in der Schönhauserstraße 24. Klara Ostrohanski wurde aus ihrer Wohnung am 19. Januar 1942 nach Riga deportiert und zu einem unbekannten Zeitpunkt ermordet. Ihr Bruder Adolf wurde mit seiner Frau bereits am 8. Oktober 1941 ins Ghetto von Lodz deportiert. Die Straße Schadenrute führte von Steglitz aus am Bahndamm der Berlin-Potsdamer Eisenbahn entlang und war vor ihrer Funktion als Straße ursprünglich ein Schutzstreifen gegen Brandschäden durch überfliegende Funken. Ihre Breite war eine Rute (rheinische)= 3,766 Meter. Die Schadenrute fiel durch den Bau der Westtangente fort und wurde 1966 entwidmet. Das Haus Schadenrute 28 hatte auch die Anschrift Stubenrauchplatz 6, der Stubenrauchplatz heißt heute Jochemplatz, an der Stelle des Hauses Schadenrute 28 befinden sich heute Parkplätze unterhalb der Autobahnabfahrt Filandastraße. |
|      | Martha Pariser                                      | Wrangelstraße 6–7                                                     |      | 2. Dez. 2017  | Martha Pariser kam am 2. Mai 1880 in Gnesen als Tochter des Schneiders Moritz Pariser und seiner Frau Tine (Taube) geborene Puczynska zur Welt. Ihre Schwestern waren Ida (6. Februar 1872) und Johanna (27. April 1878), ein Bruder war bei der Geburt gestorben. Die drei Schwestern zogen nach Berlin, Martha war vermutlich blind oder sehbehindert, sie wohnte 1931 im Jüdischen Blindenheim in der Wrangelstraße 6/7, ihre Schwestern Ida und Johanna lebten zusammen in der Görlitzerstraße 42. Martha blieb bis 1941 in der Wrangelstraße, dann musste sie mit ihren Mitbewohnern in die Jüdische Blinden- und Taubstummenanstalt nach Berlin-Weißensee in die Parkstraße ziehen. Von hier wurde sie am 14. September 1942 mit dem II. Großen Alterstransport nach Theresienstadt deportiert und am 16. Oktober 1944 in das Vernichtungslager Auschwitz. Dort wurde sie im Dezember 1944 ermordet. Ihre Schwestern mussten in die Naunynstraße 51 umziehen, sie wurden in Lodz und Kulmhof ermordet. |
|      | Max Pek                                             | Wrangelstraße 6–7                                                     |      | 2. Dez. 2017  | Max Pek kam am 27. November 1910 in Berlin in einer jüdischen Familie zur Welt. Seine Eltern kamen vermutlich aus Polen, denn in seiner Vermögenserklärung wird als Staatsangehörigkeit angegeben: Polen, bis 1934 D.R. Sein Vorname wurde dort mit Maks, der polnischen Schreibweise, wiedergegeben. Er blieb ledig und wohnte seit dem 19. November 1929 im Jüdischen Blindenheim in Steglitz, Wrangelstraße 6/7, er war vermutlich stark sehbehindert. Im Herbst 1941 musste er mit den anderen Heimbewohnern in das Jüdische Blindenheim nach Weißensee, Parkstraße 22 umziehen. Am 2. Juli 1942 gab Max Pek die Vermögenserklärung ab; er war in der Lage selbst zu unterschreiben. Aus Weißensee wurde er am 15. August 1942 über den Bahnhof Moabit nach Riga deportiert und am 18. August 1942 ermordet. Als Vermögen hinterließ er ein Sparbuch mit einem Guthaben in Höhe von 120,74 Mark. |
|      | Heinz Perez                                         | Hünensteig 14                                                         | Lage | 2. März 2015  | Heinz Perez kam am 19. Juli 1920 in Berlin als Sohn von Rafael Perez und seiner nichtjüdischen Frau Johanna geboren Bender zur Welt. Sein Vater war ein blinder Klavierstimmer, der hochmusikalisch war und gegen Entgelt in Synagogen und Konzerten sang. Nach der Machtergreifung der Nazis weigerte sich seine Mutter, sich von ihrem jüdischen Ehemann scheiden zu lassen. Heinz musste das Paulsen-Gymnasium verlassen und eine weit vom Hünensteig in Steglitz entfernte Schule der Adass Jisroel Gemeinde besuchen. Er absolvierte eine Tischlerlehre und konnte 1938 nach Palästina auswandern. Weil Heinz wie sein Vater hochmusikalisch war, trat er gelegentlich als Amateursänger auf. Bei einem solchen Auftritt verliebte sich Alice Tichauer in Heinz, sie heirateten und gründeten eine Familie. Da Heinz bereits von seinem Vater Klavierstimmen gelernt hatte, konnte er mit der Zeit seine Tätigkeit als Tischler einstellen und sich ganz diesem Beruf widmen. Er starb 2010 mit 90 Jahren. |
|      | Johanna Perez                                       | Hünensteig 14                                                         | Lage | 2. März 2015  | Johanna Bender kam in Berlin am 16. Januar 1888 in einer protestantischen Familie auf die Welt. Sie heiratete gegen den Willen ihrer Familie den bulgarischen Juden Rafael Perez. Dieser war Klavierstimmer und ein sehr guter Sänger. Ihr Sohn Heinz wurde am 19. Juli 1920 geboren. Nach der Machtergreifung der Nazis wurde von ihr verlangt, sich von Rafael Perez scheiden zu lassen. Dies lehnte sie entschieden ab. Der Sohn Heinz konnte nach Palästina emigrieren, Johanna und Rafael Perez gelangten nach England, wo sie bis zu Rafaels’ Tod 1967 lebten. Danach zog Johanna Perez zu ihrem Sohn nach Israel, wo sie 1971 starb. |
|      | Rafael Perez                                        | Hünensteig 14                                                         | Lage | 2. März 2015  | Rafael Perez kam am 10. Mai 1890 in Plowdiv/Bulgarien in einer jüdischen Familie zur Welt. Er erblindete mit 8 Jahren; um ihn zu fördern wurde er von der jüdischen Gemeinde in das Blindenheim nach Jerusalem geschickt, wo er eine Lehre als Bürstenmacher begann. Weil er sehr musikalisch war, gab er die Lehre auf und studierte Musik. Er ging nach Berlin, wohnte im Jüdischen Blindenheim in Steglitz und setzte das Studium am Sternschen Konservatorium fort. Daneben wurde er zum Klavierstimmer ausgebildet, damit konnte er seinen Lebensunterhalt verdienen. Er sang auch gegen Bezahlung im Synagogenchor der Pestalozzistraße und in Konzerten. Dabei lernte er Johanna Bender kennen, eine nichtjüdische Protestantin. Sie heirateten gegen den Widerstand ihrer Familie und 1920 wurde ihr Sohn Heinz geboren. Nach der Machtergreifung der Nazis wurde Johanna bedrängt, sich von Rafael scheiden zu lassen, was sie entschieden ablehnte. Ihr Sohn Heinz musste das Paulsen-Gymnasium verlassen und die weit entfernten Schule von Adass Jisroel besuchen, die Familie wohnte damals in Steglitz im Hünensteig 14. Aus Sorge um seine Zukunft ließen seine Eltern ihn eine Ausbildung zum Tischler machen; glücklicherweise konnte er im Oktober 1938 nach Palästina emigrieren. Rafael und Johanna Perez entkamen dem Terror dank der britischen Regierung, die 150 arbeitsfähigen Blinden die Einreise nach England gewährte. Am Tag nach seiner Ankunft in England nahm Rafael seinen Blindenstock und sein Werkzeug und ging zum Klavierstimmen. Sie lebten in London bis Rafael 1967 starb, seine Witwe Johanna zog danach zu ihrem Sohn Heinz nach Israel. |
|      | Eugen Pincus                                        | Dünther Straße 11                                                     |      | 29. Okt. 2020 | Eugen Pincus kam am 12. April 1878 in Berlin als Sohn des Kaufmanns David Pincus und seiner Frau Martha geborene Joseph zur Welt. Seine jüngeren Brüder waren Walter (18. Dezember 1879) und Kurt (22. April 1883), der Letztere war taubstumm. Die Familie wohnte in der Waldemarstraße 33. Nachdem Eugen eine Handelsschule in Berlin besucht hatte, wurde er Bankbeamter. Seine Mutter starb am 11. September 1912, einen knappen Monat später, am 9. Oktober 1912, heiratete Eugen die nichtjüdische Operationsschwester Berta Fanny Stein, die zur mosaischen Religion konvertiert war. Bis zur Heirat wohnte Eugen noch in der Rosenheimer Straße 7 bei seinen Eltern, danach zog er mit seiner Frau nach Steglitz in die Feuerbachstraße 6 (ab 1934 Nr: 56). 1918 heiratete sein Bruder Walter die nichtjüdische Wally Städtler. 1920 starb Eugens Vater. Sein Bruder Walter war Arzt und praktizierte als Facharzt für Chirurgie in der Schillstraße 18, sein Bruder Kurt war Wäschezuschneider geworden. Ab 1932 war Eugen Bankbeamter im Ruhestand, da war er 54 Jahre alt. 1936 zog Eugen Pincus mit seiner Frau in die nahegelegene Düntherstraße 11, in ein Haus mit nur vier Mietparteien. Sein Bruder Walter war bereits am 23. März 1933 mit seiner Frau Wally in die Schweiz emigriert, von dort nach Liechtenstein, sie wurden ausgewiesen und gingen zurück in die Schweiz, 1937 aber wieder nach Vaduz, Liechtenstein. 1937 kam auch der jüngste Bruder Kurt nach Liechtenstein, die Brüder erhielten zwar keine Aufenthaltsberechtigung, wurden aber bis 1945 toleriert. Eugens Frau, Berta Fanny Pincus, trat am 12. September 1938 aus der jüdischen Glaubensgemeinschaft aus, damals arbeitete sie als Krankenschwester an der Universitätsklinik in Jena. 1941 führte sie gegenüber den Behörden den Nachweis, dass sie „deutschblütig“, d. h. nichtjüdisch war und den zusätzlichen Vornamen „Sara“ nicht zu führen brauchte. Eugen Pincus und seine Frau mussten noch einmal umziehen und zwar in die Albrechtstraße 38, ein Haus, in dem bereits mehrere Jüdinnen und Juden wohnten. Eugen Pincus sah keinen Ausweg als die Flucht in den Tod, am 1. April 1942 starb er an einer Schlafmittelvergiftung. Seine Frau Fanny ließ ihn auf dem Jüdischen Friedhof Weißensee beisetzen. |
|      | Hertha Pulvermacher                                 | Wrangelstraße 6–7                                                     |      | 1. Sep. 2018  | Bei Hertha Pulvermacher ist schon das Geburtsdatum unklar: sie wurde in Berlin geboren, entweder am 26. Juli 1874 oder am 26. Juli 1894. Bei der Volkszählung 1939 wurde das Geburtsjahr 1874 angegeben, ebenso in ihrer Vermögenserklärung vom 8. September 1942. Das Geburtsjahr 1894 wurde angegeben in der Deportationsliste mit dem Zusatz „gebrechlich“, auch das Archiv von Theresienstadt und das Gedenkbuch des Bundesarchivs geben das Geburtsjahr mit 1894 an. Seit wann sie im Jüdischen Blindenheim in Steglitz wohnte, wissen wir nicht, jedenfalls bei der Volkszählung 1939 wurde sie dort erfasst. Sie war ledig geblieben, gehörte der jüdischen Konfession an und sie hatte die deutsche Staatsangehörigkeit. Im November 1941 musste sie mit ihren Mitbewohnern in das Jüdische Blinden- und Taubstummenheim nach Weißensee ziehen. Am 8. September 1942 hatte sie die Vermögenserklärung abzugeben, das Formular füllte jemand anders aus, Hertha Pulvermacher konnte unterschreiben, sie war aber stark sehbehindert. Am 14. September 1942 wurde sie nach Theresienstadt deportiert, wo sie am 29. März 1944 starb. |
|      | Werner Rabinowicz                                   | Schönhauser Straße 16b                                                |      | 14. Okt. 2024 | Werner Rabinowicz kam am 4. Juli 1910 in Stettin als Sohn des Kaufmanns Salomon Rabinowicz und seiner Frau Else Ruth geborene Brand zur Welt. Nach dem Schulabschluss studierte er von 1929 bis 1934 an der Friedrich-Wilhelms-Universität (heute Humboldt-Universität) an der Philosophischen Fakultät. Sein Vater starb 1933, seine Mutter zog nach Tiergarten in die Elberfelder Straße 15, wo Werner ebenfalls wohnte. Er musste im Straßenbau Zwangsarbeit leisten, obwohl er Diabetiker war. Am 16. November 1941 lernte er Gerda M. Meyer kennen. Seine Mutter emigrierte 1942 nach Argentinien. Dann hatte er keinen festen Wohnsitz mehr. Gerda und Werner verbrachten dennoch eine glückliche Zeit miteinander. Als Werner 1943 keine Möglichkeit mehr sah, der Deportation zu entkommen, entschied er sich für die Flucht in den Tod. Er starb in Gerdas Armen am 6. März 1943. |
|      | Frida Rebhun                                        | Poschingerstraße 14 (Ecke Bismarckstraße)                             |      | 7. Juli 2008  | Frieda Josephy wurde am 17. Februar 1891 in Parchim (Mecklenburg) als Tochter jüdischer Eltern geboren. Sie hatte einen Bruder Artur (geboren am 21. Januar 1898). Frieda Josephy heiratete den Kaufmann Leopold Rebhun (geboren am 20. Juni 1885 in Berlin); Zwillinge wurden geboren: Heinz und Kurt (geboren 1918). Ihr Mann Leopold starb am 1. Juni 1940 in den Wittenauer Heilstätten und wurde auf dem Jüdischen Friedhof Weißensee begraben. 1936 wanderten ihre Söhne nach Palästina aus. Frieda Rebhun lebte als Witwe in der Poschinger Straße 14. Ihr Bruder Artur war nach China emigriert; er versuchte, sie aus dem Ausland finanziell zu unterstützen, was die Vermögensverwertungsstelle zu einer Einziehung des Vermögens veranlasste. Frieda Rebhun arbeitete 1941 bei dem jüdischen Rechtsanwalt Bernhard Blau, der sich wegen seiner jüdischen Herkunft nur noch „Konsulent“ nennen durfte. Am 26. September 1942 wurde Frieda Rebhun nach Raasiku deportiert und dort ermordet. |
|      | Adela Restin                                        | Düppelstraße 30                                                       |      | 1. Sep. 2018  | Adela Semmel kam am 11. Oktober 1878 in Borck/Kreis Posen als Tochter des jüdischen Kaufmannes Adolf Semmel und seiner Frau Sara geborene Keil auf die Welt. Sie wurde Stenografin, zog nach Berlin und heiratete am 23. September 1905 den nichtjüdischen Ingenieur Ferdinand Hugo Wilhelm Restin. Am 14. November 1906 kam der Sohn Max in Berlin auf die Welt. Adelas Mann arbeitete als Dekorateur, ab 1921 war er Teilhaber in der Firma W. Loeber Nachf., seit 1912 wohnte die Familie in der Düppelstraße 30. Adelas Mann Wilhelm Restin starb am 10. November 1927, 1939 wohnte sie mit ihrem Sohn Max weiterhin in der Düppelstraße 30 VH 1. OG. Durch den Tod ihres Mannes hatte sie den relativen Schutz der privilegierten Mischehe verloren. Anfang Januar 1944 wurde Adela Restin zunächst in die Sammelstelle Große Hamburger Straße verschleppt, sie musste die Vermögenserklärung ausfüllen. Sie hatte kein Vermögen, nur diverse Damenbekleidung, ihre Invalidenrente betrug 28,60 RM. In der Sammelstelle wurde ihr der Beschluss der Vermögensbeschlagnahme zugestellt wurde. Am 10. Januar 1944 wurde sie mit dem 99. Alterstransport nach Theresienstadt deportiert, mit dem viele Personen verschleppt wurden, die zuvor in einer privilegierten Mischehe gelebt hatte, diesen Schutz aber verloren hatten, sei es durch den Tod des nicht-jüdischen Partners wie bei Adela, sei es durch eine erfolgte Scheidung. Am 3. Mai 1944 wurde sie in Theresienstadt ermordet. Ihr Sohn Max lebte bis 1967 in Berlin-Kreuzberg, Wassertorstraße, er hatte keine Kinder. |
|      | Rosel Richter                                       | Halskestraße 14                                                       |      | 19. Sep. 2013 | Rosel Levin wurde am 17. Mai 1867 in Insterburg/Ostpreußen als Tochter jüdischer Eltern geboren. Sie heiratete und hieß nun Rosel Richter, der Vorname ihres Mannes ist unbekannt. Er starb und Rosel Richter lebte als Witwe zunächst in der Forster Straße 41 in Kreuzberg, ab 1936 in der Halskestraße 14 im Parterre. Am 16. Juni 1943 wurde sie nach Theresienstadt deportiert und am 1. Mai 1944 dort ermordet. |
|      | Alice Rosengarten                                   | Schützenstraße 4                                                      |      | 18. Feb. 2022 | Alice Rosengarten kam am 9. Mai 1918 in Berlin als Tochter des Hermann Rosengarten und seiner Ehefrau Selma geborene Joske zur Welt. Ihr Vater führte seit 1910 gemeinsam mit seinem Vater Marcus dessen Mützenfabrik in der Jüdenstraße 53 in Berlin-Mitte. Die Familie lebte in der Schützenstraße 4 in Steglitz. Nachdem die Mützenfabrikation 1920 eingestellt worden war, machte sich ihr Vater Hermann 1921 mit einem Schuhwarenhandel selbstständig. Im selben Jahr wurde die Ehe von Alices Eltern geschieden, Alice blieb bei ihrer Mutter. Diese heiratete 1922 den Weinhändler Ernst Theodor Wachenheimer, am 18. November 1923 wurde Alices Halbschwester Ingeburg geboren. Alices Vater Hermann heiratete am 5. Mai 1923 die nichtjüdische Selma Hecht, geborene Halbeck, die die zweijährige Tochter Hannelore, genannt Hanne, mit in die Ehe brachte. Hermann Rosengarten eröffnete Anfang der 1930er Jahre in der Müllerstraße 182/183 im Wedding eine Radiohandlung. Von dem staatlich angeordneten Boykott jüdischer Geschäfte am 1. April 1933 war auch sein Geschäft betroffen. Hermann Rosengarten emigrierte am 5. April 1933 die Niederlande. Selma folgte mit ihrer Tochter Hanne und Alices Großmutter Salomea im Juni 1933. Alice folgte ihnen 1935 nach Holland und lebte wahrscheinlich ebenfalls in der Wohnung der Familie. 1939 emigrierten Alices Mutter Selma, ihr Stiefvater Ernst Theodor und ihre Halbschwester Ingeburg Wachenheimer schließlich über England in die USA. In Amsterdam lernte Alice den Kaufmann Kurt Jakob David Essinger (geboren am 16. März 1904 in München) kennen. Am 17. Mai 1939 heirateten die beiden. Kurt hatte aus erster Ehe einen Sohn, Walter Ferdinand (28. Juli 1933 in München). Nach seiner Flucht aus München hatte Kurt mit seinem Bruder Julius in Amsterdam das Textilhandelsgeschäft SEWO gegründet. Seine geschiedene Frau konnte sich mit dem Sohn Walter Ferdinand in die Schweiz retten. Alice und Kurt Essinger wohnten in der Maesstraße 34. Am 1. Januar 1941 wurde der gemeinsame Sohn Robert geboren. Kurt und sein Bruder Julius beschlossen, mit ihren Familien in die Schweiz zu fliehen, den Sohn Robert ließen sie bei Freunden zurück. Sie wurden In Belgien aufgegriffen und im Lager Mechelen inhaftiert, am 29. August 1942 wurden Alice und Kurt Essinger zusammen mit Alices Schwager Julius und seiner Ehefrau Edith mit ihrer kleinen Tochter Eveline Franziska vom Sammellager Mechelen nach Auschwitz deportiert und ermordet. Der Sohn Robert wurde später von seiner Großmutter Selma Joske, geschiedene Rosengarten, verheiratete Wachenheimer, in die USA geholt. Dort nannte er sich Robert Essinger-Wachenheim und lebte zuletzt in Kalifornien. |
|      | Hermann Rosengarten                                 | Schützenstraße 4                                                      |      | 3. Juni 2021  | Hermann Rosengarten kam am 6. Februar 1884 im Osthavelland bei Berlin als Sohn des Marcus Loewe genannt Rosengarten und seiner Frau Salomea geborene Weinberg zur Welt. Seine jüngere Schwester Jenny war am 29. Januar 1887 geboren. Sein Vater hatte eine Kindermützenfabrik in der Jüdenstraße. Die Familie wohnte bis 1910 in der Stralauer Straße, danach in der Schicklerstraße in Mitte. Hermann trat damals in die väterliche Firma ein. 1913 heiratete er Selma Joske, die am 7. März 1893 in Düren geboren war. Sie zogen nach Steglitz in die Schützenstraße 4, wo die Tochter Alice am 9. Mai 1918 auf die Welt kam. Anfang der 1920er Jahre gaben Vater und Sohn Rosengarten die Mützenfabrikation auf, seit 1921 war Hermann im Schuhhandel tätig. Seine Ehe mit Selma wurde geschieden, Alice lebte danach bei ihrer Mutter. Hermann heiratete 1923 die nichtjüdische Witwe Selma Hecht geborene Halbeck, die ihre Tochter Hannelore (18. Oktober 1920) mit in die Ehe brachte. 1929 starb Hermanns Vater Marcus und seine Mutter Salomea zog zu ihm in die Steglitzer Schützenstraße 4. Anfang der 1930er Jahre betrieb das Ehepaar einen Laden mit Radio- und Musikapparaten in der Müllerstraße 182/183 im Wedding. Nach der Machtergreifung der Nazis emigrierte Hermann Rosengarten am 5. April 1933 in die Niederlande. Seine Mutter, seine Frau und deren Tochter folgten ihm im Sommer 1933. Die Familie lebte in Amsterdam in der Beethovenstraße 148. 1935 folgte ihnen Hermanns Tochter Alice, die 1939 Kurt Jakob David Essinger heiratete, der Sohn Robert kam am 1. Januar 1941 zur Welt. Alice und Kurt planten eine Flucht in die Schweiz, ihren Sohn versteckten sie bei holländischen Freunden, wo er überlebte. Alice und Kurt wurden verhaftet, über Mechelen nach Auschwitz gebracht und dort ermordet. Ihr Sohn Robert wurde nach Kriegsende von Selma Wachenheimer in die USA geholt. Am 7. November 1942 wurden Hermann und seine Mutter Salomea verhaftet und über das Sammellager Westerbork in das KZ Auschwitz deportiert und ermordet. Hermanns Schwester Jenny Rozen emigrierte 1933 über Frankreich in die Schweiz; ihr Ehemann Josef und Tochter Jenny konnten 1939 nachkommen. Hermanns nichtjüdische Frau Selma und deren Tochter Hanna blieben nach dem Kriegsende in den Niederlanden. |
|      | Salomea Rosengarten                                 | Schützenstraße 4                                                      |      | 18. Feb. 2022 | Salomea Weinberg kam am 11. Juli 1861 in Lublin in einer jüdischen Familie zur Welt. Sie heiratete den Kaufmann Marcus Loewe genannt Rosengarten. Der Sohn Hermann kam am 6. Februar 1884 in Berlin zur Welt, es folgte die Tochter Jenny am 29. Januar 1887, der 1885 geborene Sohn Leo starb nach wenigen Tagen. Ab 1898 war Markus Rosengarten gemeinsam mit Philipp Wollenberg Inhaber einer Kindermützenfabrik in der Jüdenstraße 53, Ecke Schicklerstraße 13, wo die Familie auch wohnte. 1913 trat der Sohn Hermann in die väterliche Firma ein und heiratete Selma Joske, sie zogen in die Schützenstraße 4 nach Steglitz. 1918 kam Salomeas Enkeltochter Alice auf die Welt, die Ehe ihrer Eltern wurde 1921 geschieden, Alice blieb bei ihrer Mutter. Ihr Vater heiratete 1923 die verwitwete nichtjüdische Selma Hecht geborene Halbeck, sie brachte die Tochter Hannelore (1920) mit in die Ehe. Als Marcus Rosengarten 1929 starb zog Salomea zu ihrem Sohn Hermann in die Schützenstraße. Hermann und Selma Rosengarten hatten Anfang der 1930er Jahre eine Handlung mit „Radio- und Musikapparate“ in der Müllerstraße gegründet. Nach der Machtübernahme der Nazis emigrierte Hermann Rosengarten in die Niederlande, ihm folgten Salomea, ihre Schwiegertochter Selma und deren Tochter Hanne. 1935 emigrierte auch Hermanns Tochter Alice in die Niederlande, sie heiratete den aus München stammenden Kurt Essinger, am 1. Januar 1941 wurde Salomeas Urenkel Robert geboren. Am 7. November 1942 wurde Salomea Rosengarten mit ihrem Sohn Hermann im Sammellager Westerbork interniert und am 10. November 1942 nach Auschwitz deportiert. Ihr Todesdatum war der 13. November 1942. Hermanns Tochter Alice wollte aus den Niederlanden im Sommer 1942 mit ihrem Mann Kurt Essinger und der Familie seines Bruders Julius in die Schweiz fliehen; sie wurden in Belgien aufgegriffen, über Mechelen nach Auschwitz deportiert und dort ermordet. Der Sohn Robert wurde von befreundeten Niederländern versteckt, nach Kriegsende holte ihn Alices Mutter, Selma Wachenheimer, zu sich in die USA. Salomeas Tochter Jenny hatte Josef Rozen aus Lodz in Polen geheiratet; am 8. Juli 1919 wurde das zweite Enkelkind – Jenny – in Berlin geboren. Jenny Rozen emigrierte 1933 mit Mann und Kind über Frankreich in die Schweiz und überlebte. |
|      | Selma Rosengarten                                   | Schützenstraße 4                                                      |      | 18. Feb. 2022 | Selma Halbeck kam am 21. Juni 1896 in Velten, Osthavelland, als Tochter des Töpfers Wilhelm Halbeck und seiner Frau Luise geborene Greiffenberg zur Welt. Sie stammte aus einer nichtjüdischen Familie, konvertierte später zur mosaischen Religion. In erster Ehe war sie mit Siegfried Hecht verheiratet, der in Berlin einen Waschsalon in der Tauentzienstraße 4 betrieb. Am 18. Oktober 1920 wurde die gemeinsame Tochter Hannelore, genannt Hanne, geboren. Aber schon 1922 verstarb Simon Hecht. Am 5. Mai 1923 heiratete sie erneut, ihr zweiter Ehemann war der Kaufmann Hermann Rosengarten. Selma zog mit ihrer Tochter Hanne zu ihm nach Steglitz in die Schützenstraße 4. Auch für Hermann Rosengarten war es die zweite Ehe, von seiner ersten Frau Selma Joske war er 1921 geschieden worden. Aus dieser Ehe stammte seine Tochter Alice, geboren am 9. Mai 1918, die nach der Scheidung bei der Mutter lebte. Ab 1921 betrieb Hermann einen Schuhwarenhandel. 1930 zog Selmas verwitwete Schwiegermutter Salomea in den Haushalt ihres Sohnes. Anfang der 1930er Jahre eröffnete Hermann ein Radio- und Musikapparate-Geschäft in der Müllerstraße 182/183 im Wedding. Selma arbeitete dort als Verkäuferin und hatte großen Anteil an der Geschäftsführung. Von dem am 1. April 1933 staatlich angeordneten Boykott jüdischer Geschäfte war auch das Geschäft in der Müllerstraße und Hermann Rosengarten direkt betroffen. Hermann Rosengarten emigrierte unmittelbar nach den Übergriffen am 5. April 1933 in die Niederlande. Selma folgte ihm mit ihrer Tochter Hanne und der Schwiegermutter Salomea im Juni 1933 nach Amsterdam. 1935 folgte Hermanns Tochter Alice, am 17. Mai 1939 heiratete sie Kurt Essinger (geboren am 16. März 1904 in München) und am 1. Januar 1941 wurde ihr Sohn Robert geboren. Am 7. November 1942 wurden Selmas Ehemann Hermann und ihre Schwiegermutter Salomea verhaftet und am 10. November 1942 vom Sammellager Westerbork nach Auschwitz deportiert und ermordet. Ihre Stieftochter Alice wurde mit ihrem Ehemann Kurt Essinger schon im August 1942 bei dem Versuch, gemeinsam mit Kurts Bruder Julius und seiner Familie in die Schweiz zu fliehen, aufgegriffen, verhaftet und am 29. August 1942 vom KZ Mechelen nach Auschwitz deportiert und dort ermordet. Alices Sohn Robert wurde von Freunden versteckt und später von seiner Großmutter Selma Wachenheimer in die USA geholt. |
|      | Else Rosenthal                                      | Wrangelstraße 6–7                                                     |      | 1. Sep. 2018  | Else Rosenthal kam am 7. November 1913 in Stolp/Pommern in einer jüdischen Familie zur Welt. Über ihren Lebensweg wissen wir nichts bis zum 17. Mai 1939. Da wohnte sie im Jüdischen Blindenheim in Berlin-Steglitz, Wrangelstraße 6/7. Mit ihren Mitbewohnern musste sie das Heim im November 1941 verlassen und in das Jüdische Blinden- und Taubstummenheim nach Berlin-Weißensee, Parkstraße 22 ziehen. Am 5. September 1942 (oder am 31. August 1942) wurde sie als Einzige aus dem Heim nach Riga deportiert, wo sie am 8. September 1942 ermordet wurde. Sie wurde 29 Jahre alt. |
|      | Emil Rosenthal                                      | Björnsonstraße 20                                                     | Lage | 10. Mai 2011  | Emil Rosenthal wurde am 1. September 1879 in Konstantinopel geboren. Er wurde Bankbeamter. Am 1. April 1937 trat er aus der jüdischen Religionsgemeinschaft aus. Vor seiner Deportation musste er noch aus seiner Wohnung in der Björnsonstraße 20 ausziehen und in eine Wohnung in der Bleibtreustraße 2 zu einem Herrn Friedemann ziehen. Am 26. Februar 1942 wurde er nach Auschwitz deportiert und dort ermordet. |
|      | Augusta Rosenzweig                                  | Hubertusstraße 5                                                      | Lage | 25. Sep. 2006 | Augusta Fromm wurde am 25. Januar 1899 in Czernowitz (Bukowina) als Tochter jüdischer Eltern geboren. Sie heiratete und nahm den Namen ihres Ehemannes, Rosenzweig, an. Sein vollständiger Name ist nicht bekannt. Die Ehe wurde geschieden. 1939 wohnte Augusta Rosenzweig in der Hubertusstraße 5 in Steglitz bei Heinz Hermann und Rosalie Freudenthal geborene Steinmetz. Sie arbeitete als Bürsteneinzieherin in der Blindenwerkstatt von Otto Weidt. Am 12. Januar 1943 wurde sie nach Auschwitz-Birkenau deportiert und dort ermordet. |
|      | Denny Ruhl                                          | Düppelstraße 32                                                       |      | 7. Sep. 2017  | Denny Ruhl kam am 15. März 1940 in Berlin als Sohn des Buchdruckers Harry Ruhl und seiner Frau Liselotte geborene Wollenberg zur Welt. Seine ältere Schwester war Zilla. Die Familie wohnte in Steglitz, Düppelstraße 32. Im Jahr 1941 musste die Familie in eine 3-Zimmer-Kellerwohnung in die Krausnickstraße 18 ziehen, wobei ein Zimmer untervermietet wurde. Eines Nachts im Dezember 1942 wurde die Familie verhaftet und in das Sammellager in der Großen Hamburger Straße gebracht. Harrys Vater Reinhard versuchte vergeblich die Freilassung der Familie zu erreichen. Am 12. Januar 1943 wurde Denny mit seinen Eltern und seiner Schwester Zilla von der Sammelstelle Auguststraße 17 nach Auschwitz deportiert, wo er mit seiner Mutter und seiner Schwester sofort in die Gaskammer getrieben wurde. |
|      | Harry Ruhl                                          | Düppelstraße 32                                                       |      | 7. Sep. 2017  | Heinz Harry Ruhl kam am 3. Mai 1915 in Berlin als Sohn des nichtjüdischen Kaufmanns Reinhard Ruhl und seiner jüdischen Frau Hajna Aurora geborene Montag auf die Welt. Im Jahr 1926 starb seine Mutter. Er absolvierte eine Lehre als Buchdrucker, fand aber nach deren Abschluss wegen der Weltwirtschaftskrise keine Stelle. Wie sein Vater verdiente er seinen Unterhalt mit Textilhandel. Bei der Musterung 1935 wurde er wegen seiner jüdischen Mutter als wehrunwürdig bezeichnet. Er heiratete am 5. März 1938 die am 12. Oktober 1917 in Berlin geborene Verkäuferin Liselotte Fanni Wollenberg. Die Familie wohnte in Steglitz in der Düppelstraße 32, wo die Tochter Zilla am 20. August 1938 zur Welt kam. Harry Ruhl arbeitete als Buchdrucker von 1936 bis September 1938 und von da an bis Februar 1939 als Maschinenmeister in der Druckerei Max Lichtwitz, Neue Grünstraße 30. Vom 14. Juli 1939 an fand er eine Beschäftigung als Drucker bei der Firma Pass und Garleb, Bülowstraße 66, die aber am 21. September 1939 endete. Am 15. März 1940 wurde der Sohn Denny geboren. Die Familie musste 1941 aus der Düppelstraße 32 ausziehen und in die Krausnickstraße 18 in eine 3-Zimmer-Kellerwohnung ziehen, wovon ein Zimmer untervermietet werden musste. Harry Ruhl leistete Zwangsarbeit bei der Firma Valentin Röhren und Eisen GmbH in der Großbeerenstraße 71 als einfacher Lagerarbeiter für einen Wochenlohn von 43 Mark. Im Dezember 1942 wurde die vierköpfige Familie verhaftet und in das Sammellager Große Hamburger Straße 26 gebracht. Sein Vater Reinhard Ruhl versuchte vergeblich bei der Gestapo die Freilassung der Familie zu erreichen. Am 13. Dezember 1942 wurde für jeden der vier Familienmitglieder die Vermögenserklärung ausgefüllt. Als Religionszugehörigkeit gab Harry Ruhl an: mosaisch, seit 1939. Kurz vor der Deportation konnte Harry seinem Vater noch eine Karte schreiben. Am 12. Januar 1943 wurden Harry, Liselotte, Zilla und Denny Ruhl nach Auschwitz deportiert. Der Transport kam dort am 13. Januar 1943 an, nach der Selektion wurden 127 Männer in das Lager eingewiesen, die übrigen Personen wurden in die Gaskammer getrieben. Zu diesen gehörten Liselotte, Zilla und Denny Ruhl. Wie lange Harry Ruhl noch überlebte, ist unbekannt. |
|      | Liselotte Ruhl                                      | Düppelstraße 32                                                       |      | 7. Sep. 2017  | Liselotte Wollenberg kam am 12. Oktober 1917 in Berlin als Tochter des Kaufmanns Julius Wollenberg und seiner Frau Betty geborene Breslauer zur Welt. Sie wurde Verkäuferin, heiratete am 5. März 1938 den Buchdrucker Harry Ruhl und wohnte mit ihm in der Düppelstraße 32. Ihre Tochter Zilla kam am 20. August 1938 zur Welt, der Sohn Denny folgte am 15. März 1940. Ihr Mann arbeitete als Buchdrucker bis September 1938 und von da an bis Februar 1939 als Maschinenmeister in der Druckerei Max Lichtwitz, Neue Grünstraße 30. Die Familie musste 1941 aus der Düppelstraße 32 ausziehen und in die Krausnickstraße 18 in eine 3-Zimmer-Kellerwohnung ziehen, wovon ein Zimmer untervermietet werden musste. Liselotte Ruhl leistete Zwangsarbeit in der Firma „Tornado“ in der Müllerstraße 30, die Elektromotoren herstellte, zu einem Wochenlohn von 25,00 Mark. Im Dezember 1942 wurde die vierköpfige Familie verhaftet und in das Sammellager Große Hamburger Straße 26 gebracht. Am 13. Dezember 1942 wurde für jeden der vier Familienmitglieder die Vermögenserklärung ausgefüllt. Als Religionszugehörigkeit gab Liselotte Ruhl an: mosaisch. Am 12. Januar 1943 wurden Harry, Liselotte, Zilla und Denny Ruhl von der Sammelstelle Auguststraße 17 mit dem 26. Osttransport nach Auschwitz deportiert. Der Transport kam dort am 13. Januar 1943 an, nach der Selektion wurden 127 Männer in das Lager eingewiesen, die übrigen Personen wurden in die Gaskammer getrieben. Zu diesen gehörten Liselotte, Zilla und Denny Ruhl. |
|      | Zilla Ruhl                                          | Düppelstraße 32                                                       |      | 7. Sep. 2017  | Zilla Ruhl kam am 20. August 1938 in Berlin als Tochter des Buchdruckers Harry Ruhl und seiner Frau Liselotte geborene Wollenberg zur Welt. Die Familie wohnte in Steglitz, Düppelstraße 32. Ihr Bruder Denny wurde am 15. März 1940 geboren. 1941 musste die Familie in eine 3-Zimmer-Kellerwohnung in der Krausnickstraße 18 ziehen, wobei ein Zimmer untervermietet wurde. Eines Nachts im Dezember 1942 wurde die Familie verhaftet und in das Sammellager in der Großen Hamburger Straße gebracht. Harrys Vater Reinhard versuchte vergeblich die Freilassung der Familie zu erreichen. Am 12. Januar 1943 wurde Zilla mit ihren Eltern und ihrem Bruder Denny von der Sammelstelle Auguststraße 17 nach Auschwitz deportiert, wo sie mit ihrer Mutter und ihrem Bruder sofort in die Gaskammer getrieben wurde. |
|      | Hermann Sawady                                      | Albrechtstraße 16                                                     |      | 17. Okt. 2024 | |
|      | Hulda Auguste Sawady                                | Albrechtstraße 16                                                     |      | 17. Okt. 2024 | |
|      | Max Leopold Sawady                                  | Albrechtstraße 16                                                     |      | 17. Okt. 2024 | |
|      | Caroline Schartenberg                               | Wrangelstraße 6–7                                                     |      | 1. Juni 2017  | Caroline (Lina) Lebach kam am 4. August 1872 in Adorf / Kreis des Eisenbergs / Waldeck als Tochter des Kaufmanns Lazarus Gottschalk Lebach und seiner Frau Emma Ester geborene Rose zur Welt. Ihre Geschwister waren: Moritz (1866), Louis (1869), Julius (1870) und Gustav (1874). Sie heiratete den am 8. März 1870 in Zierenberg bei Kassel geborenen Eduard Schartenberg. Die Kinder wurden geboren: Margarete am 12. September 1899 in Dortmund, Else am 16. November 1900 in Dortmund, Ludwig am 3. Juni 1904 in Zierenberg und Erich Moritz am 6. Dezember 1907 in Zierenberg. Ihr Mann Eduard Schartenberg starb am 16. März 1938 in Kassel im Krankenhaus und wurde auf dem jüdischen Friedhof in Zierenberg beerdigt. 1939 lebte Caroline Schartenberg in Berlin-Steglitz in der Wrangelstraße 6/7 im Jüdischen Blindenheim. Im Herbst 1941 musste sie mit ihren Mitbewohnern umziehen in das Blinden- und Taubstummenheim nach Berlin-Weißensee, Parkstraße 22. Von dort wurde sie am 14. September 1942 nach Theresienstadt deportiert, wo sie am 18. Oktober 1942 ermordet wurde. Sie starb angeblich an Enterocolitis (Darmkatarrh). In der Vermögenserklärung, die Caroline Schartenberg vor ihrer Deportation abgeben musste, gab sie auf die Frage nach ihren Verwandten an: ihre Tochter Else lebe in Berlin NO 55, Christburger Straße 26, andere Familienangehörige seien schon ausgewandert: Grete, Ludwig und Erich Schartenberg in die USA. Im Oktober 1942 heiratete Else Hans Arno Steinitz, der bis dahin in der Mommsenstraße 34 in Charlottenburg gewohnt hatte. Er arbeitete seit 1941 als Bürstenmacher bei Otto Weidt. Nach der Heirat mit Else zogen sie als Untermieter zu Baron in die Hufelandstraße 22 in Prenzlauer Berg. Else Steinitz wurde am 1. März 1943 nach Auschwitz deportiert, Hans Steinitz am 4. März 1943. Die Tochter Margarete emigrierte in die USA, heiratete 1946 Dr. Alfred Max Leeston und lebte nach dessen Tod in Dallas, Texas. In ihrem Antrag auf Entschädigung im Jahr 1958 wurden keine Kinder angegeben. Der Sohn Ludwig war Arzt und hatte die in Pezinok, Che.Odra, Tschechoslowakei geborene Aranka Goldstein geheiratet. Ihre Töchter sind Susan Jean (3. September 1942) und Nancy Lynn (26. November 1946 – Oktober 1977). Nach dem Tod Ludwigs, der am 1. Januar 1954 in Youngstown, Ohio, auf einer ihm gehörenden Tankstelle erschossen wurde, heiratete Aranka Ben Jacoby und wohnte mit ihm in New York, Forest Hills, Long Island. Die Todesmeldung von Ludwig Schartenberg wurde von seinem Bruder Erich (Eric) Schartenberg unterschrieben. Erich (Eric) Moritz Schartenberg lebte damals in Washington DC. |
|      | Georg Schindler                                     | Albrechtstraße 38                                                     |      | 19. Sep. 2013 | Georg Schindler war ein Neffe von Friederike Wangenheim und gehörte damit zur Großfamilie Weiss. Geboren wurde er am 14. Juli 1888 in Breslau. Er heiratete am 21. September 1919 in Buttenwiesen die dort in Bayern am 16. August 1894 geborene Klothilde Stern, genannt „Tilde“. Am 6. November 1919 zog das junge Paar nach Berlin. 1939 wurden sie Untermieter bei den Verwandten Kaiser und Lewy in der Albrechtstraße 38 in Steglitz. Nach deren Deportation im September bzw. Dezember 1942 blieben Georg Schindler und Klothilde Schindler die letzten Juden in dieser Wohnung. Am 1. Februar 1943 fertigte die Gestapo-Leitstelle Berlin die Vermögenseinziehungs-Verfügung aus. Am 1. März 1943 wurde sie ihnen mit Zustellungsurkunde überreicht im Sammellager in Moabit, Levetzowstraße 8. Die Ehefrau wurde mit dem 31. Ost-Transport vom 2. März 1943 deportiert nach Auschwitz, er mit dem 33. Ost-Transport vom 3. März 1943. Beide gelten als in Auschwitz verschollen. In einem für Yad Vashem erstellten Gedenkblatt vermutet eine nach Kalifornien ausgewanderte Schwägerin von Georg Schindler allerdings 1974, das Ehepaar sei in Dachau ums Leben gekommen. |
|      | Klothilde Schindler                                 | Albrechtstraße 38                                                     |      | 19. Sep. 2013 | Klothilde (Tilde) Stern wurde am 16. August 1894 in Buttenwiesen/Bayern als Tochter von Rosa und Salomon Stern geboren. Sie hatte noch eine Schwester Else. Tilde heiratete am 21. September 1919 Georg Schindler und wurde dadurch Teil der Großfamilie Weiss, die ursprünglich aus Sachsen nach Berlin gekommen war. Am 6. November 1919 zog das junge Paar nach Berlin. 1939 wurden sie Untermieter bei Verwandten, den Familien Kaiser und Lewy in der Albrechtstraße 38. Nachdem diese im September bzw. Dezember 1942 deportiert wurden, blieben Georg und Tilde Schindler die letzten Juden in dieser Wohnung. Tilde Schindler wurde mit dem 31. Osttransport am 2. März 1943 nach Auschwitz deportiert, ihr Mann einen Tag später. Beide wurden zu einem unbekannten Zeitpunkt ermordet. Die Schwester Else konnte in die USA emigrieren. |
|      | Marie Martha Schindler                              | Paulsenstraße 55                                                      |      | 2. Juli 2024  | Marie Martha Berger kam am 4. Juli 1903 in Köln als Tochter von Hermann Berger und seiner Frau Emma Rosalie auf die Welt. Ihr ältere Bruder war Franz Moritz, der 1896 geboren war. Ihre Eltern führten in Köln das alteingesessene Lampengeschäft „Martin Schiffgen“ und Marie arbeitete als junge Erwachsene ebenfalls dort. 1928 heiratete sie Walter Schindler und zog zu ihm nach Berlin-Steglitz in die Paulsenstraße 55. Zwei Jahre später kam am 16. Mai 1930 der gemeinsame Sohn Peter zur Welt. 1936 holte Marie ihre Eltern nach Berlin, nachdem diese ihr Lampengeschäft zwangsweise hatten verkaufen müssen. 1938 konnte Marie mit ihrem Sohn Peter über England nach Uruguay fliehen, wohin es ihr Ehemann Walter Schindler zwei Monate zuvor geschafft hatte. Noch in den 1960er Jahren wohnte Marie Martha Schindler in Montevideo. Dann verloren sich die Spuren von Marie und Peter Schindler. Walter Schindler versuchte in Uruguay an seine Berufstätigkeit aus Deutschland anzuknüpfen und eröffnete in Montevideo eine Werkstatt zur Herstellung und zum Verkauf von Gardinen. Aus unbekannten Gründen kehrte Walter Schindler 1976 nach Berlin zurück und starb im Jüdischen Krankenhaus an den Folgen eines Herzleidens. |
|      | Peter Schindler                                     | Paulsenstraße 55                                                      |      | 2. Juli 2024  | Peter Schindler wurde als erster und einziger Sohn von Maria Martha geborene Berger und Walter Schindler am 16. Mai 1930 in Berlin geboren. Mit seinen Eltern wuchs er in der Paulsenstraße 55 in Berlin-Steglitz auf. 1936 zogen seine Großeltern Hermann und Emma Rosalie Berger geborene Jacobowitz aus Köln zu ihnen in die Wohnung. Im Jahre 1938 konnte erst sein Vater und dann auch seine Mutter mit ihm über England nach Uruguay fliehen. In Southampton wurde Peter unter dem Namen „Piedro“ auf der „Alcantara“ für die Überfahrt nach Uruguay registriert. Sein Vater versuchte in Uruguay an seine Berufstätigkeit in Deutschland anzuknüpfen und eröffnete in Montevideo eine Werkstatt zur Herstellung und zum Verkauf von Gardinen. Die Spuren von Marie und Peter Schindler verlieren sich dann in Uruguay, im Jahr 1976 hielt sich Peters Vater Walter Schindler wieder in Berlin wieder. Anfang August 1976 wurde er in das Jüdische Krankenhaus in Berlin aufgenommen, wo er am 16. September 1976 an den Folgen eines Herzleidens verstarb. Peters Großeltern Hermann und Emma Rosalie Berger wurden am 17. März 1943 nach Theresienstadt deportiert. Der Großvater Hermann verstarb im Ghetto Theresienstadt nach offiziellen Angaben am 22. Dezember 1943. Die Großmutter Emma Rosalie Berger wurde von Theresienstadt am 16. Mai 1944 nach Auschwitz-Birkenau deportiert und ermordet. |
|      | Walter Schindler                                    | Paulsenstraße 55                                                      |      | 2. Juli 2024  | Walter Schindler wurde am 17. April 1902 in eine kinderreiche jüdische Familie in Rybnik, Oberschlesien, geboren. Mit 17 Jahren begann Walter Schindler eine Lehre zum Kaufmann im Alteisenhandel, die er in Kattowitz absolvierte. Im Jahr 1923 zog er nach Berlin. Dort lebte er zunächst im Südwestkorso 13, ab 1924 dann in der Paulsenstraße 55 in Steglitz. Walter Schindler arbeitete als kaufmännischer Angestellter, dann als Geschäftsleiter in verschiedenen Gardinen-Geschäften in Berlin. Im Jahr 1929 heiratete er Marie Martha Berger, die am 4. Juli 1903 in Köln geboren war. Am 16. Mai 1930 kam der gemeinsame Sohn Peter zur Welt. Als 1936 seine Schwiegereltern Hermann und Emma Rosalie Berger zwangsweise ihr Lanmpengeschäft in Köln aufgeben mussten, nahmen Walter und seine Ehefrau Maries Eltern in ihre Wohnung auf. Im August 1938 verlor Walter Schindler seine Anstellung. Ihm drohte Verhaftung und daher flüchtete er zunächst alleine im September 1938 über London nach Uruguay. Ehefrau Marie Martha und Sohn Peter folgten ihm kurz danach im November 1938. Die Familie fand Zuflucht in Uruguay. Walter Schindler versuchte an seine Berufstätigkeit aus Deutschland anzuknüpfen und eröffnete in Montevideo eine Werkstatt zur Herstellung und zum Verkauf von Gardinen. Während sich die Spuren von Marie und Peter Schindler in Uruguay verlieren, findet sich 1976 die Spur von Walter Schindler in Berlin wieder. Anfang August 1976 wurde Walter Schindler in das Jüdische Krankenhaus in Berlin aufgenommen. Es ist nicht bekannt, aus welchen Gründen er nach Berlin zurückgekehrt war. Im Krankenhaus verstarb er am 16. September 1976 an den Folgen eines Herzleidens. Walters Schwiegereltern Hermann und Emma Rosalie Berger wurden am 17. März 1943 nach Theresienstadt deportiert. Der Schwiegervater Hermann verstarb im Ghetto Theresienstadt nach offiziellen Angaben am 22. Dezember 1943. Die Schwiegermutter Emma Rosalie Berger wurde von Theresienstadt am 16. Mai 1944 nach Auschwitz-Birkenau deportiert und ermordet. |
|      | Karl Schlombach                                     | Birkbuschstraße 89                                                    | Lage | 20. März 2007 | Karl Schlombach wurde am 4. März 1897 in Teltow geboren. Er war von Beruf Maurer. Nach dem Wehrdienst im Ersten Weltkrieg trat er in die SPD ein. Er lebte in Großbeeren, war mit Helene geborene Spiesecke verheiratet und hatte eine 1922 geborene Tochter Hanni. Am 22. Februar 1933 kam es nach einem NSDAP-Fackelzug anlässlich einer Wahlveranstaltung in der Nacht zu einem Brandanschlag des SA-Sturmes Teske gegen das „Gemeindehaus“ (Armenhaus) Großbeeren, in dem Karl Schlombach und seine Familie wohnten. Nach der Wahlveranstaltung drangen Nazis in das „Gemeindehaus“ und steckten es in Brand. Am darauf folgenden Tag organisierte Karl Schlombach eine Solidaritätsaktion der SPD in Großbeeren. Am 18. März 1933 wurden Karl Schlombach und seine Ehefrau verhaftet, er wurde als „Schutzhäftling“ am 28. März 1933 von Spandau nach Sachsenhausen verlegt und am 7. September 1933 ins KZ Sonnenburg bei Küstrin. Ende 1933/Anfang 1934 wurde er entlassen unter der Auflage, nicht wieder nach Großbeeren zurückzukehren. Er zog mit Frau und Tochter nach Steglitz in die Birkbuschstraße 89. Hier war er als Maurer mit einem kleinen Baugeschäft tätig. Am 14. Juli 1944 wurde er wieder verhaftet und in das Arbeitserziehungs- und Durchgangslager Großbeeren eingeliefert. Er erkrankte und wurde wegen Haftunfähigkeit in das Krankenhaus Große Hamburger Straße eingeliefert, im September 1944 in das KZ Sachsenhausen und von dort in das KZ Bergen-Belsen, wo er am 25. Februar 1945 starb. |
|      | Else Schröder                                       | Heesestraße 1                                                         |      | 19. Sep. 2013 | Else Königsberger wurde am 17. November 1885 in Berlin als Tochter jüdischer Eltern geboren. Sie heiratete den nichtjüdischen Willy Schröder. Sie hatten zwei Söhne: Hans-Dietrich und Joachim. 1937 starb Willy Schröder. Die Söhne mussten Zwangsarbeit leisten. Als beide im Jahr 1944 für ihre Mutter Lebensmittelmarken abholen wollten, bekamen sie statt der Marken die Begleitung von zwei SS-Leuten, die mit in die Wohnung von Else Schröder wollten. Dort wurde ihr mündlich eröffnet, dass sie nach Auschwitz deportiert werden solle. Else Schröder bat, aus dem Badezimmer noch einige Toilettenartikel holen zu können. Im Badezimmer nahm sie die bereits vom Arzt erhaltenen Veronaltabletten, um Suizid zu begehen. Die SS-Leute ließen einen Krankenwagen kommen, im Jüdischen Krankenhaus verstarb Else Schröder am 3. Februar 1944 an den Folgen der Tablettenvergiftung. |
|      | Anna Schuck                                         | Halskestraße 41                                                       |      | 14. Nov. 2015 | Anna Lüftschitz wurde am 14. April 1892 in Temice/Kreis Tabor/Böhmen geboren. Sie heiratete 1913 den Diplomingenieur Karel Schuck, einen Cousin, und zog mit ihm 1919 nach Berlin. Ihr Mann nannte sich dort Karl Schück und gründete mit Ernst Lada die Firma Schück und Lada, ein Hoch- und Tiefbauunternehmen. Karl und Anna Schück wohnten in Steglitz in der Halskestraße 41, 1921 wurde dort ihr Sohn Karel Wilhelm Wolfgang geboren. Nach der Machtübernahme durch die Nationalsozialisten floh die Familie nach Prag. 1939 gelang es dem Sohn Karel nach England zu entkommen. Anna Schück wurde mit ihrem Mann Karl am 27. Juli 1942 von Prag nach Theresienstadt deportiert und von dort am 4. August 1942 weiter nach Maly Trostinec, Minsk, wo sie unmittelbar nach der Ankunft erschossen wurde. Ihr Sohn Karel wurde in England Übersetzer und starb 2005. |
|      | Karel Schuck                                        | Halskestraße 41                                                       |      | 14. Nov. 2015 | Karel Schuck kam am 24. Mai 1886 in Zadni Stritez, Böhmen, als Sohn von Julius Schuck und seiner Frau auf die Welt. Er wurde Diplom-Ingenieur, heiratete seine Cousine Anna Lüftschitz und zog mit ihr nach Berlin. Er nannte sich dort Karl Schück und wohnte mit seiner Frau in Steglitz in der Halskestraße 41. Dort kam 1921 ihr Sohn Karel Wilhelm Wolfgang auf die Welt. Karl Schück gründete mit Ernst Lada die Firma Schück und Lada, ein Hoch- und Tiefbauunternehmen. Nach der Machtübernahme durch die Nationalsozialisten floh die Familie nach Prag. 1939 gelang dem Sohn Karel die Flucht nach England. Karl und Anna Schück wurden am 27. Juli 1942 von Prag nach Theresienstadt deportiert und weiter am 4. August 1942 nach Maly Trostinec, Minsk, wo sie unmittelbar nach der Ankunft ermordet wurden. Ihr Sohn Karel wurde in England Übersetzer und starb 2005. |
|      | Ida Johanna Singer                                  | Am Stadtpark 3                                                        |      | 26. Apr. 2014 | Ida Johanna Joachimsthal wurde am 27. März 1882 in Chemnitz als Tochter jüdischer Eltern geboren. Sie heiratete einen Kaufmann und nahm dessen Namen Singer an. Dessen vollständiger Name ist unbekannt. Er starb und Ida Johanna Singer erbte von ihm das Haus Am Stadtpark 3. Eine Zeit lang lebte bis zu ihrer Deportation Gertrud Goldmann bei ihr als Untermieterin. Angesichts ihrer eigenen drohenden Deportation sah Ida Singer am 2. März 1943 keinen anderen Ausweg als ihren Suizid. |
|      | Helena Stein                                        | Wrangelstraße 6–7                                                     |      | 1. Sep. 2018  | Helena Stein kam am 24. Juli 1871 in Lechenich in einer jüdischen Familie zur Welt. Über ihren Lebensweg wissen wir nur, dass sie ledig blieb und dem jüdischen Glauben ihrer Eltern anhing. Am 17. Mai 1939 wohnte sie im Jüdischen Blindenheim in Berlin-Steglitz, Wrangelstraße 6/7. Im November 1941 musste sie mit den anderen Bewohnern des Heims ausziehen und in das Jüdische Blinden- und Taubstummenheim nach Berlin-Weißensee, Parkstraße 22 ziehen. Am 8. September 1942 musste sie die Vermögenserklärung abgeben: jemand anders füllte die Bögen aus, sie konnte aber noch selbst unterschreiben. Von dort wurde sie am 14. September 1942 mit 80 Mitbewohnern des Heims nach Theresienstadt deportiert wo sie im Haus Q 319 Zimmer 036 a wohnte. Sie starb am 1. Februar 1943, angeblich an einer Lungenentzündung. |
|      | Anneliese Stenschewski                              | Schützenstraße 53                                                     |      | 16. Okt. 2014 | Anneliese Stenschewski wurde am 27. September 1933 in Glogau als jüngste Tochter von Isidor Stenschewski und Helene geborene Boldes geboren. Ihr Vater Isidor Stenschewski führte in Glogau ein Viehhandels- und Kommissionsgeschäft. Seine Einnahmen waren gut und erlaubten einen hohen Lebensstandard. Geschäft und Wohnung befanden sich am Leopoldring 1. Als Anneliese zur Welt kam, war ihre Schwester Ruth neun Jahre alt und ihre Schwester Helga ein Kleinkind von eineinhalb Jahren. Ab 1933 gingen die Geschäftseinnahmen des Vaters stetig zurück, bis Isidor schließlich zur Geschäftsaufgabe gezwungen war. Die Familie musste in die Wilhelmstraße 9 in Glogau umziehen. 1938 wurde Isidor inhaftiert, wurde aber aus dem KZ Sachsenhausen am 13. Dezember 1938 wieder entlassen. Schließlich flüchtete die Familie nach Berlin. Hier lebten noch zwei seiner Brüder: Theodor, der das Herren- und Kinderbekleidungsgeschäft in der Spandauer Klosterstraße 5 weiter führte, nachdem der älteste Bruder Arno im Februar 1934 mit seiner Frau Auguste nach Palästina emigriert war. Bruder Leo hatte in der Herzbergstraße 3 in Neukölln ein Schuh- und Strumpfgeschäft. Der vierte Bruder Moritz war zeitgleich mit Isidor im KZ Sachsenhausen inhaftiert und lebte mit seiner Familie in Cottbus. Anneliese zog mit ihren Eltern Helene und Isidor und ihren beiden Schwestern nach Steglitz in die Schützenstraße 53. Dort wohnten sie vermutlich zur Untermiete, denn in den Berliner Adressbüchern taucht Vater Isidor – im Gegensatz zu seinem Bruder Leo – nicht auf. Ob Anneliese und ihre Schwestern Ruth und Helga in Berlin noch zur Schule gingen, und welche dies gewesen sein könnte, ist nicht bekannt. Am 19. Oktober 1942 musste Anneliese mit ihren Eltern und ihren Schwestern den Zug nach Riga besteigen. Anneliese war erst 9 Jahre alt, ihre Schwester Helga 10 und Ruth 14 Jahre. Von der Synagoge Levetzowstraße mussten sie bis zum Güterbahnhof Moabit laufen. Mit ihnen fuhren noch 954 Menschen gen Osten. In Riga angekommen wurden, sie sofort ermordet. Kein Familienangehöriger überlebte den Holocaust. |
|      | Helene Stenschewski                                 | Schützenstraße 53                                                     |      | 16. Okt. 2014 | Helene Boldes wurde am 10. Januar 1905 in Lissa geboren. Sie heiratete Isidor Stenschewski. Dieser führte in Glogau ein Viehhandels- und Kommissionsgeschäft. Seine Einnahmen waren gut und erlaubten einen hohen Lebensstandard. Geschäft und Wohnung befanden sich am Leopoldring 1. Die erste ihrer drei Töchter – Ruth – wurde am 21. Januar 1928 in Glogau geboren. Vier Jahre später, am 4. April 1932 kam Helga zur Welt und nur eineinhalb Jahre später folgte am 27. September 1933 Anneliese. Ab 1933 gingen die Geschäftseinnahmen stetig zurück, bis Isidor schließlich zur Geschäftsaufgabe gezwungen war. Die Familie musste in die Wilhelmstraße 9 in Glogau umziehen. 1938 wurde Isidor in Haft genommen, wurde aber aus dem KZ Sachsenhausen am 13. Dezember 1938 entlassen. Schließlich flüchtete die Familie nach Berlin. Hier lebten noch zwei seiner Brüder: Theodor, der das Herren- und Kinderbekleidungsgeschäft in der Spandauer Klosterstraße 5 weiter führte, nachdem der älteste Bruder Arno im Februar 1934 mit seiner Frau Auguste nach Palästina emigriert war. Bruder Leo hatte in der Herzbergstraße 3 in Neukölln ein Schuh- und Strumpfgeschäft. Der vierte Bruder Moritz war zeitgleich mit Isidor im KZ Sachsenhausen inhaftiert und lebte mit seiner Familie in Cottbus. Helene und Isidor zogen nach Steglitz in die Schützenstraße 53. Dort wohnten sie vermutlich zur Untermiete, denn in den Berliner Adressbüchern taucht Isidor – im Gegensatz zu seinem Bruder Leo – nicht auf. Am 19. Oktober 1942 musste Helene mit Mann und Kindern den Zug nach Riga besteigen. Ruth war damals 14, Helga 10 und Anneliese 9 Jahre alt. Von der Synagoge Levetzowstraße mussten sie bis zum Güterbahnhof Moabit laufen. Mit ihnen fuhren noch 954 Menschen gen Osten. In Riga angekommen, wurden sie sofort ermordet. Kein Familienangehöriger überlebte den Holocaust. |
|      | Helga Stenschewski                                  | Schützenstraße 53                                                     |      | 16. Okt. 2014 | Helga Stenschewski wurde als zweite Tochter von Isidor Stenschewski und Helene geborene Boldes am 4. April 1932 in Glogau geboren. Ihr Vater führte in Glogau ein Viehhandels- und Kommissionsgeschäft. Seine Einnahmen waren gut und erlaubten einen hohen Lebensstandard. Geschäft und Wohnung befanden sich am Leopoldring 1. Als Helga zur Welt kam, war ihre Schwester Ruth vier Jahre alt. Nur eineinhalb Jahre später wurde am 27. September 1933 die Schwester Anneliese geboren. Ab 1933 gingen die Geschäftseinnahmen des Vaters stetig zurück, bis Isidor schließlich zur Geschäftsaufgabe gezwungen war. Die Familie musste in die Wilhelmstraße 9 in Glogau umziehen. 1938 wurde Isidor in Haft genommen, aber aus dem KZ Sachsenhausen am 13. Dezember 1938 wieder entlassen. Schließlich flüchtete die Familie nach Berlin. Hier lebten noch zwei seiner Brüder: Theodor, der das Herren- und Kinderbekleidungsgeschäft in der Spandauer Klosterstraße 5 weiter führte, nachdem der älteste Bruder Arno im Februar 1934 mit seiner Frau Auguste nach Palästina emigriert war. Bruder Leo hatte in der Herzbergstraße 3 in Neukölln ein Schuh- und Strumpfgeschäft. Der vierte Bruder Moritz war zeitgleich mit Isidor im KZ Sachsenhausen inhaftiert und lebte mit seiner Familie in Cottbus. Helga zog mit ihren Eltern Helene und Isidor und ihren beiden Schwestern nach Steglitz in die Schützenstraße 53. Dort wohnten sie vermutlich zur Untermiete, denn in den Berliner Adressbüchern taucht Vater Isidor – im Gegensatz zu seinem Bruder Leo – nicht auf. Ob Helga und ihre Schwestern Ruth und Anneliese in Berlin noch zur Schule gingen, und welche dies gewesen sein könnte, ist nicht bekannt. Am 19. Oktober 1942 musste Helga mit ihren Eltern und ihren Schwestern den Zug nach Riga besteigen. Helga war damals 10, Ruth 14 und Anneliese erst 9 Jahre alt. Von der Synagoge Levetzowstraße mussten sie bis zum Güterbahnhof Moabit laufen. Mit ihnen fuhren noch 954 Menschen gen Osten. In Riga angekommen, wurden sie sofort ermordet. Kein Familienangehöriger überlebte den Holocaust. |
|      | Isidor Stenschewski                                 | Schützenstraße 53                                                     |      | 16. Okt. 2014 | Isidor Stenschewski wurde als Sohn von Abraham Stenschewski (geboren 1856 und gestorben 1920 in Rogasen) und seiner Frau Helene, geborene Lippmann (geboren 1853 in Samter, gestorben 1929 in Berlin) am 15. Juni 1897 in Rogasen(Posen) geboren. Wie sein Vater erlernte Isidor das Viehhandels- und Kommissionsgeschäft. Er verließ Rogasen und machte sich in Glogau selbständig. Geschäft und Wohnung befanden sich am Leopoldring 1. Seine Einnahmen waren gut und erlaubten einen hohen Lebensstandard. Er war mit Helene geborene Boldes (geboren 10. Januar 1905) verheiratet. Sie stammte aus Lissa, das ebenfalls in der Provinz Posen lag. Die drei Töchter Ruth, Helga und Anneliese wurden in Glogau geboren. Ab 1933 ging das Geschäft stetig zurück, bis Isidor schließlich zur Geschäftsaufgabe gezwungen war. Die Familie musste in die Wilhelmstraße 9 in Glogau umziehen. 1938 wurde Isidor in Haft genommen, aber aus dem KZ Sachsenhausen am 13. Dezember 1938 wieder entlassen. Schließlich flüchtete die Familie nach Berlin. Hier lebten noch zwei seiner Brüder: Theodor und Leo mit Frau und Kind. Theodor führte das Herren- und Kinderbekleidungsgeschäft in der Spandauer Klosterstraße 5 weiter, nachdem der älteste Bruder Arno im Februar 1934 mit seiner Frau Auguste nach Palästina emigriert war. Bruder Leo hatte in der Herzbergstraße 3 in Neukölln ein Schuh- und Strumpfgeschäft. Der vierte Bruder Moritz war zeitgleich mit Isidor im KZ Sachsenhausen inhaftiert und lebte mit seiner Familie in Cottbus. Isidor zog mit seiner Familie nach Steglitz in die Schützenstraße 53. Dort wohnte die Familie vermutlich zur Untermiete. In den Berliner Adressbüchern tauchte er – im Gegensatz zu seinem Bruder Leo – nicht auf. Am 19. Oktober 1942 musste die Familie gemeinsam mit weiteren 954 Menschen den Zug nach Riga besteigen. Über die Sammelstelle in der Levetzowstraße mussten sie bis zum Güterbahnhof Moabit laufen. In Riga angekommen, wurden sie sofort ermordet. Bis auf Arno und Auguste, die kinderlos blieben, überlebte keiner der insgesamt 16 Familienangehörigen den Holocaust. |
|      | Ruth Stenschewski                                   | Schützenstraße 53                                                     |      | 16. Okt. 2014 | Ruth Stenschweski wurde als älteste Tochter von Isidor Stenschewski und Helene geborene Boldes am 21. Januar 1928 in Glogau geboren. Ihr Vater führte in Glogau ein Viehhandels- und Kommissionsgeschäft. Seine Einnahmen waren gut und erlaubten einen hohen Lebensstandard. Geschäft und Wohnung befanden sich am Leopoldring 1. Sie hatte noch 2 Schwestern: die am 27. September 1933 geborene Anneliese und die am 4. April 1932 geborene Helga. Ab 1933 gingen die Geschäftseinnahmen des Vaters stetig zurück, bis Isidor schließlich zur Geschäftsaufgabe gezwungen war. Die Familie musste in die Wilhelmstraße 9 in Glogau umziehen. 1938 wurde Isidor in Haft genommen, aber aus dem KZ Sachsenhausen am 13. Dezember 1938 wieder entlassen. Schließlich flüchtete die Familie nach Berlin. Hier lebten noch zwei seiner Brüder: Theodor, der das Herren- und Kinderbekleidungsgeschäft in der Spandauer Klosterstraße 5 weiter führte, nachdem der älteste Bruder Arno im Februar 1934 mit seiner Frau Auguste nach Palästina emigriert war. Bruder Leo hatte in der Herzbergstraße 3 in Neukölln ein Schuh- und Strumpfgeschäft. Der vierte Bruder Moritz war zeitgleich mit Isidor im KZ Sachsenhausen inhaftiert und lebte mit seiner Familie in Cottbus. Ruth zog mit ihren Eltern Helene und Isidor und ihren beiden Schwestern nach Steglitz, in die Schützenstraße 53. Dort wohnten sie vermutlich zur Untermiete, denn in den Berliner Adressbüchern taucht Vater Isidor – im Gegensatz zu seinem Bruder Leo – nicht auf. Ob Helga und ihre Schwestern Ruth und Anneliese in Berlin noch zur Schule gingen, und welche dies gewesen sein könnte, ist nicht bekannt. Am 19. Oktober 1942 musste Ruth mit ihren Eltern und ihren Schwestern den Zug nach Riga besteigen. Helga war damals 10 Jahre, Ruth 14 und Anneliese erst 9 Jahre alt. Von der Sammelstelle in der Levetzowstraße mussten sie bis zum Güterbahnhof Moabit laufen. Mit ihnen fuhren noch 954 Menschen gen Osten. In Riga angekommen, wurden sie sofort ermordet. Kein Familienangehöriger überlebte den Holocaust. |
|      | Siegfried Sternweiler                               | Munsterdamm 24                                                        |      | 12. Nov. 2016 | Siegfried Sternweiler wurde am 11. April 1885 in Walldorf bei Heidelberg geboren. Er besuchte die Realschule und absolvierte anschließend eine Banklehre. Nach Berlin kam er um 1905 und arbeitete beim Bankhaus Gebr. Merzbach. Seinen Militärdienst leistete er von 1907 bis 1908 und war dann bis zur Einberufung zu Beginn des Ersten Weltkrieges am 1. August 1914 bei verschiedenen Bankhäusern in Berlin tätig. Von 1918 bis 1920 arbeitete er beim „Treuhänder für das feindliche Vermögen“ in Berlin. 1920 heiratete er die nichtjüdische Buchhalterin Edith Johanna Pauline Schneller, 1921 und 1923 wurden die Söhne Joachim und Hans geboren. In den 1920er Jahren bis Ende 1937 war Siegfried Sternweiler beim Bankhaus Cohn & Bernstein beschäftigt. Die Familie Sternweiler lebte von 1929 bis 1934 in der Altmarkstraße in Steglitz und zog 1934 in eine Wohnung am Munsterdamm 24. Bereits 1930 war der dritte Sohn Dieter geboren worden. Am 14. Juni 1935 zeichnete man Siegfried Sternweiler mit dem „Ehrenkreuz für Frontkämpfer“ aus dem Ersten Weltkrieg aus. Zum 31. Dezember 1937 erhielt er die Kündigung bei Cohn & Bernstein wegen Auflösung des Bankhauses. Als die Juden 1938 gezwungen wurden, den Zusatznamen „Israel“ bzw. „Sara“ anzunehmen, wenn sie keinen der in einer Liste aufgeführten Vornamen für Juden trugen, entschied Siegfried Sternweiler, seinen Vornamen Siegfried amtlich in „Salo“ ändern zu lassen. Damit umging er den Zusatznamen „Israel“. Im Zuge der Entrechtung der Juden wurde am 30. April 1939 ein Mieterschutzgesetz als Grundlage für die Vertreibung von Juden aus ihren Wohnungen verabschiedet. Juden sollten nun in „Judenhäusern“ leben. Bereits Ende 1938 versuchte die gemeinnützige Siedlungsbaugesellschaft „Heimat“ A.G. mit Sitz in Zehlendorf, die Familie Sternweiler per Räumungsklage aus ihrer Wohnung am Munsterdamm 24 zu werfen. Die Räumungsklage wurde abgewiesen, weil die drei Söhne „Mischlinge Ersten Grades“ waren. Die Familie bemühte sich nun doch um eine Auswanderung in die USA, was jedoch misslang. 1940 trat Siegfried Sternweiler aus der Jüdischen Gemeinde zu Berlin aus. Nach seiner Entlassung beim Bankhaus Cohn & Bernstein war Siegfried Sternweiler zunächst arbeitslos, danach musste er bei verschiedenen Firmen Tiefbauarbeiten ausführen. Zwangsweise setzte ihn das Bezirksamt Schöneberg als Schnee-Hilfsarbeiter ein. Ebenso zwang man ihn, bei weiteren Firmen im Tiefbau zu arbeiten, wozu er körperlich nicht in der Lage war. Das Bezirksamt Steglitz beschäftigte ihn als Zwangsarbeiter im Stadtpark Steglitz. Seine letzte Station als Zwangsarbeiter war die Deutsche Waffen- und Munitionsfabrik in Borsigwalde. Zermürbt nahm sich Siegfried Sternweiler am 14. Juni 1941 das Leben. Er wurde auf dem Jüdischen Friedhof in der Schönhauser Allee im Grab seines Vaters Simon Sternweiler beigesetzt. |
|      | Erna Strauss                                        | Wrangelstraße 6–7                                                     |      | 1. Sep. 2018  | Erna Strauß kam am 24. Juli 1904 in Frankfurt am Main in einer jüdischen Familie auf die Welt. Sie blieb ledig und wohnte am 17. Mai 1939 in Berlin-Steglitz, Wrangelstraße 6/7 im Jüdischen Blindenheim. Sie hatte die deutsche Staatsangehörigkeit. Am 10. November 1941 musste sie wie ihre Mitbewohner das Blindenheim verlassen und in das Jüdische Blinden- und Taubstummenheim nach Berlin-Weißensee, Parkstraße 22 ziehen. Von dort wurde sie am 15. August 1942 zusammen mit 6 Bewohnern des Heims mit dem 18. Osttransport vom Güterbahnhof Berlin-Moabit aus nach Riga deportiert, wo sie am 18. August 1942 ankam und bald nach ihrer Ankunft in den Wäldern von Rumbula oder Bikernieki ermordet wurde. Bevor Erna Strauß deportiert wurde, musste sie die Vermögenserklärung ausfüllen, sie besaß ein Sparbuch mit einem Guthaben von 482,44 Mark, dieses Guthaben wurde beschlagnahmt und vom Deutschen Reich vereinnahmt. |
|      | Erich Tank                                          | Steglitzer Damm 1                                                     |      | 10. Okt. 2014 | Erich Tank wurde am 22. Juli 1905 geboren. Am 22. April 1945 wurde er vor dem Haus Mariendorfer Straße 56 (heute: Steglitzer Damm 1) erhängt aufgefunden. Die Ermordung erfolgte auf Anordnung der NSDAP-Kreisleitung. Erich Tank trug ein Schild um den Hals mit der Aufschrift: „Ich war zu feige für Frau und Kind zu kämpfen“. Nach der Abnahme lag der Leichnam noch einige Tage im Rinnstein vor dem Haus Steglitzer Damm/Ecke Lauenburger Straße. Amtlich bestattet wurde er am 22. Juli 1945, also an seinem 40. Geburtstag auf dem Friedhof in der Bergstraße. |
|      | Adolf Tetteles                                      | Schönhauser Straße 23                                                 |      | 15. Nov. 2023 | Adolf Tetteles kam am 17. April 1877 in Punitz bei Posen als Sohn des Ludwig Leiser Tetteles und seiner Frau Sime Jente geborene Landesberg zur Welt. Er hatte eine ältere Schwester Klara. Adolf Tetteles wurde Kaufmann und heiratete am 18. Januar 1901 in London Cilly Kozedais, dann zog er mit seiner verwitweten Mutter Sime Jente und seiner Schwester Klara und deren Mann Leo Franz Josef Ostrohanski nach Hamburg. Die Kinder wurden geboren: am 8. Juli 1901 Ludwig, am 8. Januar 1903 Minna Amanda, am 9. November 1906 Ilse und am 26. Dezember 1907 Johanna. Adolf Tetteles war selbständiger Kaufmann und zwar auf dem Gebiet der Fotografie und des Radios. Er entwickelte einige technische Neuerungen, worauf er Patente begründete, die er teilweise veräußerte. Um 1920 gab er eine Belichtungstabelle (TELLS) heraus, die von der Fa. Schneidt in Kulmbach vertrieben wurde, seine letzte Erfindung war ein Taschenmikroskop namens Lomara, das im Lomara Werk W.D. Kuhn in Steglitz hergestellt wurde. Sein Einkommen war überdurchschnittlich. 1910 zog Adolf Tetteles mit seiner Familie nach Berlin, ab 1920 wohnten sie in der Schönhauser Straße 24 in einer 3,5-Zimmer-Wohnung. 1927 starb der einzige Sohn Ludwig. Die Tochter Johanna arbeitete als Sekretärin, die Tochter Ilse heiratete den nichtjüdischen Herbert Bamberg, der Sohn Wolfgang kam am 24. März 1936 in Dahlem zur Welt. Die deutsche Staatsangehörigkeit wurde Adolf Tetteles entzogen, 1939 wurde er als staatenlos bezeichnet. Es gab zwei Strafverfahren gegen ihn wegen unbefugten Aufenthalts im Inland, als sein Heimatland wurde im Strafverfahren Litauen angegeben. Ferner wurde er strafrechtlich verfolgt, weil er den Zwangsvornamen „Israel“ nicht geführt hatte. Die Töchter Minna und Johanna emigrierten 1939 nach England. Sie blieben ledig und starben 1992 bzw 1998 in England. Adolf Tetteles arbeitete als Handelsvertreter. 1939 war er vom 26. September bis 2. November im KZ Sachsenhausen interniert. Er und seine Frau Cilly mussten als Untermieter zu Amalie Jolles in die Elisenstraße 24 in Steglitz ziehen. Die gesamte Wohnungseinrichtung einschließlich des für die beiden Töchter gepackten Umzugsgutes wurden beschlagnahmt. Aus der Elisenstraße wurden sie am 18. Oktober 1941 nach Litzmannstadt ins Ghetto deportiert. Am 8. Mai 1942 wurde Adolf Tetteles zusammen mit seiner Frau Cilly in das Vernichtungslager Kulmhof deportiert und dort ermordet. |
|      | Cilli Tetteles                                      | Schönhauser Straße 23                                                 |      | 15. Nov. 2023 | Cilli Kozedais kam am 7. September 1869 in Brody Kreis Lemberg in einer jüdischen Familie zur Welt. Sie heiratete am 18. Januar 1901 in London Adolf Tetteles und zog mit ihm, seiner Mutter und seiner Schwester nach Hamburg. Dort kamen die Kinder zur Welt: am 8. Juli 1901 Ludwig, am 8. Januar 1903 Minna Amanda, am 9. November 1906 Ilse und am 26. Dezember 1907 Johanna. In Hamburg war ihr Mann als Geschäftsführer tätig, in Berlin war er selbständiger Kaufmann, speziell im Vertrieb von optischen Neuheiten und solchen des Radios. Er entwickelte einige technische Neuerungen, worauf er Patente begründete, die er teilweise veräußerte. Um 1920 gab er eine Belichtungstabelle (TELLS) heraus, die von der Fa. Schneidt in Kulmbach vertrieben wurde, seine letzte Erfindung war ein Taschenmikroskop namens Lomara, das im Lomara Werk W.D. Kuhn in Steglitz hergestellt wurde. Sein Einkommen war überdurchschnittlich. 1910 zog die Familie nach Berlin und wohnte in der Schönhauser Straße 24 in einer 3,5-Zimmer-Wohnung. 1927 starb ihr Sohn Ludwig. Die Tochter Ilse heiratete den nichtjüdischen Herbert Bamberg, deren Sohn Wolfgang kam am 24. März 1936 in Dahlem zur Welt. Die Töchter Minna und Johanna emigrierten 1939 nach England. Sie blieben ledig und starben 1992 bzw. 1998 in England. Adolf Tetteles arbeitete als Handelsvertreter, er und seine Frau Cilli mussten zu Amalie Jolles in die Elisenstraße 24 in Steglitz ziehen. Von dort wurden sie am 18. Oktober 1941 nach Litzmannstadt ins Ghetto deportiert. Am 8. Mai 1942 wurde Cilli Tetteles zusammen mit ihrem Mann Adolf ins Vernichtungslager Kulmhof deportiert und dort ermordet. |
|      | Valerie Urbach                                      | Holsteinische Straße 54                                               |      | 16. Okt. 2014 | Valerie Pinn wurde am 25. Dezember 1882 in Berlin als Tochter jüdischer Eltern geboren. Sie heiratete den Handlungsgehilfen Hans Urbach (geboren am 2. April 1876 in Berlin). Seine Eltern waren Siegmar Urbach und Doris geborene Baradeis. Valerie und Hans Urbach hatten 2 Töchter: die am 17. Juli 1904 geborene Minna Doris Gerda und die am 19. Juni 1908 geborene Hildegard. Am 29. Dezember 1908 verstarb Hans Urbach in Görbersdorf/Schlesien. Valerie Urbach war nun Witwe mit zwei kleinen Töchtern. Sie betrieb in der Pestalozzistraße 85 ein Putzgeschäft und wohnte in der Krummen Straße 56 I. 1938 war ihre Tochter Gerda Mieterin einer Wohnung in der Holsteinischen Straße 54 in Steglitz, Gerda war kaufmännische Angestellte. 1939 war Valerie Urbach Haushaltsvorstand in der Wohnung, Gerda und Hildegard konnten fliehen, Gerda nach Australien und Hildegard in die USA. Damals hatte Valerie Urbach 2 jüdische Untermieter: Regina Marcus und Jakob Rubenstein. Letzterer zog aus und wohnte mit seiner Frau Ruth Rubenstein bis zur Deportation in Kreuzberg in der Fürbingerstraße 18. Sowohl Regina Marcus als auch Valerie Urbach mussten vor ihrer Deportation noch einmal umziehen, Valerie Urbach in die Xantener Straße 14 II zu Hamburger. Am 23. Mai 1942, wenige Tage vor ihrer Deportation, schrieb sie ein Rotekreuzschreiben an ihre Tochter Gerda: „Liebe Gerda! Herzliche Grüße. Oskar, Walli verreist, ich folge bald. Bleib gesund, grüss Hilde. Bin wohl, innigsten Gruß und Glückwunsch Deine Mutti“. Am 13. Juni 1942 wurde Valerie Urbach mit 1029 weiteren Personen ins Vernichtungslager Sobibor deportiert, unmittelbar nach ihrer Ankunft wurden alle ermordet. Ihre beiden Töchter blieben kinderlos. |
|      | Ruth Veit Simon (beschriftet als „Ruth Veit-Simon“) | Rothenburgstraße 18                                                   |      | 2004          | Ruth Agnes Veit Simon wurde am 3. Januar 1914 in Berlin geboren. Ihre Eltern waren der Rechtsanwalt und Notar Heinrich Veit Simon und Irmgard Simon, geborene Gabriel. Ein weiterer Stolperstein für Ruth Veit Simon wurde am 16. Oktober 2014 in Lichterfelde am Hindenburgdamm 11 verlegt. |
|      | Anna Weissenberg                                    | Wrangelstraße 6–7                                                     |      | 2. Dez. 2017  | Anna Weissenberg kam am 27. Januar 1875 in Inowrazlaw (Hohensalza) als Tochter des Kaufmanns Samuel Davidsohn und seiner Frau Dora geborene Michel zur Welt. Sie heiratete den Kaufmann Daniel, der aber bald starb. 1906 heiratete sie in Berlin in zweiter Ehe den Geschäftsreisenden Berthold Weissenberg, der am 26. Januar 1875 in Rosdzien/Kattowitz geboren war. Ihre verwitwete Mutter betrieb damals die Dampfwäscherei Schneeweiß in der Strelitzer Straße 60. Am 17. Mai 1939 bei der Volkszählung lebte Anna Weissenberg in Berlin-Steglitz, Wrangelstraße 6/7 im Jüdischen Blindenheim. Am 10. Oktober 1939 erfolgte die Scheidung von Berthold Weissenberg, der damals in Lichterfelde in der Undinestraße 5 lebte. Am 4. November 1941 musste Anna Weissenberg wie ihre Mitbewohner nach Berlin-Weißensee, Parkstraße 22 in das Jüdische Blinden- und Taubstummenheim ziehen. Von dort wurde sie mit 15 ihrer ehemaligen Mitbewohner aus der Wrangelstraße am 14. September 1942 nach Theresienstadt deportiert, wo sie am 23. April 1943 ermordet wurde. Ihr geschiedener Mann musste aus der Wohnung in der Undinestraße 5 ausziehen und in die Seesenerstraße 50 nach Charlottenburg ziehen, von dort wurde er am 10. September 1942 nach Theresienstadt deportiert und von dort am 29. September 1942 in das Vernichtungslager Treblinka. Sein Bruder Salo, mit dem er sich in der Seesenerstraße ein Zimmer geteilt hatte, wurde am 2. März 1943 nach Auschwitz deportiert und ermordet. |
|      | Frida Will                                          | Amfortasweg 17                                                        |      | 26. Apr. 2014 | Frida Will wurde am 5. Februar 1890 in Dramburg/Pommern geboren. Gemeinsam mit ihrer Mutter Henriette wohnte sie seit April 1936 in Steglitz im Amfortasweg 17. Ihr Vater Arno Will war vermutlich vor dem Umzug nach Berlin verstorben. Möglicherweise sind Mutter und Tochter Mitte der 1930er Jahre nach Berlin gekommen, um in der Anonymität der neuen Großstadt einen Neubeginn zu erreichen, oder um ihre Auswanderung vorzubereiten. In der vor der Deportation auszufüllenden Vermögenserklärung gibt Frida Will an, dass sie keinen Beruf ausübe, früher aber im Geschäft des Vaters mitgearbeitet habe. Als Konfession notiert sie „jüdisch“. Frida Will wurde gemeinsam mit ihrer Mutter mit dem 10. Transport am 25. Januar 1942 nach Riga transportiert, von ihrer Ermordung dort bzw. in einem weiteren Lager ist auszugehen. |
|      | Henriette Will                                      | Amfortasweg 17                                                        |      | 26. Apr. 2014 | Henriette Will wurde am 10. Oktober 1863 in Hamburg geboren als Tochter von Moritz Jacob Stavenhagen und seiner Frau Zerline geborene Levy. Sie hatte drei Brüder, von denen der jüngere Bruder Gustav (geboren 1875) bereits mit 10 Jahren verstarb und der Bruder Max (geboren 1869) 1937 ums Leben kam. Ihr älterer Bruders Julius (geboren 1862) hatte Frau und Kinder in Frankfurt/Main und starb dort 1936, die Kinder überlebten die Shoa. Am 19. Mai 1889 heiratete Henriette den Kaufmann Arno Will (geboren 1857 in Stargard) in Hamburg. Im Februar 1890 kam ihr einziges Kind Frida zur Welt. Seit 1936 lebte Henriette Will mit ihrer Tochter in Berlin, im Steglitzer Amfortasweg 17. Wahrscheinlich war sie zu diesem Zeitpunkt verwitwet. Henriette Will wurde gemeinsam mit ihrer Tochter mit dem 10. Transport am 25. Januar 1942 nach Riga transportiert, von ihrer Ermordung dort bzw. in einem weiteren Lager ist auszugehen. |
|      | Rudolf Witkowski                                    | Wrangelstraße 6–7                                                     |      | 2. Dez. 2017  | Rudolf Witkowski kam am 16. Juli 1886 in Posen – damals Preußen – in einer jüdischen Familie zur Welt. Wir wissen nicht, seit wann er im Jüdischen Blindenheim wohnte, er war vermutlich nicht blind, sondern sehbehindert. Vor seiner Deportation musste er seine Vermögenserklärung abgeben: Keine der Fragen wurde beantwortet, allerdings hat er selbst unterschrieben. Am 14. September 1942 wurde er mit 15 seiner früheren Mitbewohner aus der Wrangelstraße nach Theresienstadt deportiert, wo er am 4. Februar 1943 ermordet wurde. Die Todesursache wurde mit „Darmkatarrh“ angegeben. |
|      | Ellen-Ruth Wittenberg                               | Holsteinische Straße 44                                               |      | 16. Okt. 2014 | Ellen-Ruth Wittenberg wurde am 21. September 1908 in Berlin als Tochter von Sally Wittenberg und seiner Frau Helene geborene Cohn geboren. Sie hatte die am 12. Juni 1901 geborene Erna als Schwester und den am 6. Februar 1903 geborenen Rolf Rudolf als Bruder. Ihr Vater starb 1938 an den Folgen eines Verkehrsunfalls. Ihre Schwester Erna hatte Hans Kurt Löwenstein geheiratet und war mit ihm und dem gemeinsamen Sohn Wolfgang Günther nach Frankreich emigriert. Rolf Rudolf wanderte nach Palästina aus. Nach dem Tod von Sally Wittenberg zog Helene Wittenberg mit der jüngsten Tochter Ellen-Ruth in die Holsteinische Straße 44 II. Von dort wurde Helene Wittenberg am 14. September 1942 nach Theresienstadt deportiert und am 16. Mai 1944 nach Auschwitz ins Vernichtungslager. Ellen-Ruth Wittenberg sollte am 14. Dezember 1942 deportiert werden. Sie tauchte unter und lebte in Berlin im Untergrund. Tagsüber hielt sie sich meist in Verkehrsmitteln auf. Am 3. Juli 1944 lernte sie Josef Haberl kennen, den sie am 3. Dezember 1945 heiratete. Er besaß Diplomatenstatus und konnte dadurch Ellen-Ruth helfen zu überleben. Ellen-Ruth Haberl starb am 20. Januar 2009 in Berlin-Lankwitz. Ihre Schwester Erna, deren Mann Hans Kurt Löwenstein und der Sohn Wolfgang Günther wurden in Frankreich verhaftet, über das Sammellager Drancy nach Auschwitz gebracht und dort ermordet. |
|      | Helene Wittenberg                                   | Holsteinische Straße 44                                               |      | 16. Okt. 2014 | Helene Cohn wurde am 7. März 1876 in Magdeburg als Tochter eines jüdischen Vaters und einer nichtjüdischen Mutter geboren. Sie heiratete Sally Wittenberg, der ein erfolgreicher Wäschefabrikant war; sie hatten 3 Kinder: die am 12. Juni 1901 geborene Erna, den am 6. Februar 1903 geborenen Rolf Rudolf und die am 21. September 1908 geborene Ellen-Ruth. Sally Wittenberg starb am 17. Januar 1938 in Breslau an den Folgen eines Verkehrsunfalls. Erna hatte Hans Kurt Löwenstein geheiratet und war mit ihm und dem gemeinsamen Sohn Wolfgang Günter nach Frankreich emigriert, deren am 28. Juni 1922 geborener Sohn Ralf Dieter blieb in Neuendorf i.Sande (Landwerk Neuendorf), um einen landwirtschaftlichen Beruf zu erlernen, ihr Bruder Rolf Rudolf wanderte nach Palästina aus. 1939 wohnte Helene Wittenberg mit der jüngsten Tochter Ellen-Ruth in der Holsteinischen Straße 44 II. Untermieterin war Lydia Marcus geborene Gelles. Am 14. September 1942 wurde Helene Wittenberg nach Theresienstadt deportiert und von dort am 16. Mai 1944 nach Auschwitz, wo sie vermutlich sofort ermordet wurde. Ellen-Ruth tauchte unter und überlebte in Berlin, Erna, Hans Kurt und Wolfgang Günter Löwenstein wurden in Frankreich verhaftet, über das Sammellager Drancy nach Auschwitz gebracht und dort ermordet, Ralf Dieter wurde mit 152 weiteren Personen vom Landwerk Neuendorf nach Auschwitz deportiert und dort ermordet. |
|      | Ida Wolf                                            | Wrangelstraße 6–7                                                     |      | 1. Juni 2017  | Ida Blumenthal kam am 8. August 1891 in Kördorf/Unterlahnkreis als Tochter von Salomon Blumenthal und seiner Frau Bertha geborene Grünbaum zur Welt. Sie hatte zumindest noch einen Bruder. Ida Blumenthal war blind und lebte im Jüdischen Blindenheim in Berlin-Steglitz, Wrangelstraße 6/7. Nach 1939 heiratete sie den ebenfalls blinden Kurt Wolf. Dieser war elf Jahre jünger als Ida und lebte offiziell in dem Jüdischen Blinden- und Taubstummenheim in Weißensee, wohnte tatsächlich wohl in der Helmholtzstraße in Charlottenburg. Er arbeitete in der Blindenwerkstatt von Otto Weidt. Ida Wolf sollte am 15. August 1942 nach Riga deportiert werden, ihr Name stand auf der Deportationsliste. Tatsächlich wurde sie nicht mit diesem Transport deportiert, sondern gemeinsam mit ihrem Mann am 29. November 1942 nach Auschwitz. Kurt Wolf wurde im Januar 1943 ermordet, der Todeszeitpunkt von Ida Wolf ist nicht bekannt. |
|      | Rosalie Wolff                                       | Deitmerstraße 6                                                       |      | 29. Okt. 2020 | Rosalie Semmel kam am 7. Januar 1871 in Borek als Tochter des Max Semmel und seiner Frau zur Welt. Ihr Vater war in erster Ehe mit Ernestine Kobylinska verheiratet, die Kinder Josef (1862) und Luise (1866) wurden in Borek geboren. In zweiter Ehe war Max Semmel mit Sara geborene Keil verheiratet, die Kinder waren Gustl (1880), Martin (1883) und Adela (1887). Rosalie wurde Näherin und lebte 1897 in Dresden, wo sie nichtehelich einen Sohn gebar, Arno Bruno, der einen Monat nach der Geburt starb. 1905 lebte Rosalie in Berlin in der Brunnenstraße 185, sie war damals Pelznäherin. Bei der Heirat ihrer Schwester Adela mit dem Dekorateur Ferdinand Hugo Wilhelm Restin war sie Trauzeugin. Der zweite Trauzeuge bei dieser Heirat war der Schriftsteller und Verlagsbuchhändler Bruno Wolff-Beckh. 1923 heiratete Rosalie Bruno Wolff-Beckh, der damals bereits sehr krank war, aufgrund eines ärztlichen Attestes entfiel das Aufgebot und die Eheschließung erfolgte in der Wohnung von Bruno Wolff-Beckh. Sie wohnten in der Flensburger Straße 6 (heute Deitmerstraße 6), um die Ecke zur Düppelstraße 30, wo Rosalies Schwester Adela mit ihrer Familie lebte. Bruno Wolf-Beckh starb im Jahr 1925, Adelas Mann Wilhelm im Jahr 1927. So lebten die beiden verwitweten Schwestern in räumlicher Nähe. Rosalie Wolff musste im März 1942 aus der Flensburger Straße 6 ausziehen und in die Franseckystraße 2 im 1. OG (heute Sredzkistraße) zu Mellinger ziehen, dort bewohnte sie ein möbliertes Zimmer für eine monatliche Miete von 25,00 Mark, ihre Rente betrug 32,30 Mark, hinzu kamen 17,20 Mark von der Wohlfahrt. In der Vermögenserklärung vom 25. Juni 1942 gab sie ihr Barvermögen mit 10,20 Mark an. Die Verwertung ihres Vermögens ergab nichts, die Taxgebühr betrug 2,75 Mark. Aus der Franseckystraße wurde Rosalie Wolff am 10. August 1942 nach Theresienstadt deportiert, wo sie am 6. Januar 1943 ermordet wurde. Ihre Schwester Adela Restin wurde erst am 10. Januar 1944 deportiert, deren Sohn Max überlebte. Für Adela Restin liegt ein Stolperstein vor der Düppelstraße 30. |
|      | Aribert Zwick                                       | Albrechtstraße 83A                                                    |      | 9. Nov. 2023  | Aribert Zwick kam am 6. Januar 1903 als Sohn des Bierverlegers Isidor Zwick und seiner Frau Julia geborene Levin in Gnesen zur Welt. Er hatte eine Schwester Edith (1899) und eine Schwester Alicia Regina (1908). Die Familie zog nach Berlin, der Vater führte einen Kolonialwarenhandel in der Petersburger Straße in Friedrichshain, später einen Schürzenhandel, in den Aribert einstieg. 1935 heiratete Aribert die aus Wiesbaden stammende Eva Amalie Anna Wertheimer, sie führten in Berlin ein vergnügtes und vielseitiges Leben. In der Reichspogromnacht wurden auch die Geschäfte der Familie geplündert, Aribert und Eva zogen in ein kleines möbliertes Zimmer in der Albrechtstraße 83 a. Kurzfristig zog das Paar nach Wiesbaden zu Evas Eltern, Aribert kehrte aber alleine nach Berlin zurück, 1942 wurde die Ehe geschieden. Aribert Zwick leistete Zwangsarbeit in einem Bautrupp der Deutschen Reichsbahn. Er musste noch als Untermieter zu May in die Courbièrestraße ziehen, von dort wurde er am 12. Januar 1943 nach Auschwitz deportiert und am 8. Februar 1943 ermordet. Seine Frau Eva war bereits mit ihren Eltern im September 1942 nach Theresienstadt deportiert worden, sie wurde nach Auschwitz und Stutthof gebracht, konnte aber überleben. |
|      | Clara Zwillenberg                                   | Schützenstraße 53                                                     |      | 12. Nov. 2016 | Clara Singer kam am 1. September 1893 in Berlin als Tochter des Moses Singer und seiner Frau Lotti geborene Blum zur Welt. Sie hatte einen Bruder Julius und drei Schwestern. Ihre Familie lebte in der Schloßstraße 67a. Sie heiratete am 1. März 1918 den Kaufmann Siegmund Zwillenberg. Die Tochter Ingeburg wurde am 30. Dezember 1918 in Elbing geboren, am 14. Juni 1922 folgte die Tochter Vera. Seit 1929 lebte die Familie in Berlin, zunächst in der Altmarkstraße 12a, ab 1935 in der Schützenstraße 53. Bei ihnen wohnte Claras Mutter Betty Singer, bis diese 1940 starb, dann zog Claras Bruder Julius zu ihnen. Aufgrund der zunehmenden Repressionen musste Siegmund Zwillenberg Teile seiner Wohnung an die ebenfalls jüdische Familie Stenschewski untervermieten, Clara Zwillenberg arbeitete bei dem Dentisten Willi Wagner in Wilmersdorf. Am 31. August 1942 wurde sie mit ihrem Mann Siegmund und ihrer Tochter Vera nach Riga deportiert und zu einem unbekannten Zeitpunkt ermordet. Die Tochter Ingeburg hatte Rudi Korn geheiratet und lebte mit ihm in der Uhlandstraße. Sie wurde mit ihrem Mann am 9. Dezember 1942 nach Auschwitz deportiert und ermordet. |
|      | Siegmund Zwillenberg                                | Schützenstraße 53                                                     |      | 12. Nov. 2016 | Siegmund Zwillenberg kam am 22. Juni 1892 in Ortelsburg/Ostpreußen als Sohn von Gustav Zwillenberg und seiner Frau Hulda geborene Oppenheim zur Welt. Er hatte noch 5 Geschwister. Er wurde Kaufmann und heiratete am 1. März 1918 in Berlin Clara Singer. Die Tochter Ingeburg wurde am 30. Dezember 1918 in Elbing geboren, am 14. Juni 1922 folgte die Tochter Vera. Seit 1929 lebte die Familie in Berlin, zunächst in der Altmarkstraße 12a, ab 1935 in der Schützenstraße 53. Bei ihnen wohnte Claras Mutter Betty Singer, bis diese 1940 starb, dann zog Claras Bruder Julius zu ihnen. Aufgrund der zunehmenden Repressionen musste Siegmund Zwillenberg Teile seiner Wohnung an die ebenfalls jüdische Familie Stenschewski untervermieten, auch leistete er Zwangsarbeit, zuletzt bei den Berliner Wellpappewerken in der Herzbergstraße 26 in Lichtenberg. Am 31. August 1942 wurde Siegmund Zwillenberg mit seiner Frau Clara und seiner Tochter Vera nach Riga deportiert und zu einem unbekannten Zeitpunkt ermordet. Die Tochter Ingeburg hatte Rudi Korn geheiratet und lebte mit ihm in der Uhlandstraße. Sie wurde mit ihrem Mann am 9. Dezember 1942 nach Auschwitz deportiert und ermordet. |
|      | Vera Zwillenberg                                    | Schützenstraße 53                                                     |      | 12. Nov. 2016 | Vera Zwillenberg kam am 14. Juni 1922 in Elbing, Westpreußen, als Tochter des Kaufmannes Siegmund Zwillenberg und seiner Frau Clara geborene Singer zur Welt. Ihre Schwester Ingeburg war bereits 1918 geboren. Die Familie lebte ab 1929 in Berlin, zunächst in der Altmarkstraße 12a, ab 1935 in der Schützenstraße 53. Bei ihnen wohnte Claras Mutter Betty Singer, bis diese 1940 starb, dann zog Claras Bruder Julius zu ihnen. Aufgrund der zunehmenden Repressionen musste ihr Vater Teile der Wohnung an die ebenfalls jüdische Familie Stenschewski untervermieten. Vera Zwillenberg leistete Zwangsarbeit bei der Carl Friedrich Schauer & Co. KG in der Breiten Straße 25/26. Ihre Schwester Ingeburg hatte Rudi Korn geheiratet und lebte mit ihm in der Uhlandstraße. Sie wurde mit ihrem Mann am 9. Dezember 1942 nach Auschwitz deportiert und ermordet. Vera Zwillenburg wurde mit ihren Eltern am 31. August 1942 nach Riga deportiert und zu einem unbekannten Zeitpunkt ermordet. |